# Collezione Giustiniani

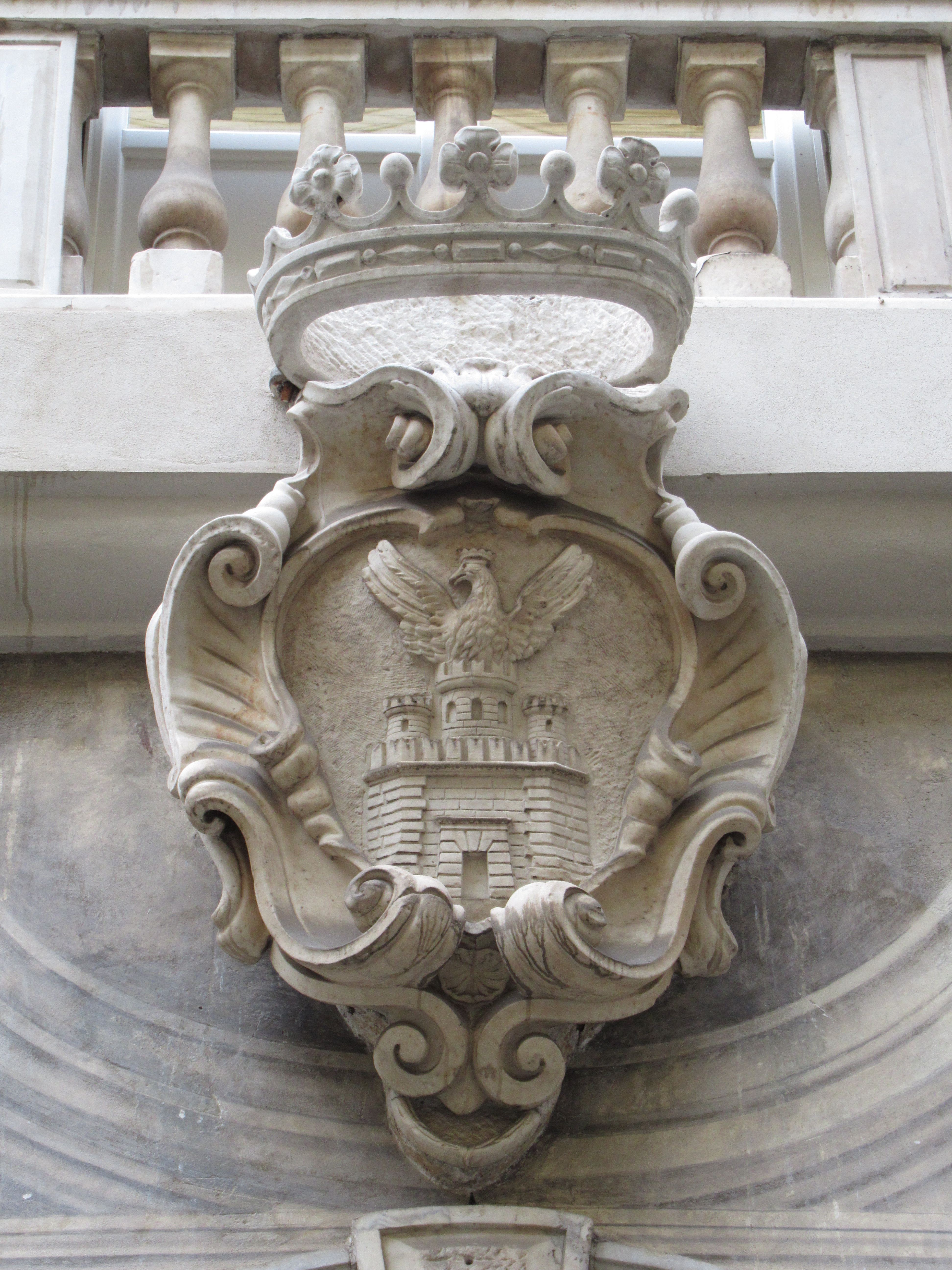
Stemma della famiglia Giustiniani nel palazzo nobiliare di Genova

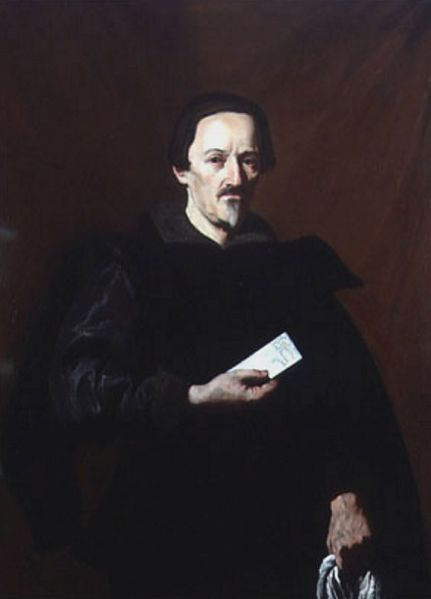
Nicolas Régnier, Ritratto di Vincenzo Giustiniani

La collezione Giustiniani è stata una collezione di opere d'arte sviluppatasi a Roma nel Seicento e appartenuta alla famiglia di origini genovesi dei Giustiniani.
La collezione, iniziata già nel Cinquecento da Giuseppe Giustiniani ma poi accresciuta nel Seicento col mecenatismo dei figli Benedetto e Vincenzo, nonché dal pronipote Andrea, rappresentò di fatto una delle più grandi e importanti raccolte di Roma e d'Europa custodendo alcuni dei massimi capolavori della pittura europea del Seicento e divenendo nel contempo scuola e modello per le future raccolte collezionistiche.
L'elenco di opere comprendeva sia quelle archeologiche, di cui divenne noto la Galleria Giustiniana, libro di incisioni riprendenti l'intero inventario di antichità, che pittoriche, di cui il successo della quadreria fu dovuto principalmente ai dipinti commissionati al Caravaggio, di cui i Giustiniani furono i primi protettori assieme al cardinal Del Monte, oltre che ad altri artisti come Regnier, van Baburen, Domenichino, Jusepe de Ribera, Nicolas Poussin, Gerrit van Honthorst e altri.
Nel XIX secolo un intero blocco di opere pittoriche, composto da alcuni dei pezzi più importanti della collezione, fu acquistato dal sovrano di Prussia ed è oggi conservato tra le raccolte del palazzo di Sanssouci a Potsdam e quelle della Gemäldegalerie di Berlino, mentre il nucleo centrale delle sculture d'antichità confluì nella collezione Torlonia.

## Storia

### Cinquecento

#### Le origini della famiglia

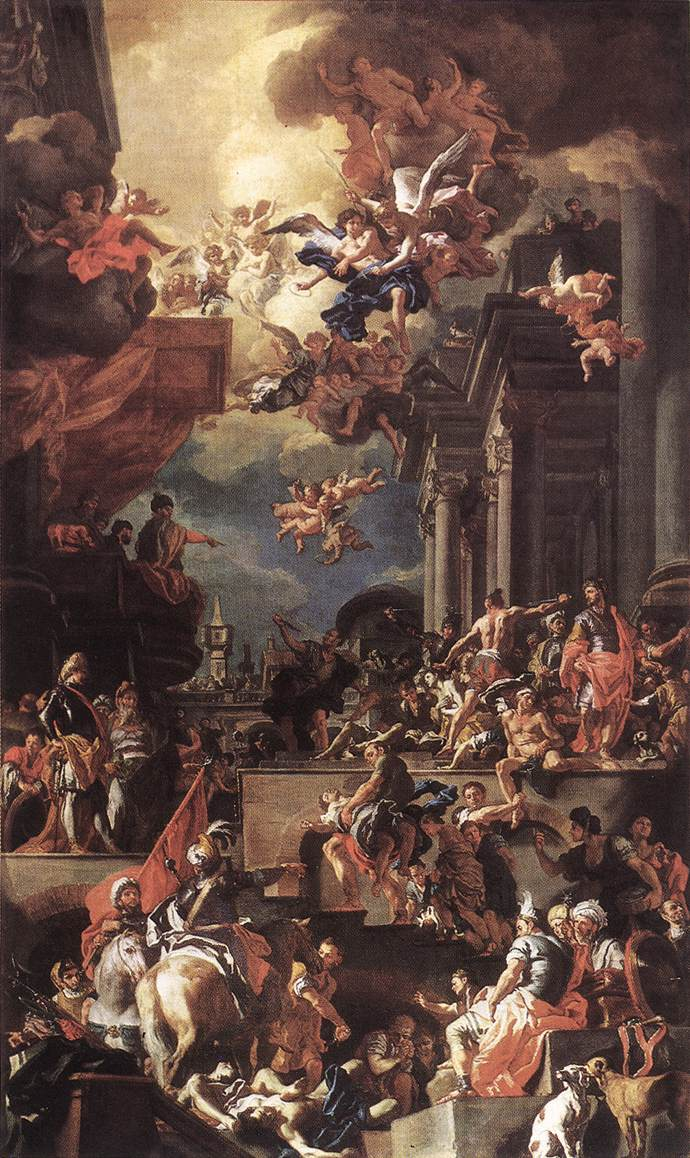
Bozzetto (già in collezione Doria d'Angri e oggi a Capodimonte di Napoli) di Francesco Solimena per una delle tele che egli realizzò per il soffitto della Sala del Consiglietto nel Palazzo Ducale di Genova, distrutto in un incendio nel 1777. La scena rappresenta il martirio di diciotto membri della famiglia Giustiniani durante la rivolta dei Turchi del 1566 contro la dominazione genovese a Chio.

La famiglia Giustiniani ha origini genovesi, nati come aggregazione di alcune famiglie che intorno alla metà del Trecento erano state incaricate dal governo allo sfruttamento di alcuni territori insulari tra l'attuale Grecia e la Turchia (Chio, Cos, Samo, Icaria e Focea). Tali famiglie formarono un'associazione commerciale detta maona e nel 1362 decisero di associarsi in albergo, adottando "Giustiniani" come appellativo comune, derivante dal palazzo Giustiniani, la dimora genovese dove erano soliti riunirsi, chiamata così forse perché in precedenza di proprietà della famiglia veneziana Giustinian.
Per quasi due secoli godettero del titolo di signori di Chio fino al 1566, potevano battere moneta e gestirono il monopolio del commercio del mastice estratto dal lentisco e dell'allume, oltre a quello di sale, vino, seta e altre merci provenienti dal vicino oriente.
Il 14 aprile 1566 Chio fu attaccata e conquistata dai turchi. Diversi notabili dell'isola furono catturati, i loro figli presi in ostaggio e diciotto di essi giustiziati. Tra i Giustiniani superstiti alcuni rimasero sull'isola, molti altri tornarono a Genova mentre altri ancora si trasferirono a Roma, dove daranno vita a una delle più importanti dinastie nobiliari del Seicento, in Sicilia, a Napoli o in altre città della penisola.

#### L'approdo a Roma dei Giustiniani

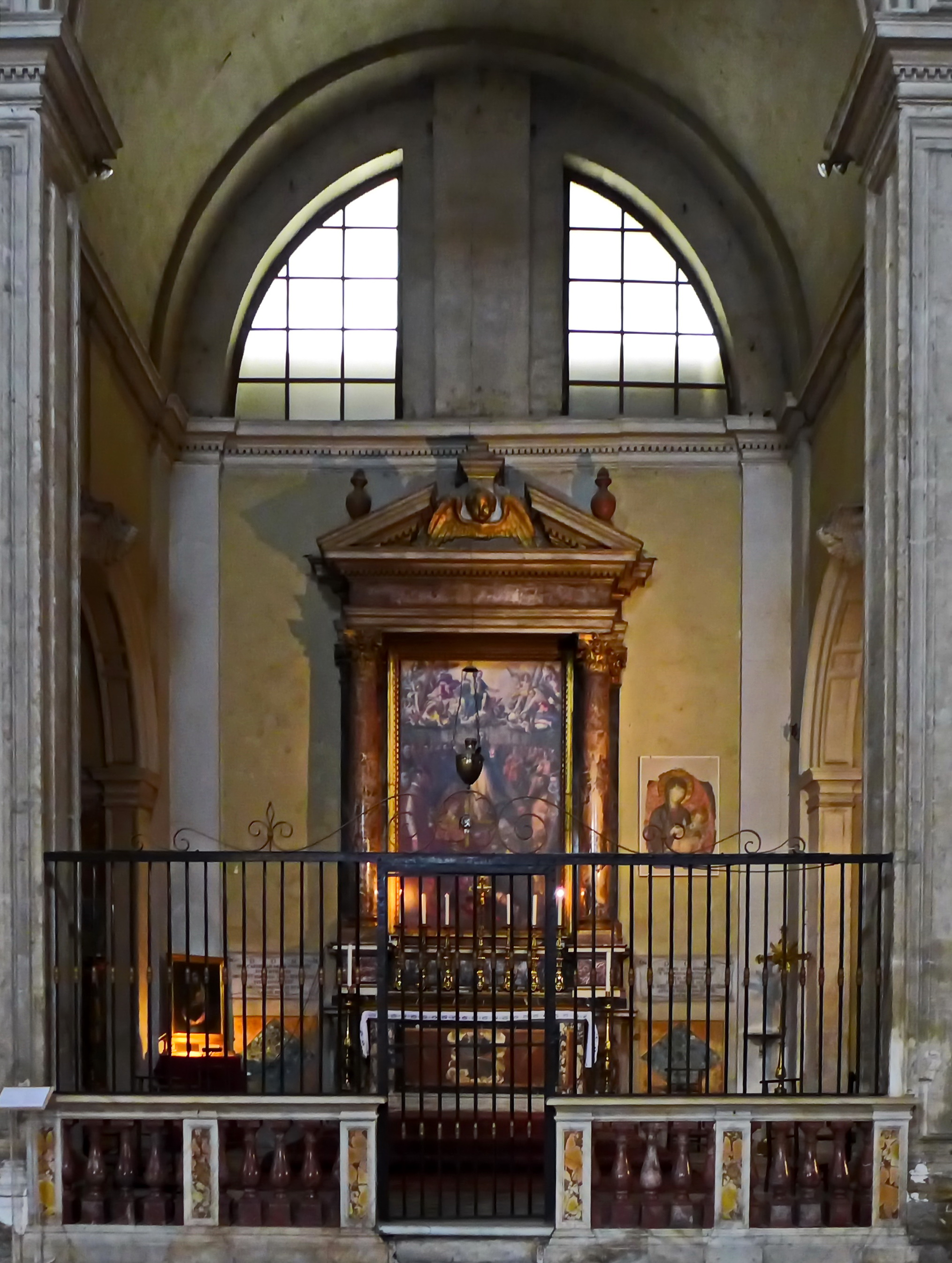
Cappella Giustiniani, chiesa di San Maria sopra Minerva, Roma

A Roma, dove già risiedeva il cognato e cardinale Vincenzo Giustiniani de Banca, generale dei domenicani del convento di Santa Maria sopra Minerva, chiesa che diverrà luogo di sepoltura di diversi esponenti della famiglia del ramo romano, si trasferì Giuseppe Giustiniani del Negro e consorte, Gerolama Giustiniani de Banca (i due facevano parte dello stesso casato seppur di due rami diversi, per altro frequente nelle dinamiche di famiglia), ultimo proprietario dell'isola di Chio che diverrà ben presto, grazie alle sue grandi ricchezze, uno dei banchieri più in vista della città.
Tra i suoi figli, nati entrambi proprio sull'isola greca, vi erano Benedetto, primogenito, che divenne cardinale nel 1586, e Vincenzo, marchese di Bassano Romano e intellettuale, che continuò l'attività del padre, i quali diverranno noti per il possesso di una delle più importanti collezioni d'arte della Roma del Seicento. Nella città papale Giuseppe acquistò nel 1590 un sontuoso palazzo nei pressi di piazza Navona, adibendolo a edificio di rappresentanza dove alloggiò tutta la famiglia. Giuseppe vi rimase fino alla sua morte, avvenuta nel 1600, anno che coincide con il primo e più antico inventario della collezione d'arte di famiglia.

#### La collezione del banchiere Giuseppe

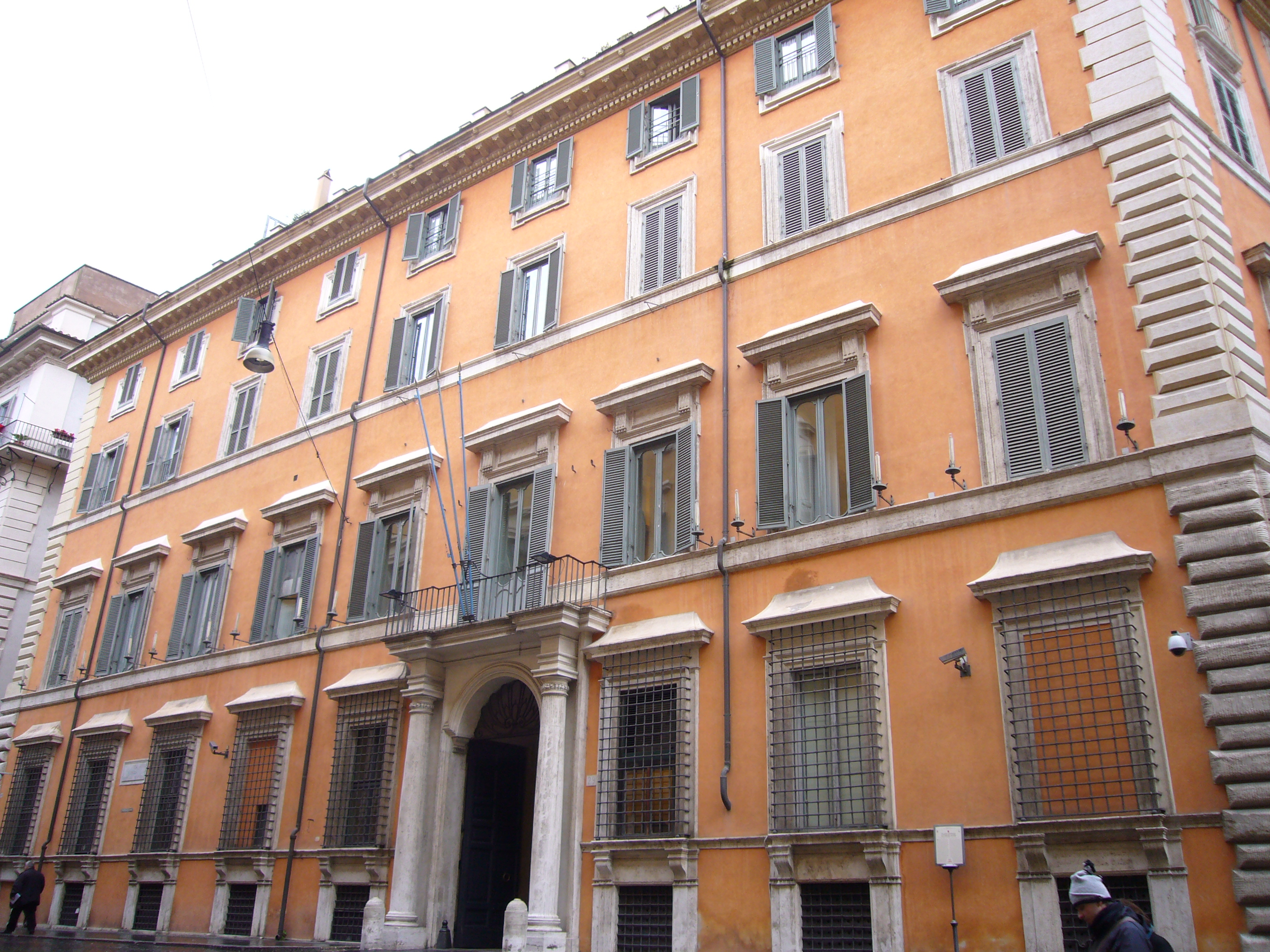
Palazzo Giustiniani, Roma

Tra le prime opere entrate a far parte della collezione Giustiniani vi furono quelle del 1582 di Bernardo Castello, quindi l'Adorazione dei magi (oggi alla Walters Art Gallery di Baltimora) e la Predica di san Vincenzo Ferreri al Concilio di Costanza nella chiesa della Minerva. Specificatamente alla seconda opera, compaiono tra i committenti anche Giorgio (fratello del cardinale Vincenzo) e forse Benedetto Giustiniani, che richiesero la tela per la chiesa di Santa Costanza di Roma, al fine di onorare la morte dello zio cardinale Vincenzo avvenuta nello stesso anno (nella scena sono raffigurati anche i ritratti dei committenti, compresi i figli di Giuseppe e il cardinale defunto).
La quadreria Giustiniani appena nata comprendeva al tempo prevalentemente opere del Cinquecento italiano, quindi di Luca Cambiaso, Benvenuto Tisi da Garofalo, Bramantino, Lorenzo Lotto, Francesco Vecellio, Francesco Salviati, Bronzino, Paolo Veronese e altri. Successivamente la stessa si arricchirà anche delle opere collezionate autonomamente dai figli di Giuseppe, Benedetto e Vincenzo: per distinguere l'effettiva appartenenza delle tele, sul retro delle medesime erano i sigilli identificativi del committente, quindi "GG" per Giuseppe, "BG" per Benedetto e "VG" per Vincenzo.
Alla morte di Giuseppe Giustiniani, nel 1600, viene stilato il primo inventario in assoluto della collezione (composta all'epoca da 108 dipinti), la quale sarà interamente ereditata, con anche il palazzo, dal primogenito, il cardinale Benedetto. La collezione Giustiniani apparirà nel Seicento frutto di due distinte raccolte, ossia dei due figli di Giuseppe, seppur tutta conservata (almeno nella parte pittorica) entro il palazzo Giustiniani di rappresentanza, dove avranno dimora sia Benedetto, i cui appartamenti privati occupavano la maggior parte dell'edificio, che Vincenzo, i cui appartamenti, una decina in totale (quattro sul piano nobile, altre quattro al secondo piano e due al piano terra), sono tutti rivolti sul lato posteriore che dà al Pantheon.

### Seicento

#### La collezione del cardinale Benedetto
Il cardinale Benedetto era un collezionista d'arte interessato per lo più a opere a tema religioso-cattolico, richieste sia a Roma che Bologna, in quest'ultima città dove visse alcuni anni durante la carriera cardinalizia; nella sua attività sono frequenti anche commesse di opere pubbliche, come quelle della chiesa di Santa Prisca di Roma, dove fu lui stesso a commissionare le decorazioni della navata centrale con gli affreschi raffiguranti Apostoli, angeli e santi, realizzati dal pittore fiorentino Anastasio Fontebuoni nell'anno 1600, così come la pala dell'altare maggiore dello stesso anno, raffigurante San Pietro che battezza santa Prisca, opera del Passignano.
Stando a quanto scritto dal Carlo Cesare Malvasia su Benedetto, il cardinale era un amatore delle pitture di Francesco Francia, che compariva nella collezione con otto dipinti (tra cui la Madonna col Bambino e san Giovannino, oggi alla Gemäldegalerie di Berlino e l'Allegoria della Castità, oggi al Museo Lazaro Galdiano di Madrid) e Bernardo Castello, pittore genovese che sarà molto attivo in casa Giustiniani.

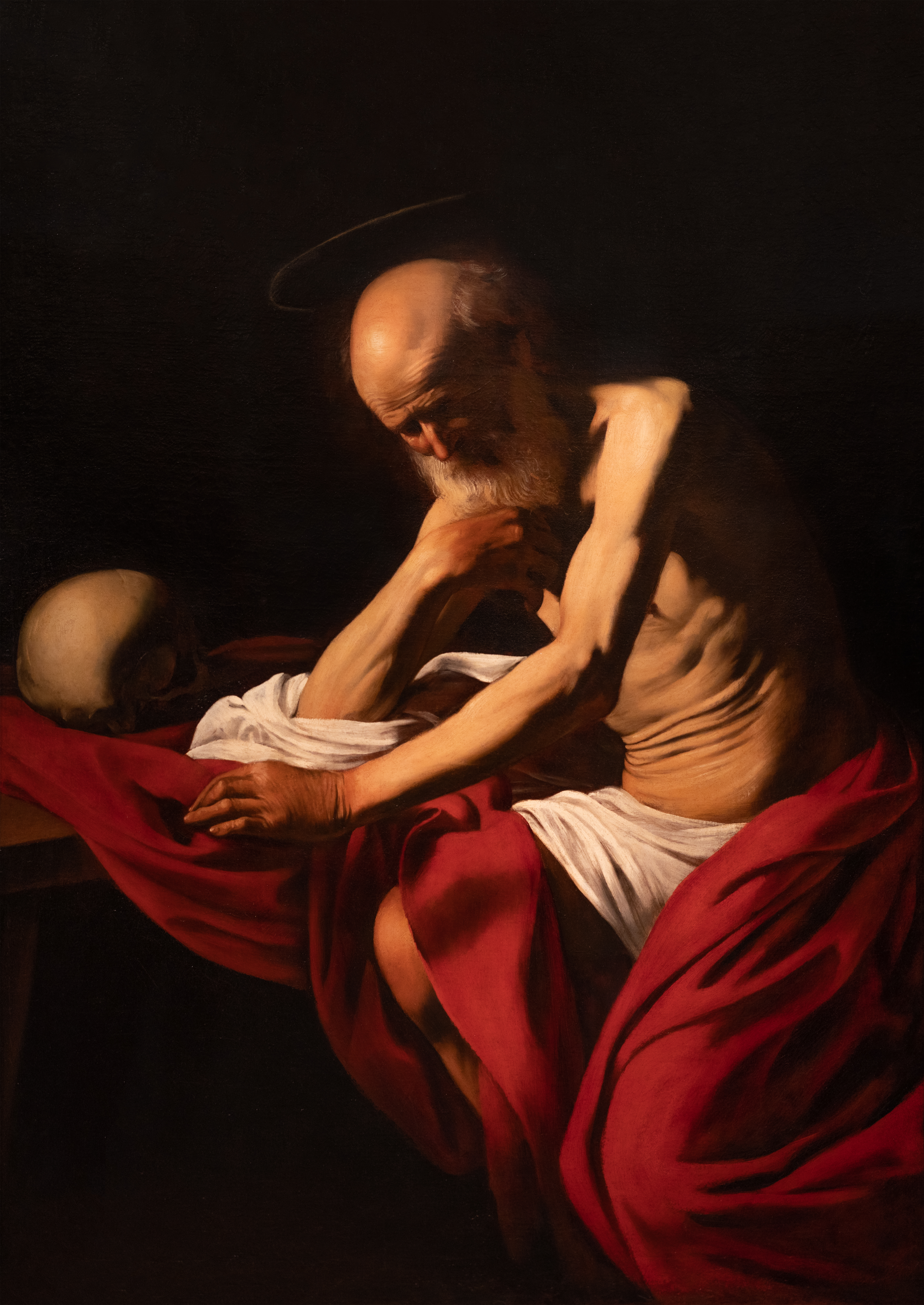
San Girolamo in meditazione, Caravaggio

La "Guardarobba" di Benedetto era collocata al terzo piano e in alcune sale del sottotetto di palazzo Giustiniani, mentre una parte della raccolta (43 dipinti in totale) erano conservati nella nota Galleria del piano nobile, tra cui: la Natività di Tiziano, la Madonna col Bambino e agnello di Ludovico Carracci (i Carracci erano presenti nell'inventario con cinque opere), il Cristo morto con due angeli di Paolo Veronese, il San Carlo Borromeo in preghiera davanti al crocifisso di Giovanni Lanfranco, Maria Maddalena nel deserto di Giovanni Andrea Donducci, tre tele del Ribera, San Pietro, San Giacomo e la Maddalena in estasi, la cospicua serie di ritratti di Scipione Pulzone, quindi di Pio V, del cardinale Bessarione, di Gregorio XIII, di Sisto V, di Clemente VIII, del cardinale Montalto, del cardinale Aldobrandini, del cardinale Borromeo, ma anche opere di Barocci, del Cigoli, di cui un Cristo nel fiume Giordano (nella Galleria) e un San Francesco, del Bassano, di cui erano tre quadri con animali e paesaggi, di Jan Brueghel il Vecchio, di cui sei tele, del Caravaggio, che era presente con la Maddalena, il San Girolamo in meditazione (entrambi nella Galleria), il Cristo nell'orto, l'Incredulità di san Tommaso e il Ritratto di Benedetto, poi anche la Caduta di Lucifero (nella Galleria), nota in due versioni, una con l'Amore divino vestito con armatura e una con corpetto, di Giovanni Baglione (presente nella collezione con cinque opere), il Giudizio, il Diluvio, il Paradiso, l'Inferno, l'Adorazione dei magi e l'Incendio di Troia, quattro nature morte di Francesco Zucchi, registrate nello studio privato di Benedetto, un San Giuseppe e la moglie di Putifarre dell'Orbetto, undici tele sugli Apostoli di Francesco Albani e altre ancora.
Nel 1621 Benedetto muore: gran parte della collezione (composta da 283 dipinti, e solo qualche sporadico reperto d'antichità collocato nei giardini della villa del Popolo) fu pertanto trasferita al fratello Vincenzo, quindi sia la raccolta ereditata dal padre così com'era (forse con solo qualche opera in meno rispetto al lascito originario) che le opere commissionate dal cardinale stesso, ad esclusione di quelle destinate alla distribuzione agli amici fedeli, come al cardinale Ubaldini, cui andò un tondo con la Madonna col Bambino di Giulio Romano, o come al cardinale Alessandro Montalto, cui andò l'Annunziata del Parmigianino. La sepoltura avvenne dentro la cappella di famiglia intitolata a san Vincenzo, nella chiesa di Santa Maria sopra Minerva a Roma, dov'erano già tumulati gli zii, il cardinale Vincenzo e Giorgio, il padre Giuseppe e i tre figli del marchese Vincenzo, morti prematuramente.

#### La collezione del marchese Vincenzo

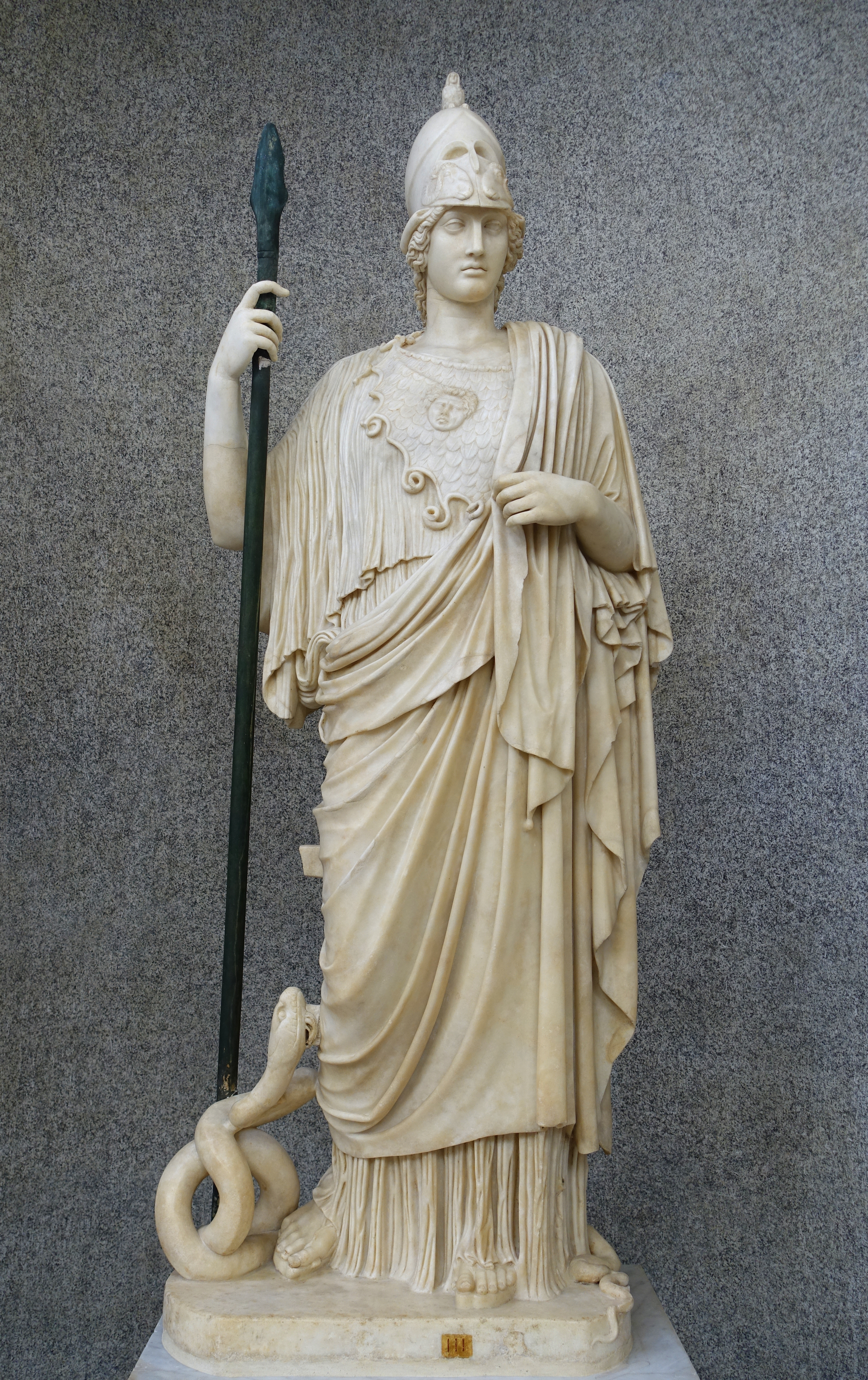
Atena Giustiniani

Vincenzo Giustiniani era un uomo colto, amante delle arti a 360 gradi, quindi della pittura, della scultura, dell'architettura, della letteratura teatrale e della musica, scopritore di talenti artistici nuovi e aperto a vedute stilistiche anche in controtendenza con quegli anni.
La sua collezione era disposta negli ambienti di sua pertinenza all'interno del palazzo Giustiniani, costituendo di fatto i luoghi più noti e menzionati dai viaggiatori circa la collezione di famiglia: nelle quattro sale al secondo piano il marchese aveva dimora abituale, al piano nobile era la famosa "Galleria Giustiniani", lunga sala verticale condivisa col fratello Benedetto dov'erano i pezzi più importanti della collezione (nella quale il marchese tuttavia esporrà solo 16 dipinti della sua collezione, undici dei quali ereditati a sua volta dal fratello cardinale), due al pian terreno, di cui una adibita alla conservazione di marmi e bassorilievi antichi, mentre circa le tre sale che costituivano le famose "stanze de' quadri antichi" non è chiara quale fosse l'ubicazione, di certo si sa che erano ambienti dov'erano opere esclusive del marchese.
Nel 1607 il marchese acquistò per 300 scudi sul mercato d'antiquariato di Roma la prima versione del Cristo portacroce (1514-1516) di Michelangelo, una statua non più in linea con gli orientamenti della Controriforma, e quindi rigettata dalla chiesa dove questa doveva insistere, Santa Maria sopra la Minerva, e reimmessa sul mercato d'arte privato. L'opera fu restaurata da un giovane Gian Lorenzo Bernini, scultore che sostanzialmente mancherà quasi del tutto nel catalogo Giustiniani, anche perché il marchese lo considerava eccessivamente oneroso.

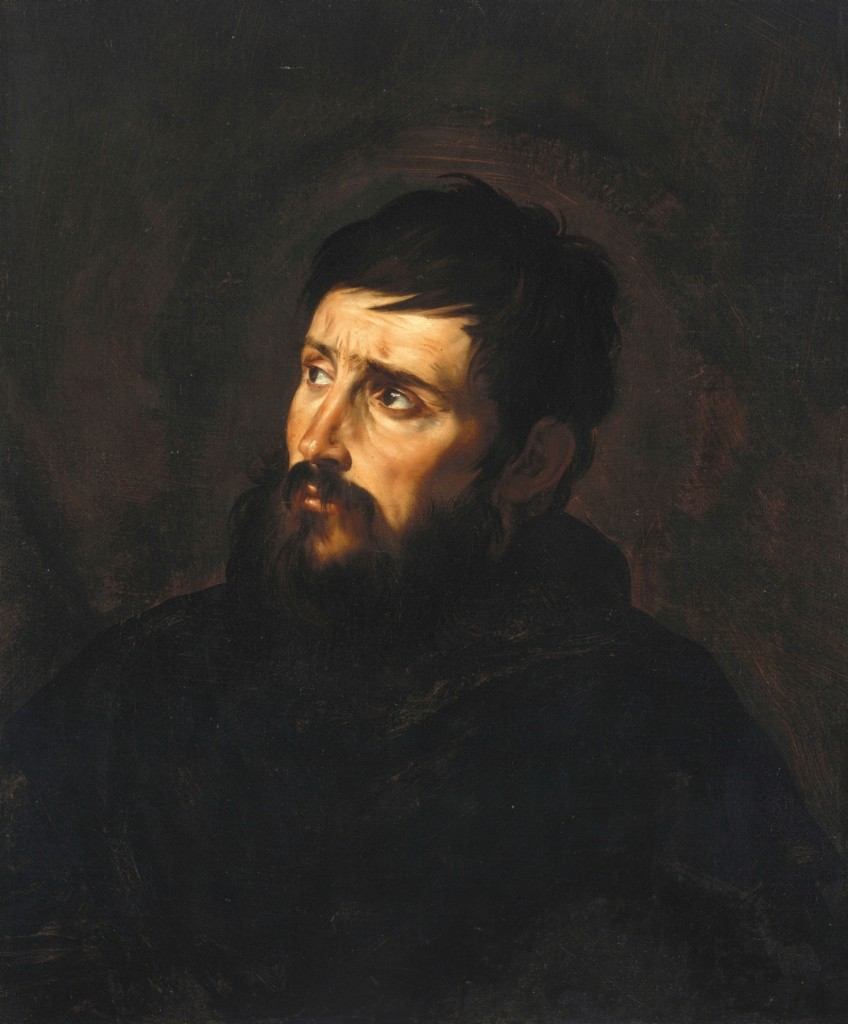
Ritratto d'uomo (Sigismondo Laire?), Jusepe de Ribera

La collezione di opere di antichità, che con il marchese avrà il suo exploit, arrivando alla sua morte a contare 1.100 pezzi, era distribuita tra le varie proprietà immobiliari di famiglia. Questa fu frutto della svolta classicista del Seicento romano, negli anni dopo quelli '20, quando si è esaurita l'eco della pittura caravaggista in favore di quella di autori come Poussin o di scultori contemporanei come Francois Duquesnoy, i quali proprio a partire da quel momento iniziano a comparire negli inventari Giustiniani: dello scultore francese sono registrati impegni per una Madonna col Bambino e un Mercurio (non rintracciati), mentre del pittore giungeranno nella raccolta tre dipinti oggi sparsi in diversi musei. La collezione di antichità proveniva essenzialmente dai ritrovamenti dei reperti avvenuti durante gli scavi dei circondari su cui insistevano le proprietà immobiliari della famiglia, quindi a Bassano Romano, nei lotti circostanti ai palazzi romani, ma anche negli scavi per l'edificazione della chiesa di Santa Maria sopra Minerva, edificio di culto che risulterà centrale nella vita della famiglia, soprattutto grazie allo zio Vincenzo e al fratello Benedetto. Nella prima galleria del palazzo di rappresentanza, ampia 18×7 cm, erano sistemate almeno 247 opere, tra busti e sculture, disposte senza un ordinamento sistematico, in controtendenza rispetto ai gusti dell'epoca, che invece vedeva le sculture inserite in una cornice architettonica ad hoc (ad esempio entro delle nicchie, come accadeva per quelle della collezione Borghese o Ludovisi, tra le due più rilevanti in questo senso al tempo).
Vincenzo divenne unico proprietario del palazzo di rappresentanza alla morte nel 1621 del fratello Benedetto, così come di quello a porta del Popolo e della villa di Bassano Romano; egli iniziò a commissionare opere più laiche che religiose, anche a soggetto stoico, come la Morte di Seneca di Joachim von Sandrart, la Morte di Cicerone di Francois Perrier, la Morte di Socrate di Josse de Pape (alias Giustino Fiammingo). Nelle "stanze de' quadri antichi" di Vincenzo erano segnalate un numero particolarmente elevato di opere, tra cui alcune di Scipione Pulzone, di cui il San Vincenzo e il San Girolamo nel deserto, ben tredici tele di un giovane Jusepe de Ribera, quindici di Francesco Albani (di cui Gesù, Maria, San Giovanni Evangelista, un Apostolo e altre undici già del fratello cardinale), diverse di Giovanni Baglione, tra cui le due versioni dell'Amor sacro e l'amor profano (di cui una che nell'inventario di Benedetto era titolato come Caduta di Lucifero), undici dei Carracci e soprattutto alcune opere del Caravaggio, con cui il marchese instaurerà un rapporto lavorativo che fungerà, assieme a quello che il pittore lombardo ebbe col cardinale Francesco Maria Del Monte, quest'ultimo amico dello stesso Vincenzo, il più importante trampolino di lancio del Merisi sulla scena artistica romana del Seicento. Nelle stanze di cui sopra erano altresì esposti anche dodici busti di imperatori romani (i Cesari) del XVII secolo, già appartenuti a Benedetto, che saranno poi ricollocati nei secoli successivi entro la villa di Bassano Romano.

#### Le commesse a Caravaggio
(Lettera di Vincenzo Giustiniani a Teodoro Amayden in cui parla di Caravaggio.)

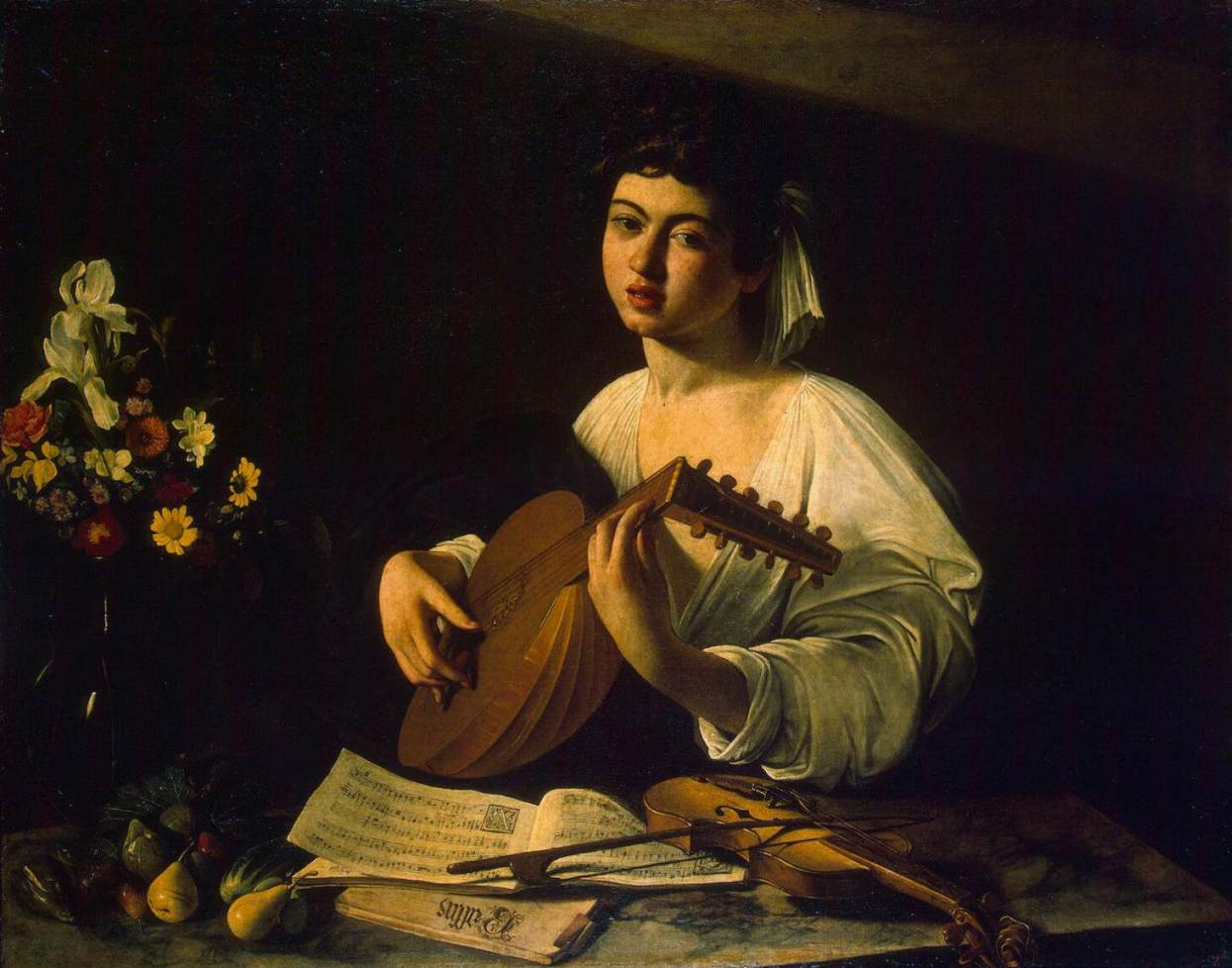
Suonatore di liuto, Caravaggio

Tra i sodalizi più riusciti e influenti nella storia dell'arte vi è senza dubbio quello avuto tra Vincenzo Giustiniani e Caravaggio, all'epoca già sotto la protezione del cardinale Francesco Maria Del Monte, che dai documenti di archivio risulta quasi sempre comparire il nome del marchese nei punti in cui è citato il pittore lombardo. Vincenzo riuscirà a conservare presso la propria collezione ben quindici opere, costituendo di fatto, assieme a quella Borghese e quella cardinale Del Monte, una di quelle con il maggior numero di quadri del Merisi. La prima commissione al Merisi fu quella del 1595-1596 con il Suonatore di liuto (oggi all'Ermitage di San Pietroburgo), soggetto che sarà replicato l'anno seguente dallo stesso autore per la collezione del Del Monte, a cui poi seguitò nel 1597 il Ritratto della cortigiana Fillide (oggi perduto). 

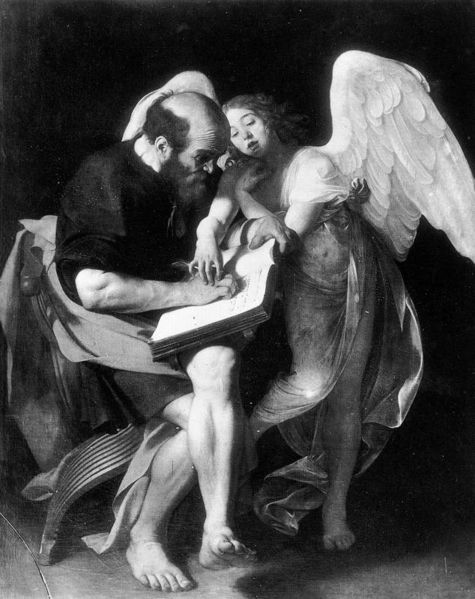
San Matteo e l'angelo (I versione), Caravaggio

I rapporti di interscambio culturale tra il marchese e il cardinal Del Monte, quest'ultimo che dimorava nel palazzo Madama sito di fronte al nobile genovese, si strinsero ancor di più dopo che il Giustiniani acquistò la prima versione del dipinto del San Matteo e l'Angelo di Caravaggio, realizzata nel 1602 dal pittore la cui commessa avvenne forse per intercessione proprio del Del Monte. La pala doveva adornare l'altare della cappella Contarelli nella chiesa di San Luigi dei Francesi, sita nella stessa strada dove avevano dimora i due illustri, tuttavia la tela fu immediatamente rifiutata dalla Chiesa per motivi di decoro, a causa dei piedi ignudi di san Matteo nonché di alcune ambiguità che si riscontrano sui gesti dei due personaggi ritratti (il santo e l'angelo), pertanto l'opera venne acquistata dal marchese Vincenzo ed entrò a far parte delle sue collezioni. 
Al 1602 risale un'altra grande commessa avanzata al Merisi, ossia quella dell'Amor vincit omnia, pagato dal committente 300 scudi. Il quadro divenne subito, insieme al Suonatore di liuto, quello più bello e celebre della collezione Giustiniani, coperto dal marchese con una tenda di taffetà che veniva rimossa solo per illustri visitatori, tra i quali vi erano molti poeti gli dedicavarono epigrammi e madrigali, mentre Giovanni Baglione, rivale del Caravaggio, realizzerà su richiesta del cardinale Benedetto, nello stesso giro di anni, una propria (duplice) versione del soggetto dell'Amore divino, che era in contrapposizione con quello terrestre del Merisi (Amore terrestre).

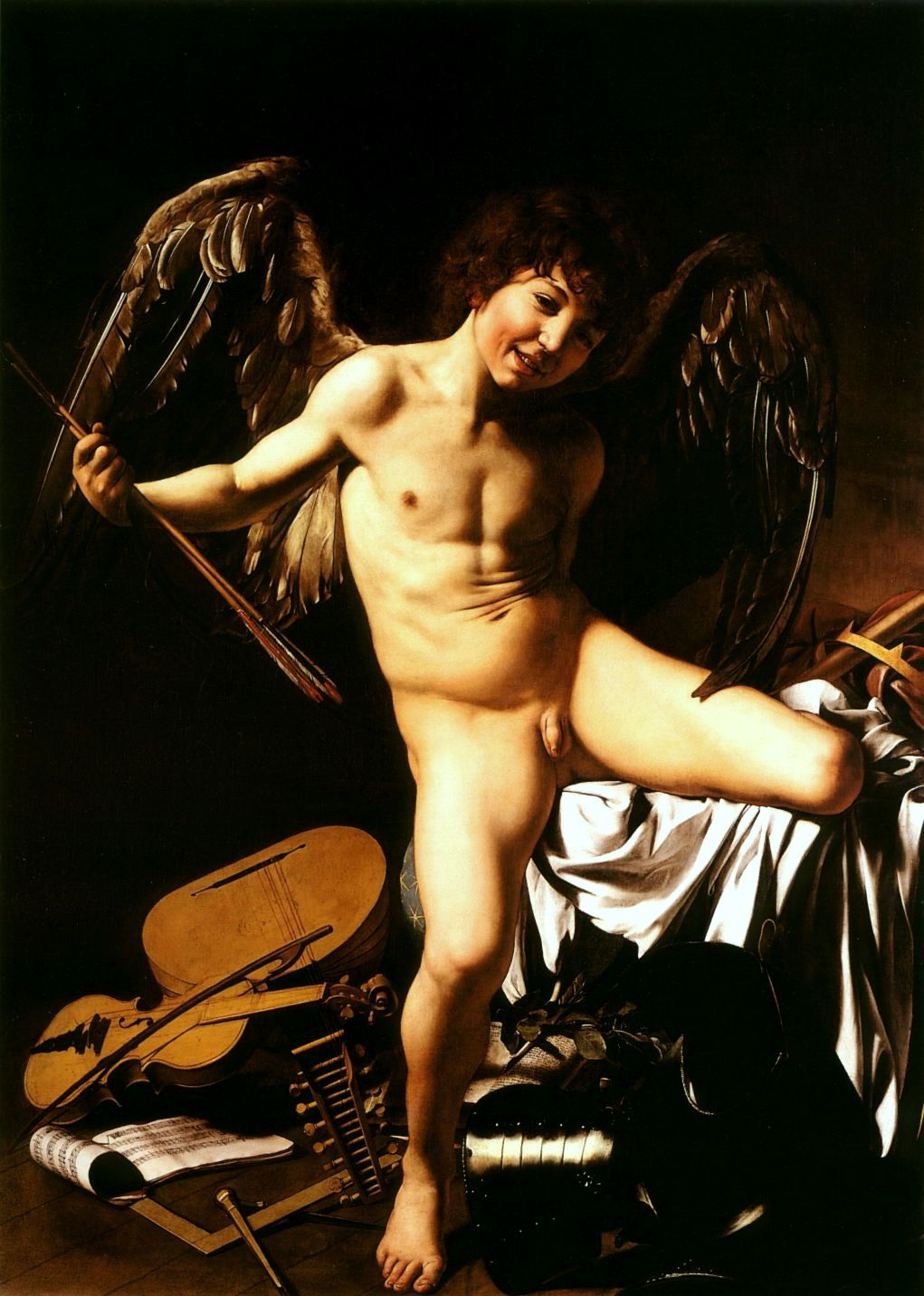
Amor vincit omnia, Caravaggio

Tra le altre opere eseguite dal Merisi per i Giustiniani vi furono anche l'Incoronazione di spine del 1603, della quale è pressoché certa la paternità della commessa a Vincenzo, e un altro gruppo di tele che vengono invece assegnate alle volontà del cardinale Benedetto, quindi l'Incredulità di san Tommaso del 1600-1601, segnalata nella quadreria di Benedetto già durante i suoi anni a Bologna, il Cristo sul Monte degli Ulivi del 1604-1606, il San Girolamo in meditazione del 1605, un Sant'Agostino, la Maria Maddalena (in cui la santa è descritta nell'inventario del 1638 come «nuda, scapigliata e penitente») e il Ritratto del cardinale.
Il marchese, grazie ai meriti personali di intenditore d'arte, ma soprattutto al ruolo ecclesiastico raggiunto da Benedetto, entrava a far parte in soventi occasioni nelle commissioni di valutazione di opere pubbliche: in talune di queste circostanze, risulta quale valutatore anche di opere del Caravaggio, come nelle pale di Santa Maria del Popolo, o in quella di Sant'Agostino in Campo Marzio, o in Santa Maria della Scala, dov'è registrato in un pagamento in favore dello stesso pittore, di 50 scudi, a titolo di acconto, per il quale intercedette affinché questi completasse la realizzazione della Morte della Vergine, tela che verrà poi completata nel 1604 circa ma comunque rifiutata (anch'essa) dall'ordine religioso perché il tema affrontato non appariva in linea con l'iconografia classica.
Alla morte di Vincenzo, nel 1638, venne redatto un inventario dal quale risultava che a quel momento la collezione disponeva di ben quindici dipinti assegnati a Caravaggio, seppur ne sono stati identificati a oggi solo otto, tutti collocati nelle "Sale de' quadri antichi" di palazzo Giustiniani: il Suonatore di liuto, il San Girolamo in meditazione, l'Incoronazione di spine, il San Matteo e l'angelo, il Cristo nell'orto, il Ritratto di Fillide, l'Amor vincit omnia e l'Incredulità di san Tommaso, a cui si aggiungono il Ritratto del cardinale Benedetto Giustiniani, la Maddalena e il Sant'Agostino, un Ritratto di cortigiana questi ultimi quattro oggi non pervenuti, e altre due opere assegnate già all'epoca quali presunti dipinti di mano del Caravaggio, quindi il Ritratto di donna (Marsilia Sicca?) e il Ritratto d'uomo (avvocato Prospero Farinacci?), anche questi due non rintracciati.

#### L'inventario di Vincenzo Giustiniani del 1638
Gli inventari seicenteschi della collezione furono molteplici (oltre al primo, del 1600, vi furono poi uno nel 1608 e un altro nel 1621), tuttavia alla morte di Vincenzo Giustiniani, nel 1637, ne venne stilato un altro, datato 1638 che costituisce una delle risorse più importanti, da un punto di vista documentaristico e critico, sulla storia del collezionismo nella prima metà del Seicento, in quanto particolarmente dettagliato anche nella descrizione delle opere oltre che nelle assegnazioni delle medesime. Accanto all'inventario, fu redatto anche un primo fidecommesso che vincolava e teneva legata tutta la collezione alla famiglia.
A questa data la collezione Giustiniani aveva quasi triplicato in quantità quella di Benedetto, contando 632 dipinti (di cui 584 nel palazzo di rappresentanza, 8 nel palazzo di Porta del Popolo, 1 in quello del Laterano e 39 a Bassano Romano) e ben oltre le 1600 sculture di antichità, distribuite tra le varie residenze di famiglia, che rappresentano la vera peculiarità della sua collezione rispetto a quella di Benedetto, per le quali poco prima di morire il marchese si occupò di finanziare la realizzazione di un'opera a stampa in due volumi (di cui il primo curato da Joachim von Sandrart, che tra il 1629 e il 1635 fu incaricato di acquistare numerosi dell'antichità, circa 270 pezzi, per la collezione), "La Galleria Giustiniana", dov'erano 330 incisioni che riproducevano gli esemplari più importanti della sua raccolta archeologica. Si tratta di un'impresa sontuosa, utile a propagandare l'immenso patrimonio archeologico della famiglia, che in passato era stato proposto solo con l'Album Montalto (1620-1630 circa) dell'omonima collezione, e che successivamente verrà riproposto con le Aedes Barberinae (1642) e la Villa Pamphilia (1670), i cui volumi tuttavia saranno incentranti esclusivamente sulle raccolte delle relative residenze familiari piuttosto che sulle collezioni d'arte tout court.
Le proprietà della famiglia restavano il palazzo Giustiniani nei pressi di piazza Navona, la casina di piazza del Popolo, la villa di San Giovanni in Laterano e un'altra a Bassano Romano, per la quale il marchese incaricò di eseguire gli affreschi che decorano gli interni a diversi autori, tra cui Bernardo Castello, di cui le Storie di Amore e Psiche, il paesaggista Antonio Tempesta, che lavorò anche nell'edificio di rappresentanza a Roma, Paolo Guidotti, che compì cicli nella sala della Felicità eterna (1610), Francesco Albani, che nella Galleria eseguì le Storie di Fetonte (1609-1610) e infine il Domenichino, che nel camerino di Diana realizzò le Storie della dea sul soffitto (1609). Sempre per Bassano Romano, il marchese stilò dei dettami in merito alla costruzione del borgo che sarebbe dovuto sorgere intorno alla chiesa di famiglia di San Vincenzo Martire, stabilendo l'obbligo per il successore, il principe Andrea, di spendere almeno una somma pari a mille scudi l'anno per tale fine.

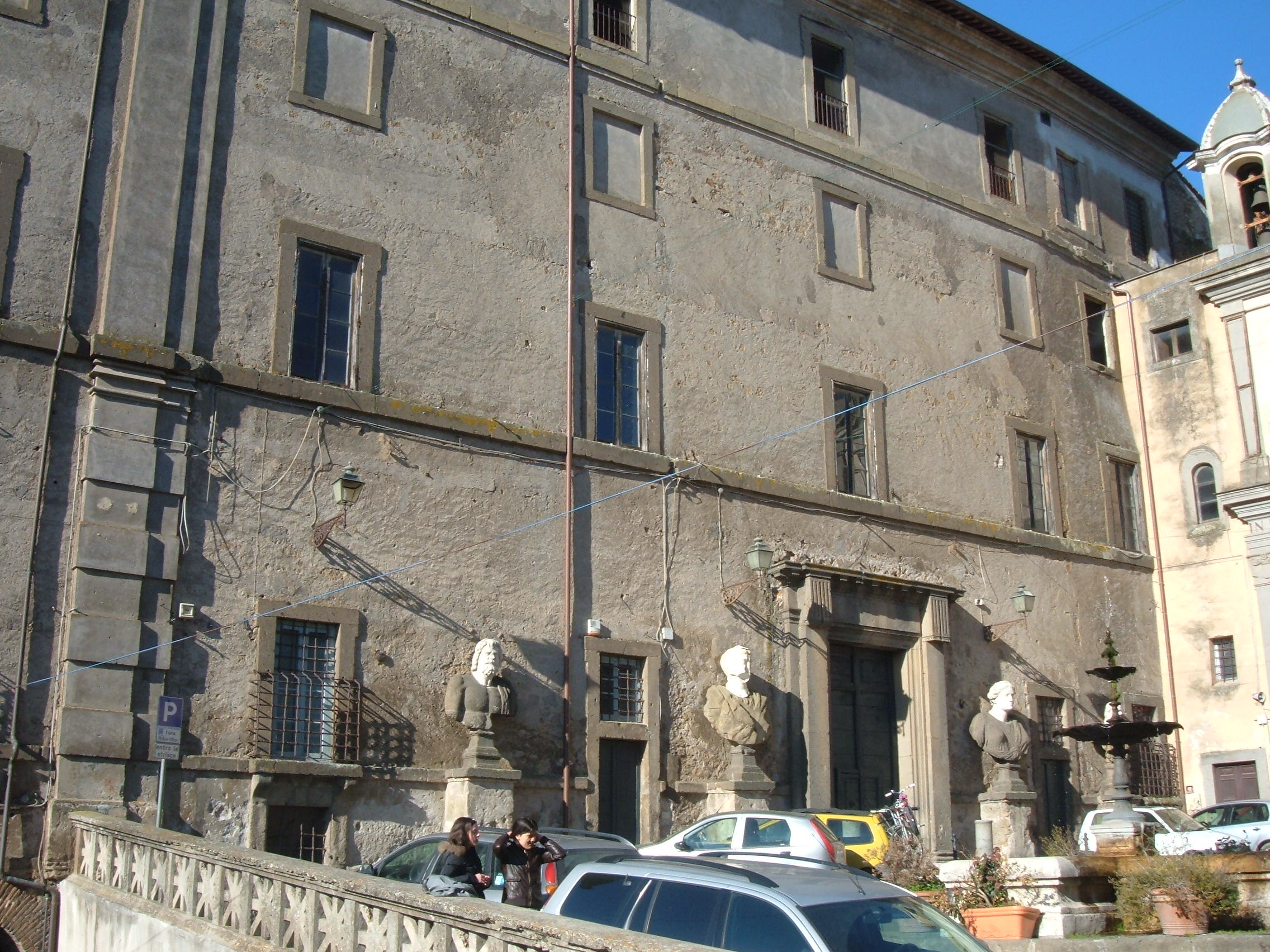
Villa Giustiniani, Bassano Romano

Morto il marchese Vincenzo, visto che i tre figli di questi avuti con Eugenia Spinola (Giovanni Gerolamo, Gerolama e Porzia) morirono anteriormente al padre, ancora in tenera età, mentre il cardinale fratello non ebbe prole, tutti i beni della famiglia passarono in eredità al pronipote Andrea Giustiniani, I principe di Bassano Romano. Andrea era imparentato con Vincenzo e Benedetto non in linea diretta, in quanto era figlio di Cassano, a sua volta figlio di cugini da parte della madre dei due fratelli, che ascese nella società nobiliare romana grazie anche alle nozze con Maria Pamphilj, figlia di Pamphilio Pamphilj e Olimpia Maidalchini, nonché nipote di papa Innocenzo X.
Dal subentro di Andrea, che si ritrovò subito a saldare alcuni pagamenti riferiti a commissioni già avviate da Vincenzo, ha inizio il vero e proprio ramo Giustiniani di Roma, che durò dalla seconda metà del Seicento, fino al 1826, con l'estinzione del casato in favore di quello Giustiniani Bandini, quest'ultimo ramo nato grazie alle nozze di Caterina Giustiniani con Pietro Antonio Bandini (ereditiere di una quota della Pietà Bandini di Michelangelo).

#### La collezione del principe Andrea
Il lascito testamentario della collezione Giustiniani prevedeva un fidecommesso che vincolava la medesima ad Andrea, del ramo de Banca (mentre Vincenzo e Benedetto erano del Negro), pronipote da parte materna del marchese, senza la possibilità di cedere alcun pezzo della raccolta, pena il pagamento del doppio del prezzo ricavato dalla eventuale vendita. Nel 1644, dopo il completamento della chiesa-mausoleo di famiglia titolata a san Vincenzo di Bassano Romano, il principe Andrea trasferì lì, con apposito documento che lasciava comunque i pezzi alla proprietà del fidecommisso, il Cristo Portacroce di Michelangelo, già al piano terra del palazzo romano, il dipinto su San Vincenzo Martire di Timan Arentsz Cracht e la tela di Giustino Fiammingo della Madonna col Bambino e san Giovannino (copia da Francesco Vecellio).

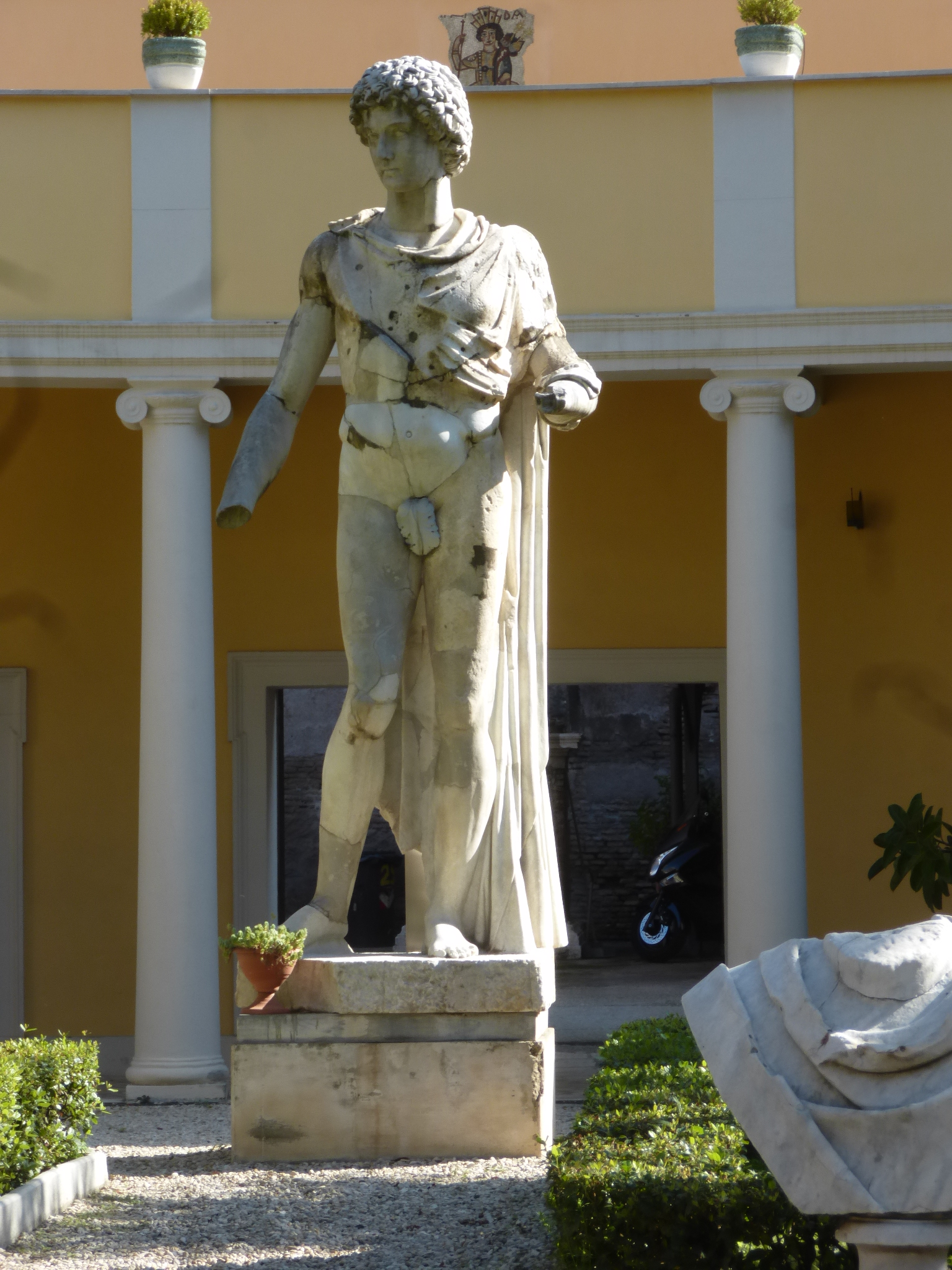
Statua Giustiniano, pastiche dell'antichità voluto dal principe Andrea per la villa Giustiniani in Laterano. Si tratta dell'unica opera già in collezione rimasta tutt'oggi in situ.

Nel 1649 l'abate Michele Giustiniani ottiene licenza di esportare a Napoli 27 ritratti di uomini della collezione, mentre il cardinale Orazio Giustiniani, confessore del marchese Vincenzo con un ruolo di rilievo all'interno della Congregazione di San Filippo Neri della chiesa della Vallicella, che si rivelò decisivo anche negli accordi matrimoniali tra il principe Andrea e Maria Pamphilj e che abitava il palazzo romano di famiglia almeno dal 1646, lasciava in eredità la sua modesta raccolta (di cui il pezzo più rilevante è l'Autoritratto con pennacchio di Nicolas Régnier, oggi a Claremont) al fratello Giuliano, per poi, alla morte di quest'ultimo nel 1654, confluire anche queste in quelle di Andrea.
Il principe intanto spostava le opere tra le residenze di proprietà: oltre a quelle a Bassano Romano, questi diede più dignità anche alla villa di San Giovanni in Laterano, dove vi furono collocate molte tele (alla data di morte di Vincenzo era ivi catalogata un solo dipinto sovraporta riprendente una Veduta di Genova), tra cui l'Autoritratto di Gerrit van Honthorst (oggi non più rintracciato), alcune di Antonio Tempesta, otto tele di Anthoine van Os, il Ritorno del figliol prodigo di Giovanni Lanfranco (oggi al Prado di Madrid) e diverse tele già negli appartamenti del cardinale Orazio, tra ci anche l'Autoritratto di Régnier.
La collezione rimase superstite dei suoi pezzi fino al Settecento, senza neanche che questa fosse interessata da immissioni particolarmente prestigiose, se non talune opere di natura prettamente sacra, ma senza neanche subire particolari perdite, grazie anche ad un rinnovo del vincolo testamentario di Vincenzo, stilato alla morte del principe Andrea Giustiniani, nel 1676. Andrea si fece seppellire anch'egli come i suoi predecessori nella cappella di San Vincenzo della chiesa di Santa Maria sopra Minerva; la sua attività si concentrò per lo più verso le proprietà immobiliari della famiglia, abbellendo e rimodernando sia i palazzi-ville romani, che quello di Bassano. Alla sua morte l'inventario registrava "solo" 491 tele, probabilmente la differenza con le 632 del 1638 si deve al fatto che talune di queste furono portate alla villa di Bassano e quindi non inventariate in questa circostanza.

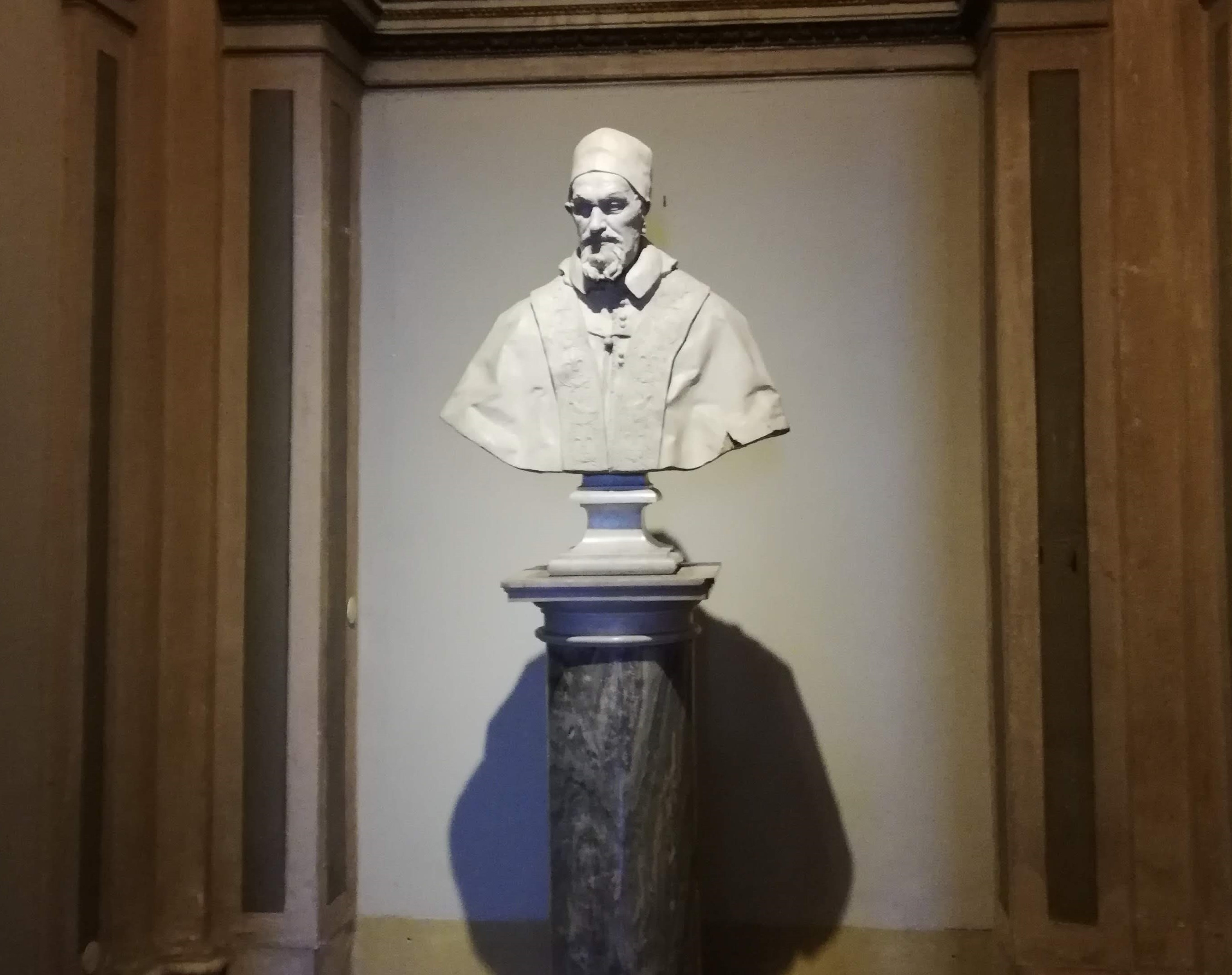
Alessandro Algardi, Busto di Innocenzo X

La collezione, quindi pressoché identica a quella inventariata nel 1638 alla morte di Vincenzo, venne affidata al figlio Carlo Benedetto Giustiniani, II principe di Bassano. Questi tuttavia morì prematuramente nel 1679, all'età di 30 anni, chiedendo di farsi seppellire a differenza di tutti i suoi predecessori, e come invece faranno i suoi successori, nella chiesa di San Vincenzo di Bassano, seppur nel 1723 le sue spoglie con anche quelle della moglie (Caterina Gonzaga) furono poi traslate nella chiesa della Minerva di Roma.
Successe nella tenuta della collezione dapprima la madre di Carlo Benedetto, quindi Maria Pamphilj, poi la moglie del principe, Caterina Gonzaga, dunque il figlio, il III principe di Bassano, Vincenzo, che acquisita la maggiore età, ereditò tutta la collezione Giustiniani, composta alla data del 1684 da 580 dipinti (probabilmente negli inventari furono ripristinati quelli di Bassano Romano, dove compare per la prima volta anche il busto in terracotta di Innocenzo X Pamphilj, opera dell'Algardi, donato dal cardinale Nicolò Ludovisi probabilmente a Maria Pamphilj, oggi nel palazzo Venezia a Roma) più gli innumerevoli marmi di antichità.

### Settecento

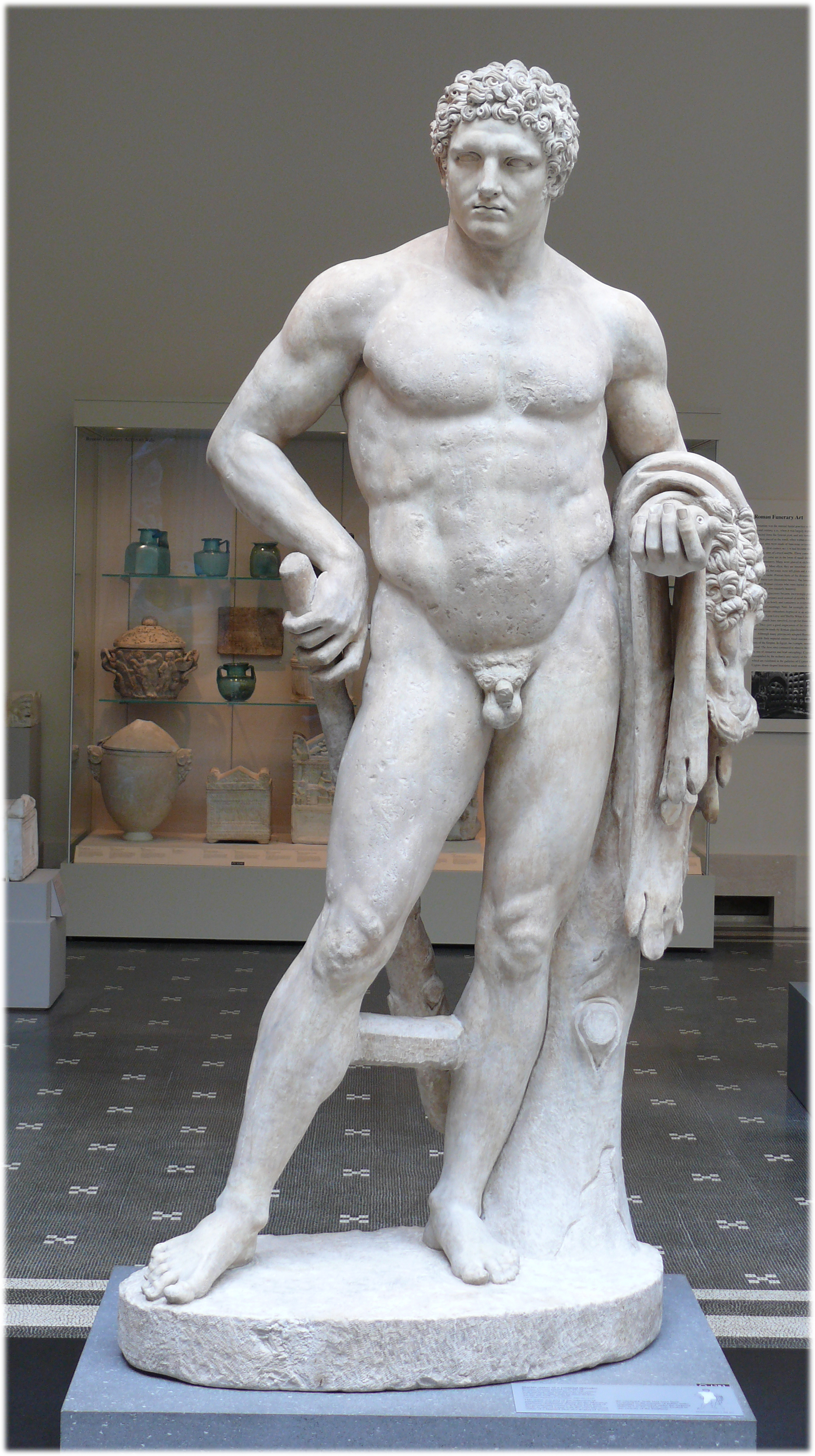
Ercole Giustiniani

Nonostante il fidecommisso del marchese Vincenzo, rinnovato anche dal principe Andrea alla sua morte, già nel Settecento si avviarono le prime vendite di pezzi della collezione (talune comunque non vincolate dalla disposizione testamentaria del 1638): al 1717 risale un primo atto di vendita riguardante un gruppo di sculture antiche al cardinale Albani, tra cui il bronzo dell'Ercole; al 1720 risalgono altre vendite di interi blocchi della collezione, di cui un grosso numero di sculture antiche era stato venduto a Thomas Herbert, VIII conte di Pembroke; intorno al 1750 un altro gruppo di opere fu ceduto invece a Lyde Browne per la sua casa di Wimbledon.
Nel 1754 Vincenzo Giustiniani, III principe di Bassano muore senza lasciare testamento; succede nelle eredità della raccolta Giustiniani il figlio di lui e Costanza Boncompagni Ludovisi, Gerolamo Vincenzo, che si impegnò a rispettare il vincolo fidecommissario del 1638 e che aggiunse a quello un altro istituito per i beni mobili e immobili aggiunti tra le proprietà della famiglia nel corso degli anni. Venuto a mancare già nel 1757, successe al principe il figlio di questi e Maria Ruspoli, Benedetto Giustiniani.
Sul finire del secolo si avviarono le fasi che porteranno, durante l'epoca napoleonica, allo smembramento totale del catalogo, allorché l'istituto giuridico del fidecommisso venne abolito per decreto. L'inventario del 1793, stilato alla morte del principe Benedetto Giustiniani, registra 822 pezzi, con l'aggiunta rispetto al passato di una biblioteca adorna di libri del XVIII secolo, principalmente di matrice francese. Questo inventario sarà di fatto l'ultima testimonianza della collezione riunita sotto al casato, dimostrando nel contempo che questa era comunque cresciuta rispetto all'inventario seicentesco, grazie soprattutto a diversi lasciti, dando anche prova del fatto che il vincolo fidecommissario sia risultato poi effettivamente utile nella salvaguardia dell'integrità della raccolta, seppur la perdita di qualche pezzo sia poi avvenuto già nel XVIII secolo. La collezione, con anche le proprietà della famiglia, furono ereditate dal figlio di Benedetto, Vincenzo junior Giustiniani.
Nel 1797, per fronteggiare ai debiti accumulati dalla famiglia, furono venduti gioielli al Monte di Pietà per 8.819 scudi, i quali già dal 1638 restavano estranei da qualsiasi vincolo fidecommissario.

### Ottocento

#### Le prime dismissioni

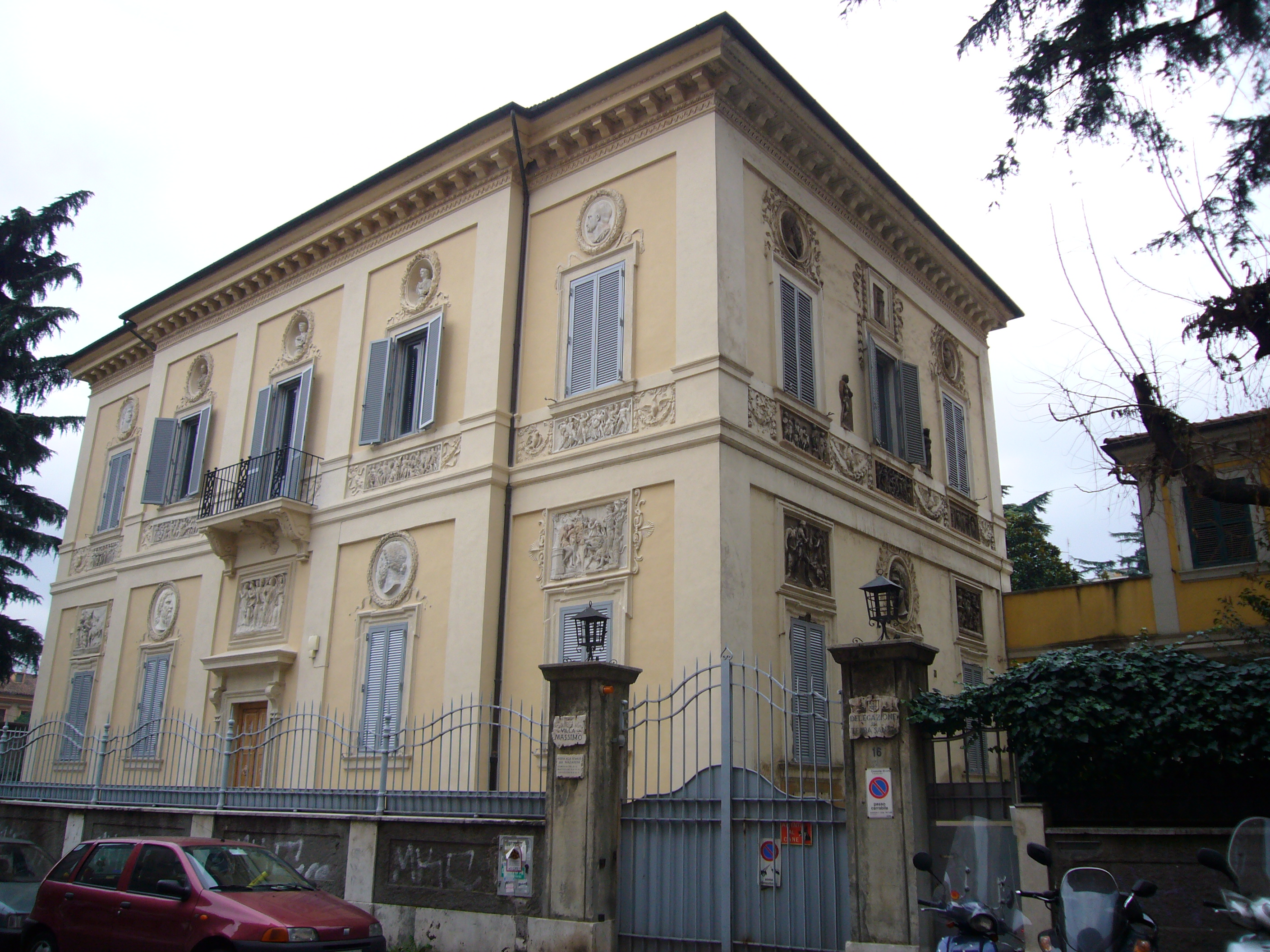
Villa Giustiniani a piazza San Giovanni in Laterano, Roma

La crisi finanziaria che colpì le famiglie romane nel corso dell'Ottocento, a seguito delle restrizioni napoleoniche, non esentò quella Giustiniani di cadere nella medesima sofferenza economica di cui furono investite tutte le altre (dai Borghese, ai Pamphilj). Per questi motivi i tre fratelli, il principe Vincenzo junior, Lorenzo e il cardinale Giacomo, per far fronte ai debiti insorti, furono obbligati anche loro a procedere in questo senso, e quindi a dismettere le raccolte pittoriche e scultoree collezionate fino a quel momento.
Agli inizi dell'Ottocento furono cedute alcune proprietà immobiliari, come la villa su piazza San Giovanni in Laterano più altri fabbricati contigui che furono dati (per 75.000 scudi) alla famiglia Massimo, il palazzo a San Salvatore alle Coppelle (già di Giorgio Giustiniani, poi ereditato da Andrea e venduto per 4.000 scudi), le case al Pozzo delle Cornacchie e infine la casina Giustiniani di porta del Popolo (venduta ai marchesi Del Drago per 2.592 scudi).
Nel 1802 vi fu un altro inventario ancora, stilato per ottemperare al chirografo di Pio VII che chiese alle famiglie romane di presentare una lista dei loro beni, con lo scopo di frenare l'esportazione delle opere d'arte. L'elenco Giustiniani questa volta riportava 685 dipinti, circa 150 pezzi in meno rispetto ad appena dieci anni prima circa, a testimonianza del fatto che ebbe inizio l'attività di dismissione delle opere della collezione Giustiniani.

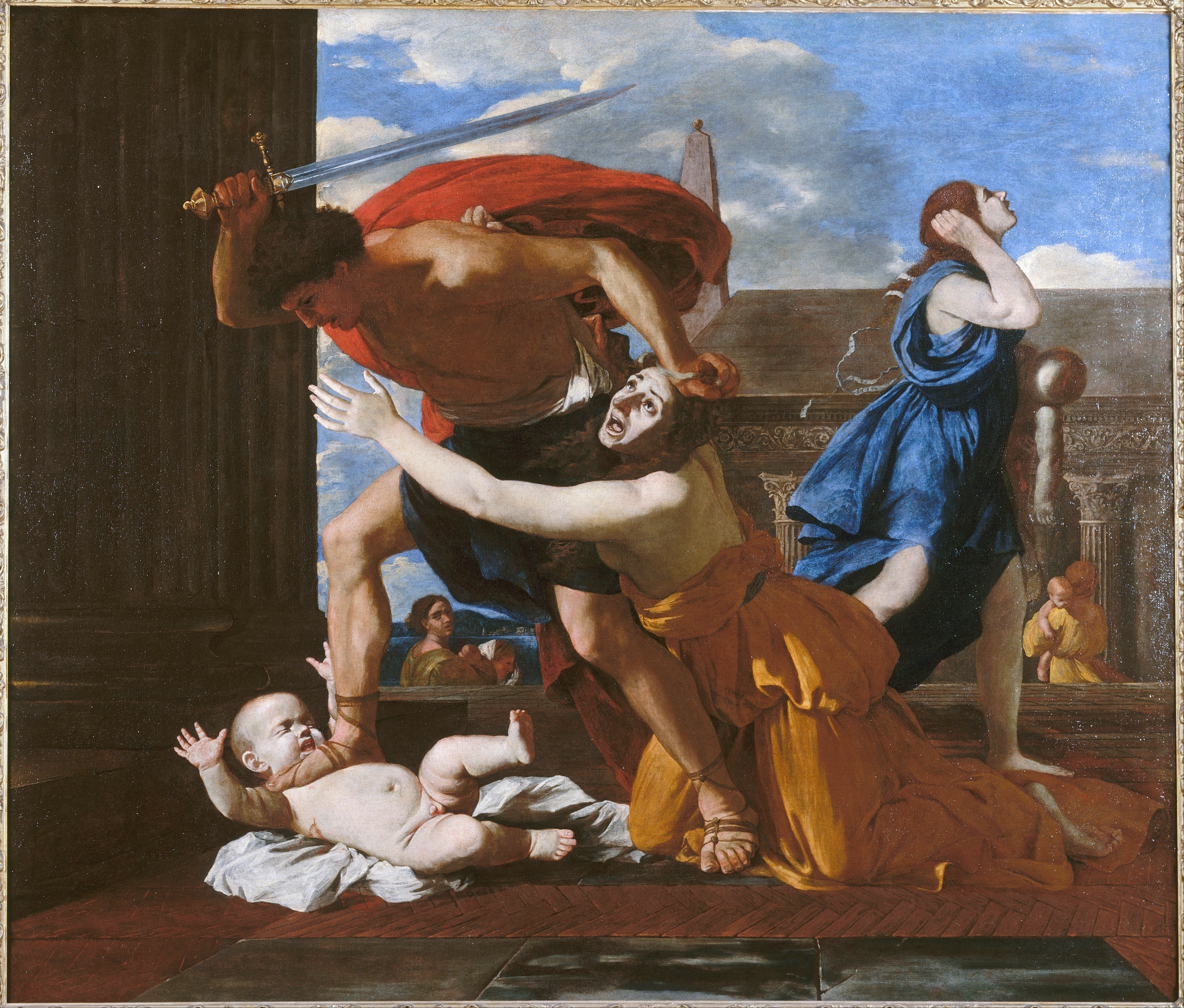
Strage degli innocenti, Nicolas Poussin

Ferdinando di Borbone, assieme al suo emissario per le arti Domenico Venuti, tentò nei primi anni del secolo di acquistare la collezione pittorica; tuttavia a causa di un mancato accordo sulle modalità di pagamento, che vedeva il re di Napoli assolvere al debito mediante una parte in contanti e un'altra con concessione di fondi terrieri, la trattativa non andò in porto. Successivamente a questi fatti, la collezione fu portata a Parigi e le opere che la compongono messe tutte all'asta; in questa occasione il principe Vincenzo portò le avances verso Lucien Bonaparte (che acquistò 6 dipinti, tra cui la Strage degli innocenti di Nicolas Poussin, 3 sculture oltre ad alcune proprietà alle porte di Roma) e gli inglesi William Buchanan e James Irvine, i quali acquisirono 158 opere.

#### La cessione in blocco alle dinastie germaniche

Incredulità di san Tommaso, Caravaggio

Se le scelte degli acquirenti stranieri del Settecento vertevano tutte verso pitture del Cinquecento, in quanto non era ancora entrata in voga quella barocca, in particolare quella di Caravaggio, già ai primi dell'Ottocento questa tendenza risulterà totalmente invertita. Tra le prime grandi pitture a lasciare la collezione vi fu infatti il Suonatore di liuto (oggi all'Ermitage di San Pietroburgo) del Merisi, acquistato nel 1808.
Nel 1810 ancora un altro dipinto di Michelangelo lasciò la collezione, toccò questa volta all'Incoronazione di spine, che fu acquistato da Ludwing von Lebzeltern, ambasciatore imperiale per la corona austriaca presso la Santa Sede, nonché consulente per gli acquisti di opere artistiche; nel 1811 il granduca Federico IV di Sassonia-Gotha acquista invece dodici dipinti della collezione, in parte confluiti nello Schloss Friedenstein di Gotha.
Tra il 1812 e il 1815 avvennero sempre a Parigi altre cessioni in favore del re di Prussia Federico Guglielmo III, che acquistò più di 155 dipinti della collezione, i cui pezzi più importanti andranno poi a riempire i musei del palazzo di Sanssouci di Potsdam e della Gemäldegalerie di Berlino (dove restano custoditi in quest'ultimo edificio 43 quadri provenienti dal catalogo Giustiniani). Tra questi vi erano opere di Luca Cambiaso (La Castità), di Annibale Carracci (Paesaggio fluviale con castello e ponte), di Ludovico Mazzolino (Disputa di Cristo nel tempio), di Caravaggio (San Matteo e l'angelo, Cristo nell'orto, Ritratto di Fillide, Amor vincit omnia, Incredulità di san Tommaso), di Tiziano (la Natività), di Jusepe de Ribera, di Ludovico Carracci (Madonna col Bambino e agnello), della scuola di Francesco Francia (Allegoria della Castità, poi passata al Museo Galdiano di Madrid).
Altre opere furono invece date in pegno al Monte di Pietà di Roma in cambio di risorse economiche: tra queste vi era la versione dell'Amor sacro e l'Amor profano di Giovanni Baglione oggi a palazzo Barberini (l'altra versione fu invece acquistata in precedenza dal re di Prussia).

#### Lo smembramento della collezione di antichità

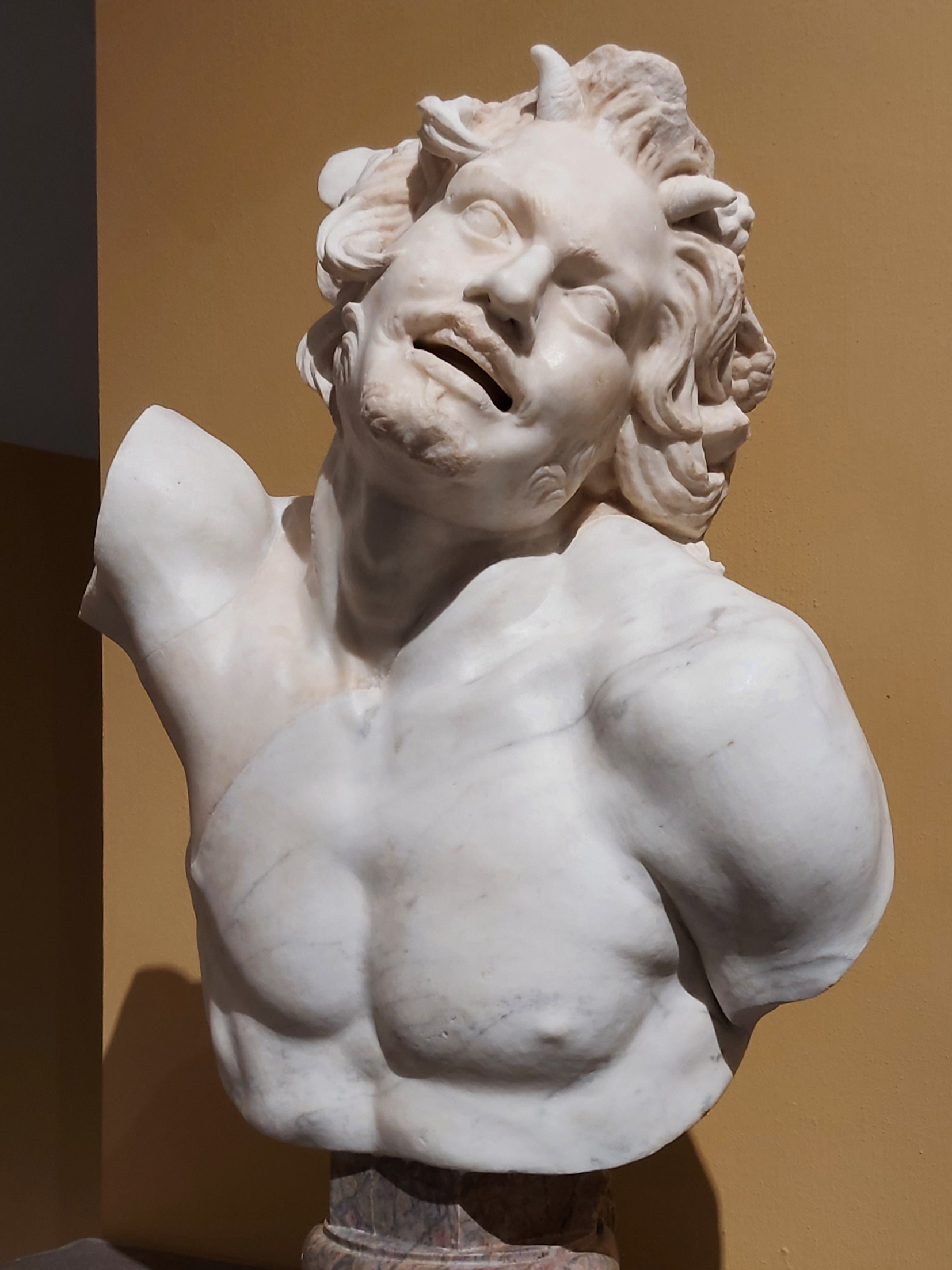
Satiro ebbro

Tra le cessioni di opere antiche più rilevanti avvenute nei primi anni dell'Ottocento vi furono quelle verso Antonio Canova, che acquistò molti reperti, tra cui 6 vasi marmorei, 86 cippi (già nella casina del Popolo e poi ricollocati alla villa di San Giovanni) e 2 sarcofagi romani, tutti successivamente donati dallo scultore ai Musei Vaticani, mentre ancora altri pezzi sono oggi nei musei di Dresda.
Nel 1819 avvenne la cessione a titolo di garanzia di un debito che la famiglia Giustiniani aveva nei confronti dei Torlonia, pari a circa 33.600 scudi. Furono circa 267 le opere di antichità trasferite a Giovanni Torlonia, che però per vicissitudini burocratiche saranno consegnate ad Alessandro Torlonia solo intorno al 1856. Gran parte dei pezzi di antichità confluirono nelle raccolte della famiglia franco-romana, tra cui alcuni dei più rilevanti del catalogo delle antichità, come l'Hestia Giustiniani, l'Apollo con la pelle di Marsia, il busto del Satiro ebbro, quello di Eutidemo di Battriana e altri ancora. Dei pezzi già Giustiniani finiti nella collezione Torlonia, oggi ne rimangono supersiti 175.

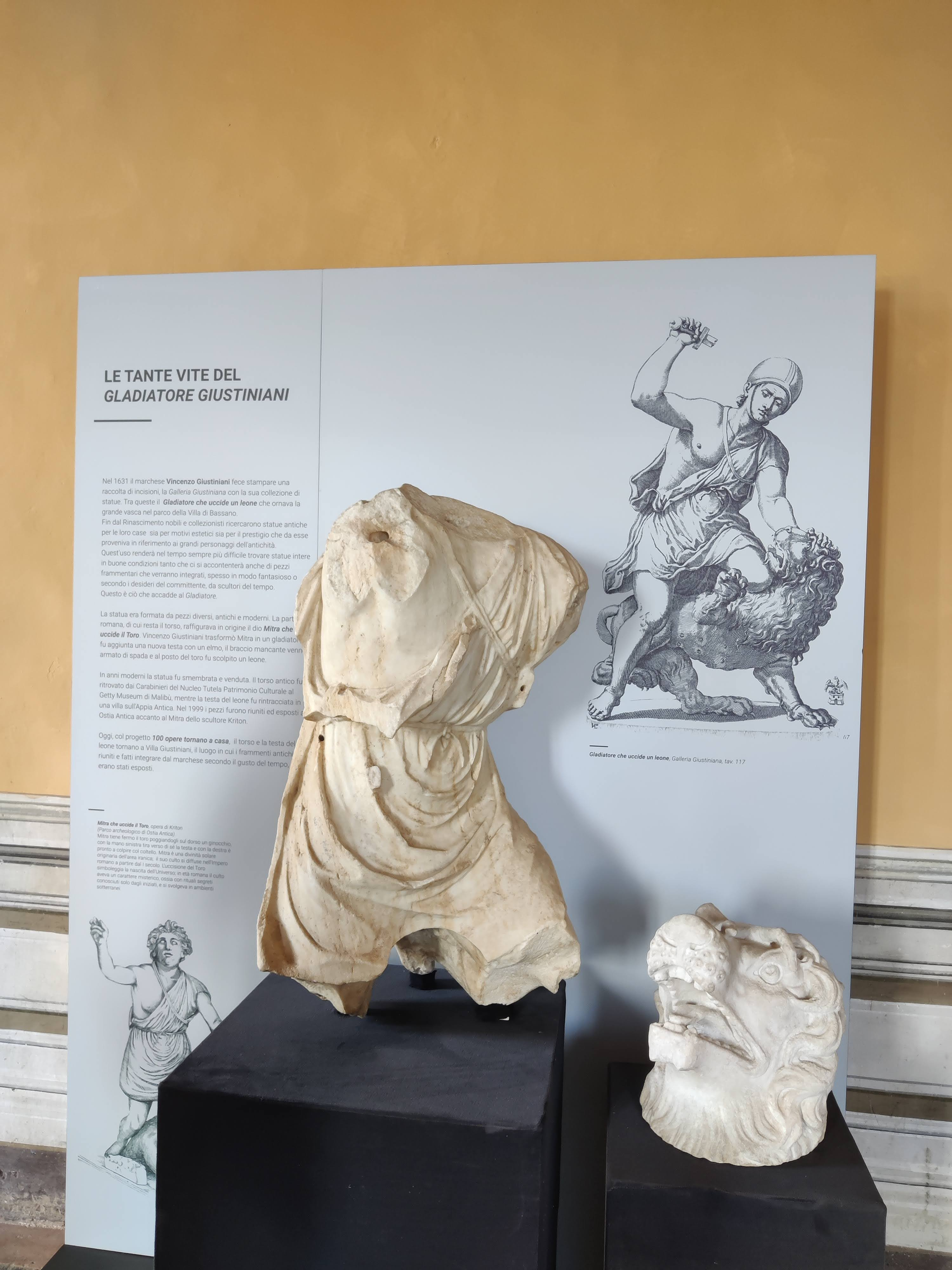
Gladiatore Giustiniani

Nel 1826 il principe Vincenzo junior morì, quindi iniziò la contesa giudiziaria tra i fratelli del defunto, Lorenzo e il cardinale Giacomo, e tre fratelli di Genova, Lorenzo, Gaspare e Leonardo Benedetto Giustiniani, che rivendicarono la titolarità della raccolta in quanto, seppur "lontani" di parentela con il marchese Vincenzo, appartenevano comunque al suo medesimo ramo, quello del Negro (mentre dal 1638, con la successione del principe Andrea Giustiniani, il ramo familiare titolare della collezione divenne quello de Banca). La battaglia la vinse la dinastia di Genova, pertanto prima Leonardo Benedetto e poi, nel 1857, alla morte di questi, il parente più prossimo nel lato materno, Pantaleo Vincenzo Giustiniani Recanelli, ereditarono la collezione. Quest'ultimo esponente, assieme al figlio Alessandro, una volta entrato in possesso della collezione inventariò ciò che restava della stessa (sia pitture che sculture) con una stima economica dei pezzi che la componevano, così da avere una quantificazione di ciò che potevano incassare da una loro eventuale cessione.
Nel 1854 avvenne la vendita del dominio di Bassano Romano agli Odescalchi, quindi sia la villa Giustiniani che la chiesa di San Vincenzo Martire che altri edifici di culto; la serie di dodici busti di imperatori romani disposti nel palazzo furono successivamente ricollocati nel castello di Bracciano, dove sono tuttora, mentre altri pezzi della statuaria antica rimasero nella villa tra le disponibilità degli Odescalchi, come le statue di imperatore loricato entro la nicchia della loggia al piano nobile o quella della Fortuna (o Hera campana) nel cortile interno, il Gladiatore che uccide il leone (cosiddetto Gladiatore Giustiniani) nella peschiera, una statua panneggiata femminile (Pudicizia) del I secolo a.C., altre due di togati romani, una del periodo greco e l'altra del II secolo d.C., un Nettuno, una statua di Esculapio, una di Mitra e tante altre. Con questo trasferimento, si completò sostanzialmente lo smembramento della collezione Giustiniani e delle proprietà di famiglia.

### Novecento
Già frazionata del tutto la collezione, alcuni pezzi hanno trovato destini diversi da quelli originariamente prefigurati: Il San Girolamo in meditazione del Caravaggio fu ad esempio acquistato con attribuzione a Ribera dal monastero di Montserrat nel 1915, poi restituito al Merisi da Roberto Longhi solo nel 1943. Altre opere già nei musei di Berlino, come il San Matteo e l'angelo, il Cristo nell'orto e il Ritratto di Fillide dello stesso pittore lombardo, o come la Morte di Seneca di Sandrart, invece, si perderanno assieme a numerose altre opere nell'incendio del deposito di Friedrichshain del 1945, durante la seconda guerra mondiale.
Nel 1979 alcuni ritratti di famiglia del XVIII e XIX secolo confluiti agli eredi Giustiniani, furono donati da Maria Sofia Giustiniani Bandini al Museo di Roma di palazzo Braschi.

## Elenco delle opere (non completo)

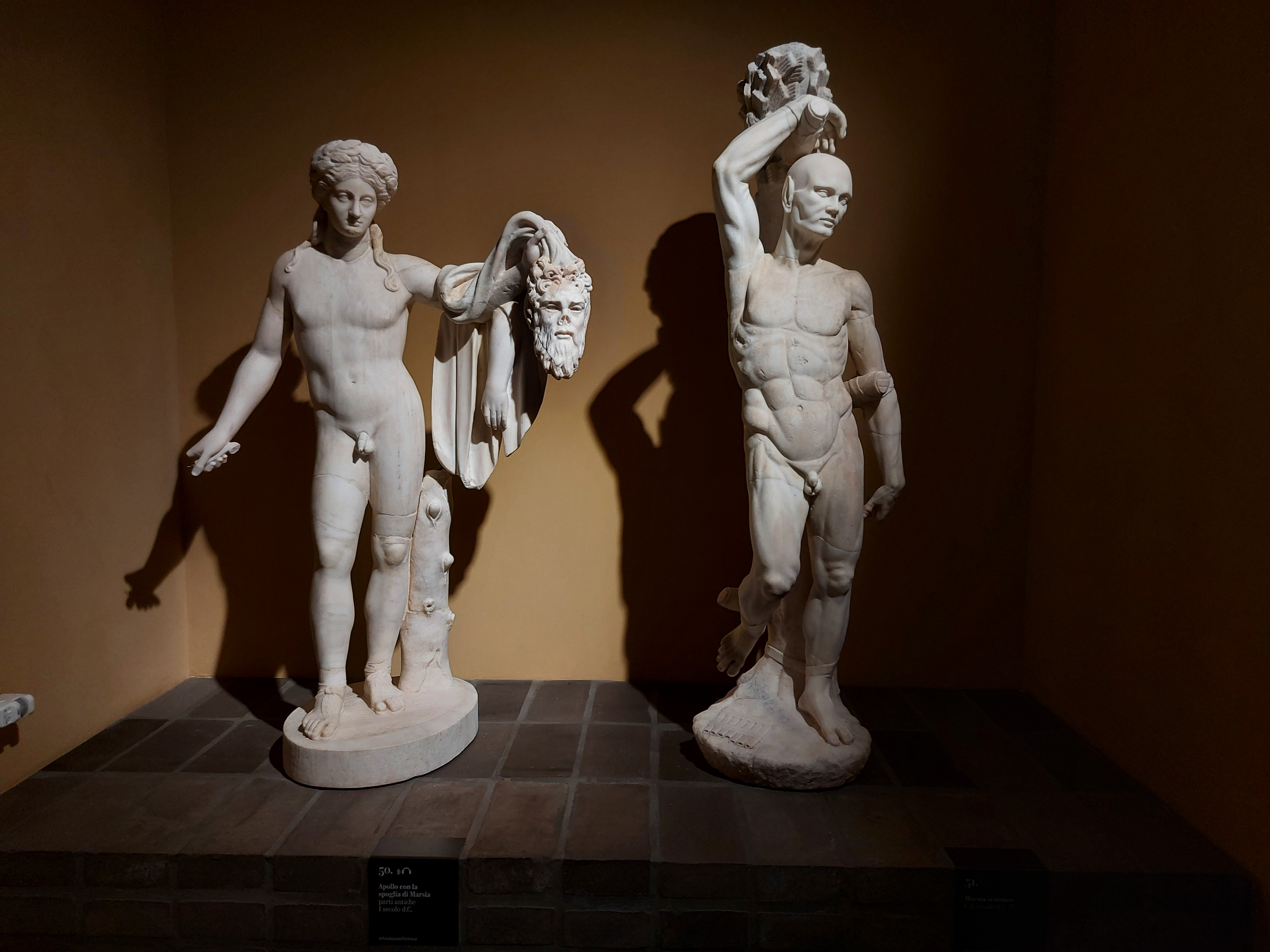
Apollo con la spoglia di Marsia (sx) e Marsia scorticato (dx)

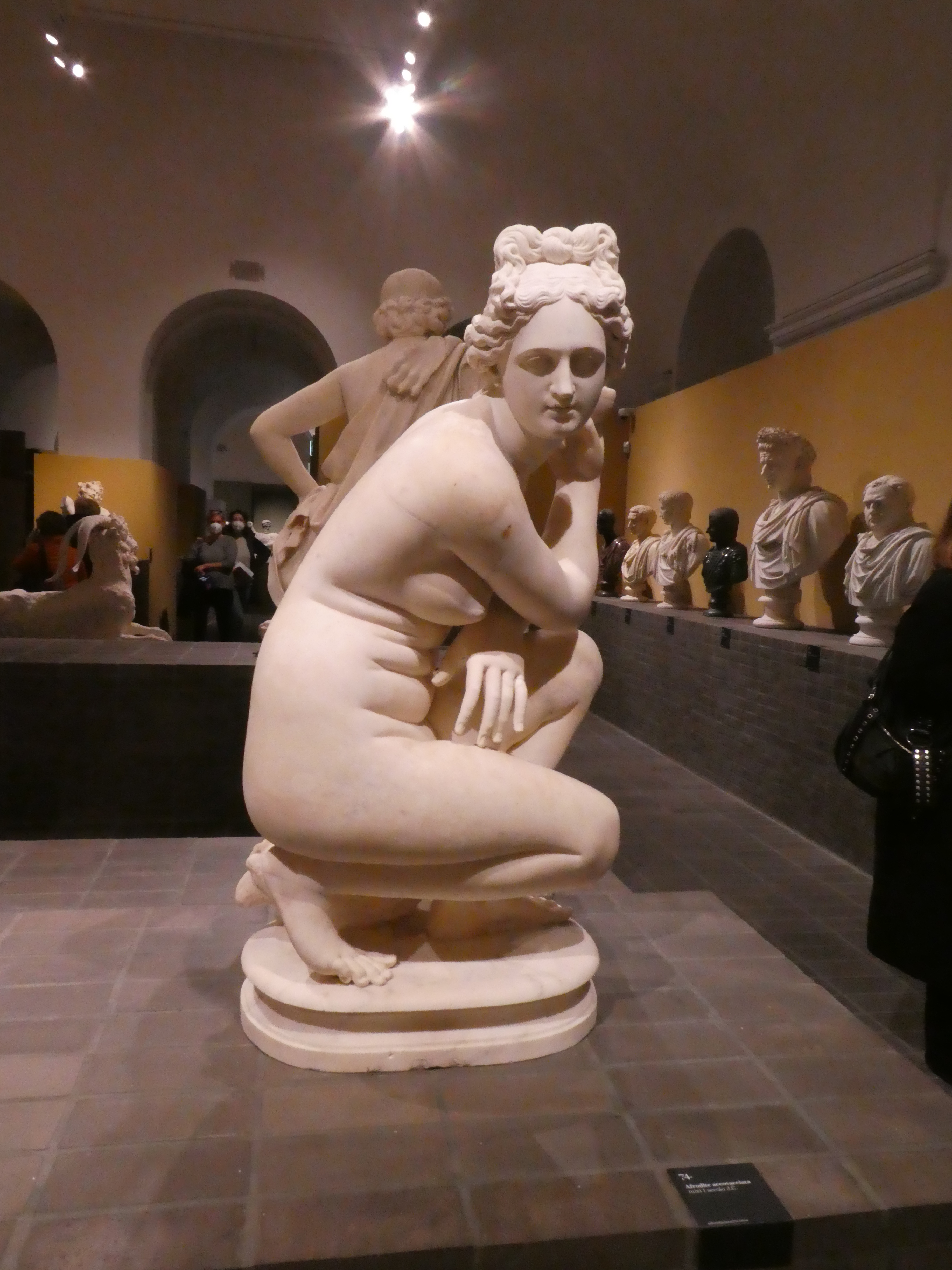
Statua di Afrodite accovacciata, replica del tipo Doidalsas (con testa moderna attribuita a Pietro Bernini)

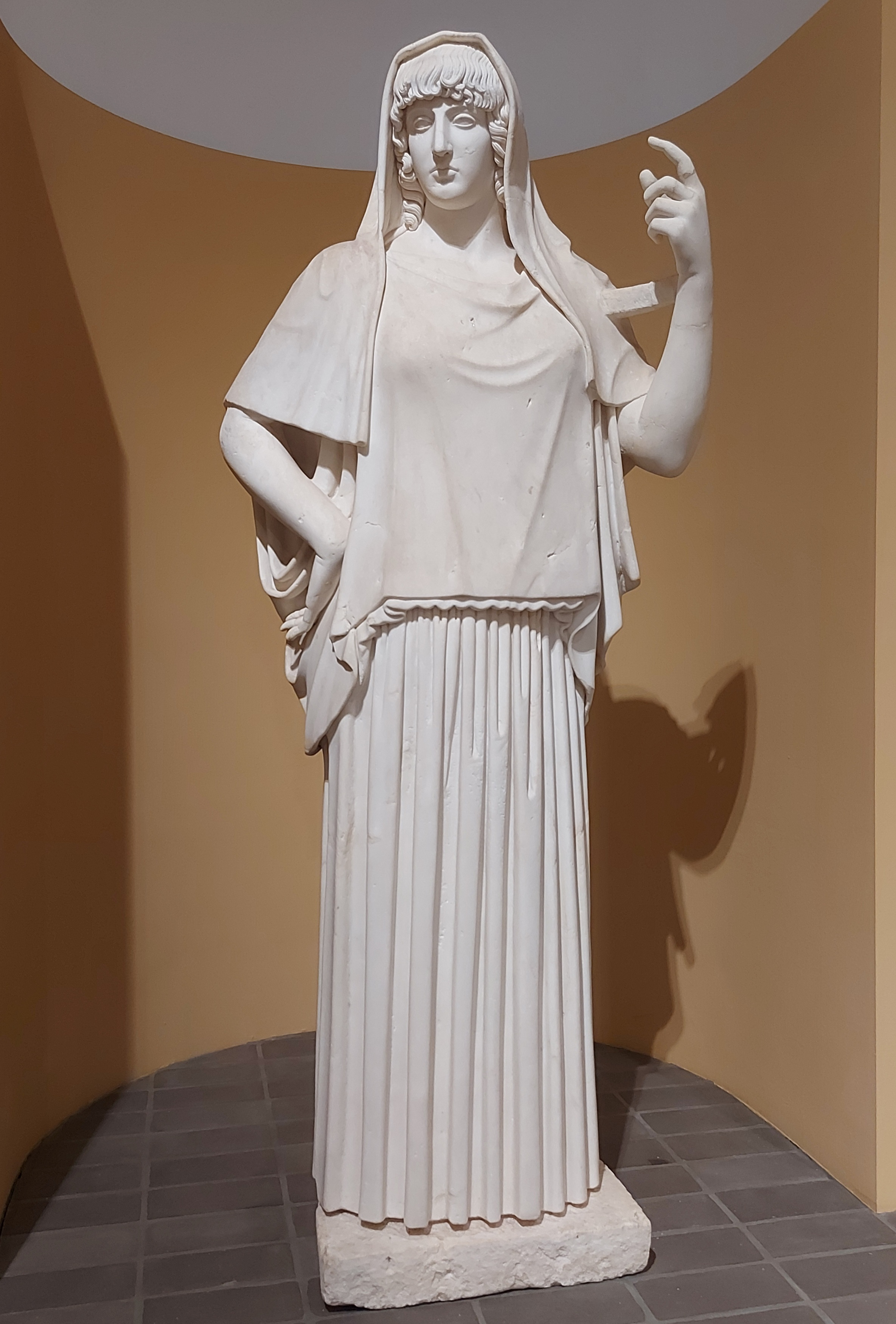
Hestia Giustiniani

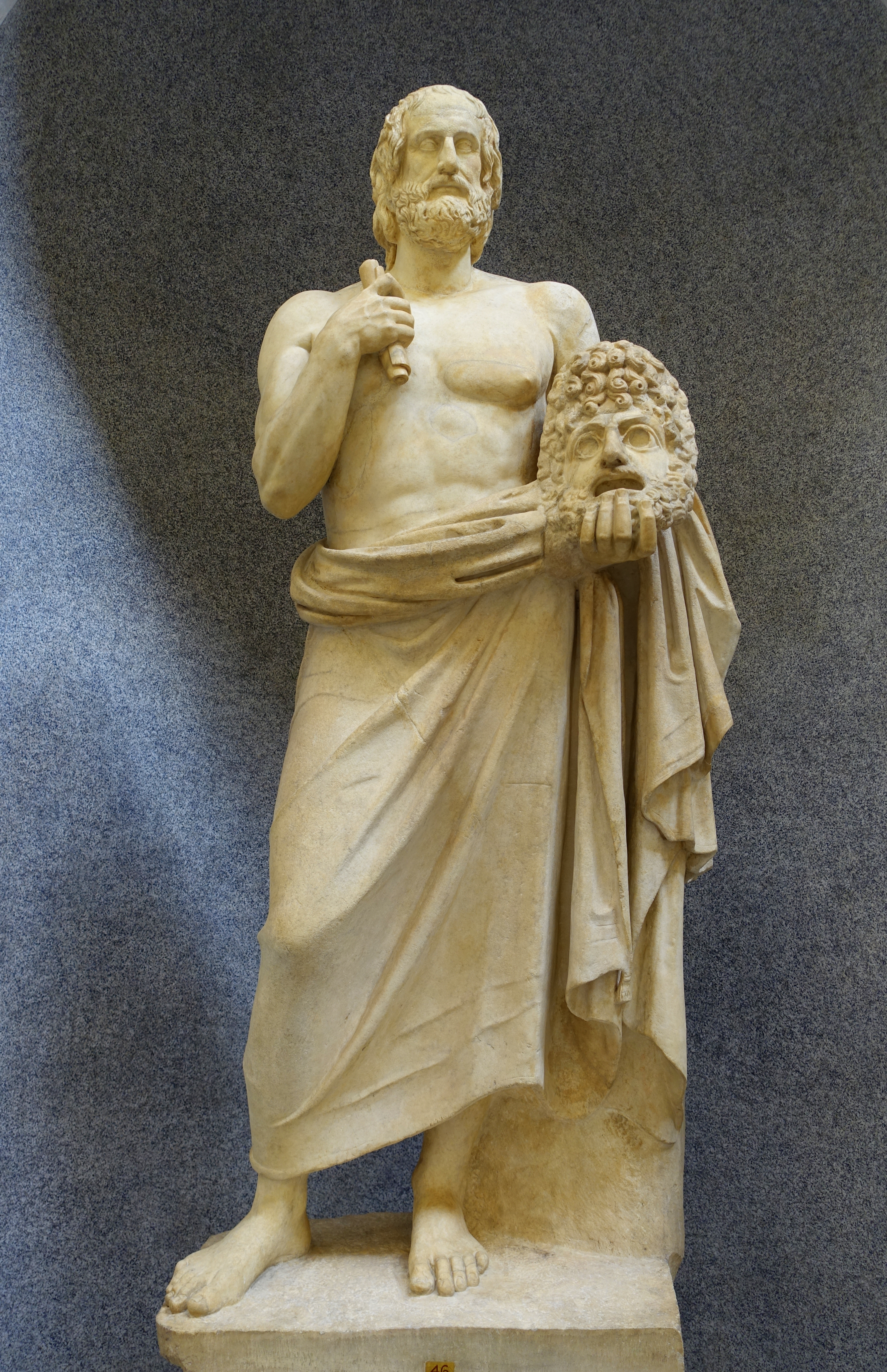
Poeta tragico con testa Euripide

### Archeologia
- Apollo con la spoglia di Marsia, I secolo d.C., marmo pentelico, bianco, collezione Torlonia, Roma
- Atena Giustiniani, età antonina, V-IV secolo a.C., marmo, Musei Vaticani, Città del Vaticano
- Bacco, marmo, h 160 cm con la base, collezione Torlonia, Roma
- Busto di Plautilla, III secolo d.C., marmo lunense, collezione Torlonia, Roma
- Dionisio seduto su pantera, II secolo d.C., marmo, Metropolitan Museum of Art, New York
- Ercole Giustiniani, età flavia, 68–98 d.C., marmo, Metropolitan Museum of Art, New York
- Ercole, bronzo, h 64,5 cm con la base, collezione Torlonia (villa Albani), Roma
- Fauno Giustiniani (×2), I secolo d.C., marmo bianco, collezione Torlonia, Roma
- Fortuna (o Hera) acefala, villa Giustiniani Odescalchi, Bassano Romano
- Gladiatore che uccide il leone (cosiddetto Gladiatore Giustiniani), villa Giustiniani, Bassano Romano
- Gruppo di Afrodite ed Eros con mostro marino, II secolo d.C., marmo bianco, collezione Torlonia, Roma
- Gruppo di due coniugi, II secolo d.C., marmo lunense con integrazioni in bardiglio, collezione Torlonia, Roma
- Hestia Giustiniani, 120–140 d.C. ca., marmo pario, collezione Torlonia, Roma
- Imperatore loricato acefalo, villa Giustiniani Odescalchi, Bassano Romano
- Marsia scorticato, I secolo d.C., marmo, collezione Torlonia, Roma
- Medusa tipo Rondanini, su trapezoforo a testa di grifo, II secolo d.C., marmo bianco, collezione Torlonia, Roma
- Medusa tipo Rondanini su trapezoforo a testa di leone, XVII secolo, marmo bianco, collezione Torlonia, Roma
- Musa seduta, marmo, Metropolitan Museum of Art, New York
- Poeta tragico con testa Euripide, Museo Chiaramonti, Città del Vaticano
- Pseudo-Corbulo, I secolo d.C., marmo, Centrale Montemartini, Roma
- Fanciullo con l’oca, II secolo d.C., marmo greco, grigiastro e bianco, collezione Torlonia, Roma
- Rilievo con cavaliere, ambiente fidiaco, marmo di tespire, 70×58 cm, Musei Vaticani, Città del Vaticano
- Rilievo con scena di bottega, II secolo d.C., marmo proconnesio, collezione Torlonia, Roma
- Rilievo funebre con cavaliere romano, 170 d.C., marmo, Altes Museum, Berlino
- Ritratto colossale di Claudio, I secolo d.C., marmo greco e italico, collezione Torlonia, Roma
- Ritratto di Antonino Pio, 138–161 d.C. ca., marmo pentelico e marmo lunense, collezione Torlonia, Roma
- Ritratto di Antonino Pio, 150–160 d.C., marmo bianco, collezione Torlonia, Roma
- Ritratto di Augusto, I secolo d.C., marmo pentelico e lunense, collezione Torlonia, Roma
- Ritratto di Flavia Domitilla (detta Messalinafine), del I secolo d.C., marmo bianco, collezione Torlonia, Roma
- Ritratto di giovane principe (detto Romolo Augustolo), 140–150 d.C. ca., marmo greco, collezione Torlonia, Roma
- Ritratto di Severo Alessandro, 220–230 d.C., marmo bianco, collezione Torlonia, Roma
- Ritratto di Traiano, II secolo d.C., marmo lunense, collezione Torlonia, Roma
- Ritratto femminile (detto Giulia di Tito), I secolo d.C. marmo bianco, collezione Torlonia, Roma
- Ritratto maschile su busto antico(detto Cesare), I secolo a.C., marmo bianco, collezione Torlonia, Roma
- Ritratto maschile, detto Eutidemo di Battriana, III-II secolo a.C., marmo, collezione Torlonia, Roma
- Satiro ebbro (tipo Ercolano), I secolo d.C., marmo docimium, collezione Torlonia, Roma
- Statua di Afrodite accovacciata, replica del tipo Doidalsas, I secolo d.C., marmo greco, collezione Torlonia, Roma
- Statua di Afrodite accovacciata, replica del tipo Doidalsas, I secolo d.C., marmo bianco, collezione Torlonia, Roma (con testa moderna attribuita a Pietro Bernini)
- Statua di Atena (tipo Giustiniani), 140–180 d.C., marmo greco insulare e marmo italico, collezione Torlonia, Roma
- Statua di caprone, I secolo d.C., marmo bianco, collezione Torlonia, Roma (con testa attribuita a Gian Lorenzo Bernini)
- Statua di Ercole con pelle di leone e pomi delle Esperidi (pastiche), marmo pentelico, marmo lunense e proconnesio, collezione Torlonia, Roma
- Statua di guerriero, età imperiale-II secolo d.C., marmo bianco, collezione Torlonia, Roma
- Statua di Iside Pelagia restaurata come Cerere, III secolo d.C., marmo bigio morato e marmo pentelico, collezione Torlonia, Roma
- Statua di Iside restaurata come Cerere, III secolo d.C., marmo bigio morato e marmo bianco, collezione Torlonia, Roma
- Statua di Meleagro, I secolo d.C. corpo, età imperiale torso, marmo microasiatico, marmo di Thasos, marmo bianco, collezione Torlonia, Roma
- Statua di Satiro in riposo, 110 d.C., marmo bianco, collezione Torlonia, Roma
- Statua di Satiro in riposo, 150 d.C., marmo pentelico, collezione Torlonia, Roma
- Statua di Sileno tipo Cesi, I secolo d.C., marmo greco e lunense, collezione Torlonia, Roma
- Statua Giustiniano, I secolo d.C., marmo, villa Giustiniani Massimo, Roma
- Statuetta di Artemide Efesia, II secolo d.C., collezione Torlonia, Roma
- Torso antico di statuetta restaurato come Marsia scuoiato, I–II secolo d.C., marmo bianco, collezione Torlonia, Roma

### Scultura
- Alessandro Algardi, Busto di Innocenzo X, terracotta dipinta di bianco, h 22,5 cm, Museo nazionale di palazzo Venezia, Roma
- Busto-ritratto moderno detto di Scipione, 1610 ca., basanite e porfido, collezione Torlonia, Roma
- François Duquesnoy, Mercurio,bronzo, non rintracciata
- Ignoto, Ganimede è l'aquila, inizi XVII secolo, marmo, h 50 cm, Musei Vaticani, Città del Vaticano
- Ignoti, Busti di imperatori romani (×12), XVII secolo, marmo bianco e peperino, castello Odescalchi, Bracciano
- Michelangelo, Cristo portacroce (I versione), 1514-1516 circa, marmo, h 250 cm, Monastero di San Vincenzo, Bassano Romano
- Ritratto moderno di Lucio Vero, 1610 ca., marmo nero antico e alabastro, collezione Torlonia, Roma
- Ritratto moderno di Marco Aurelio Cesare, 1610 ca., marmo nero antico e portasanta, collezione Torlonia, Roma
- Ritratto moderno di Tiberio, 1610 ca., basanite e serpentino, collezione Torlonia, Roma
- Ritratto moderno di Vitellio, 1610 ca., marmo lunense, collezione Torlonia, Roma

### Pittura

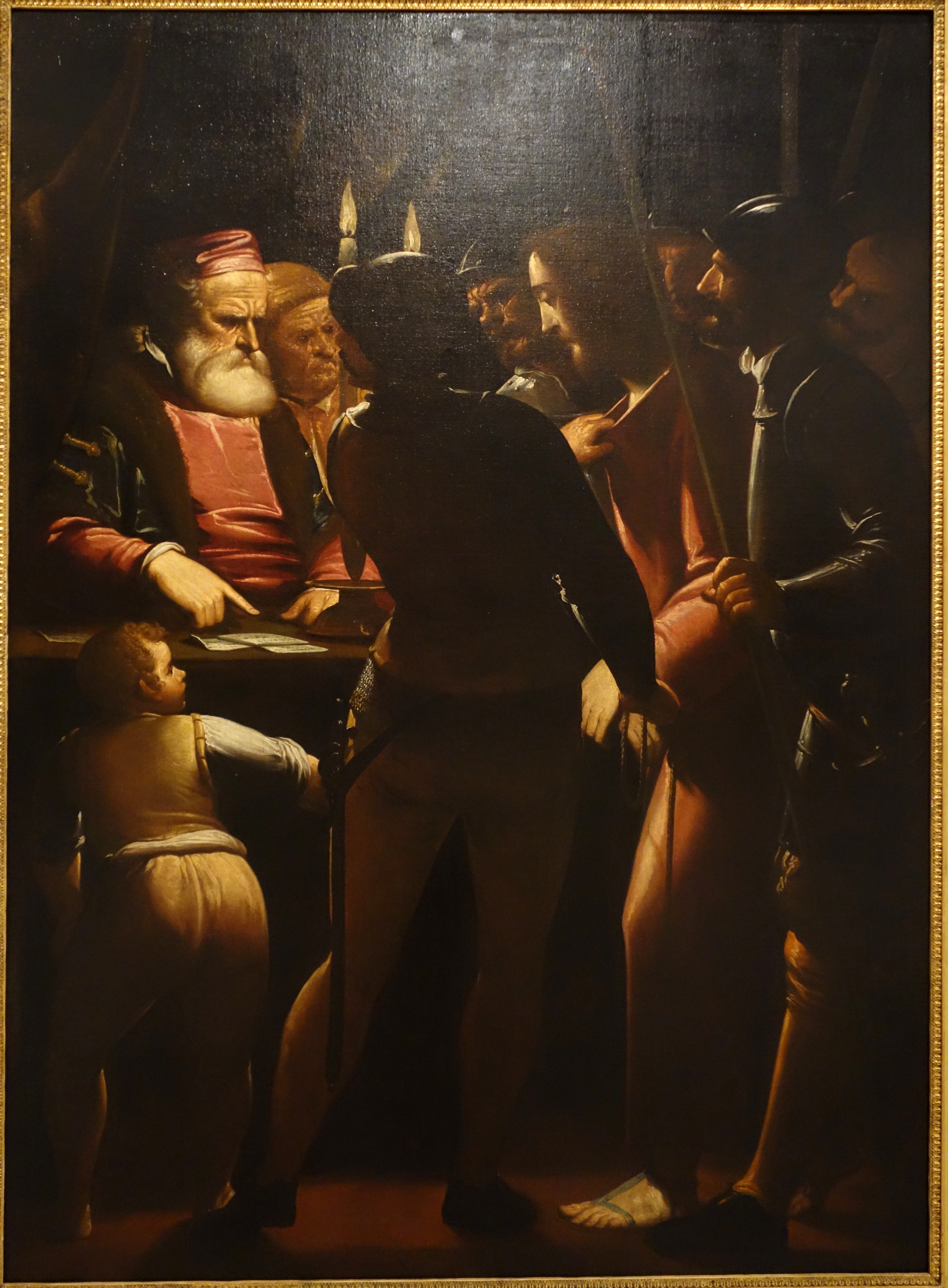
Luca Cambiaso, Cristo dinanzi a Caifa

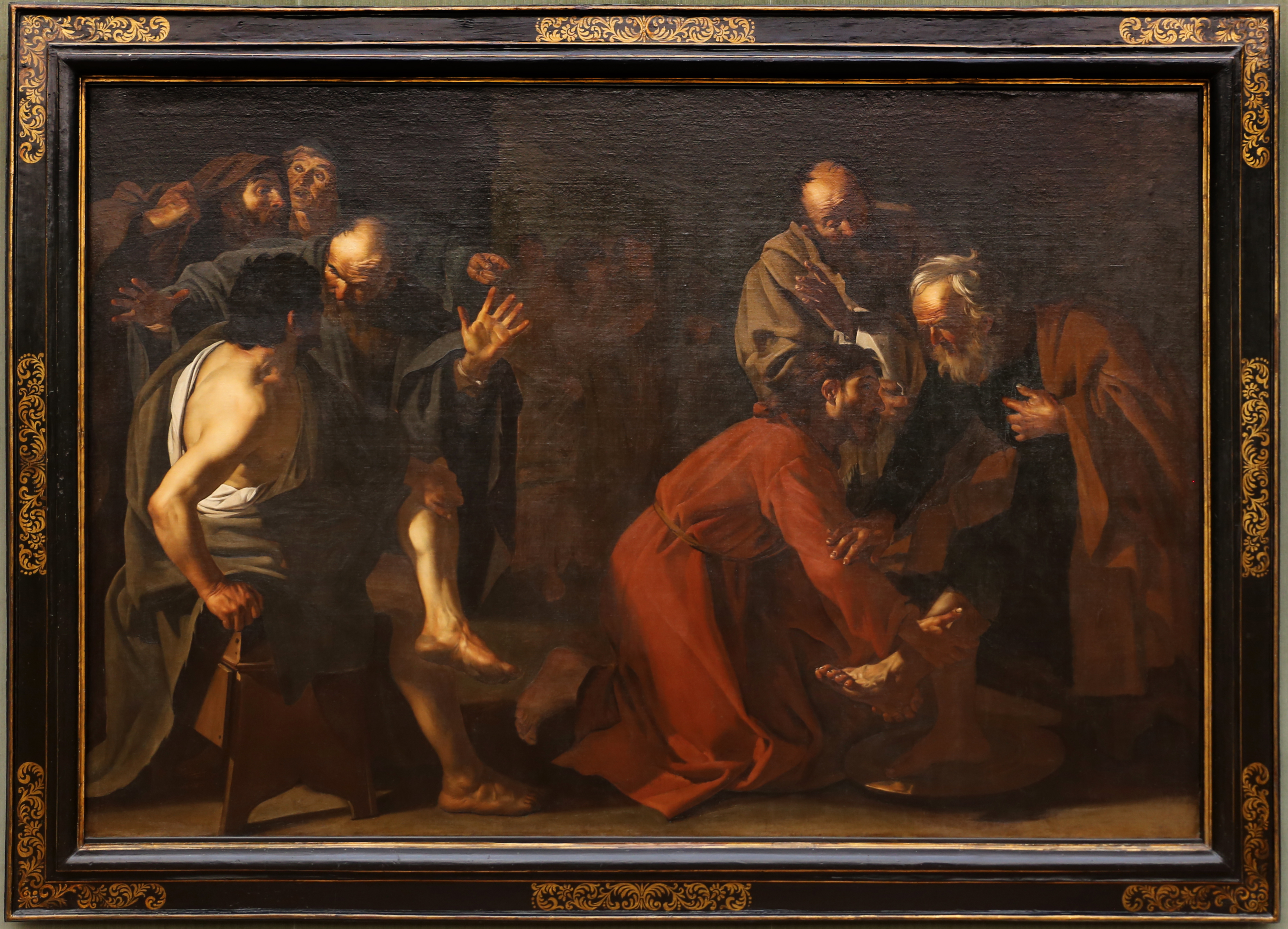
Dirck van Baburen, Lavanda dei piedi

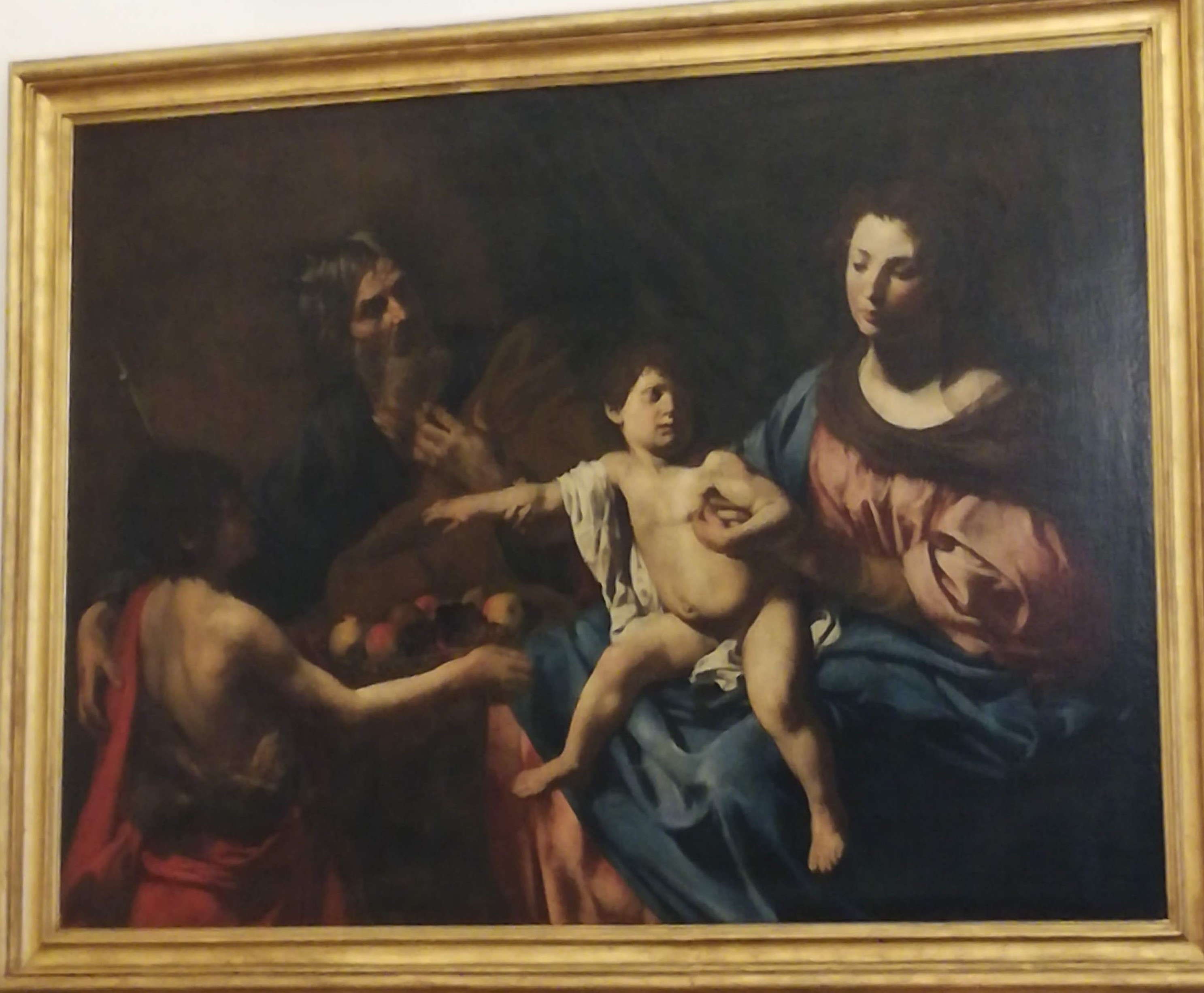
Valentin de Boulogne, Madonna col Bambino e san Giovannino

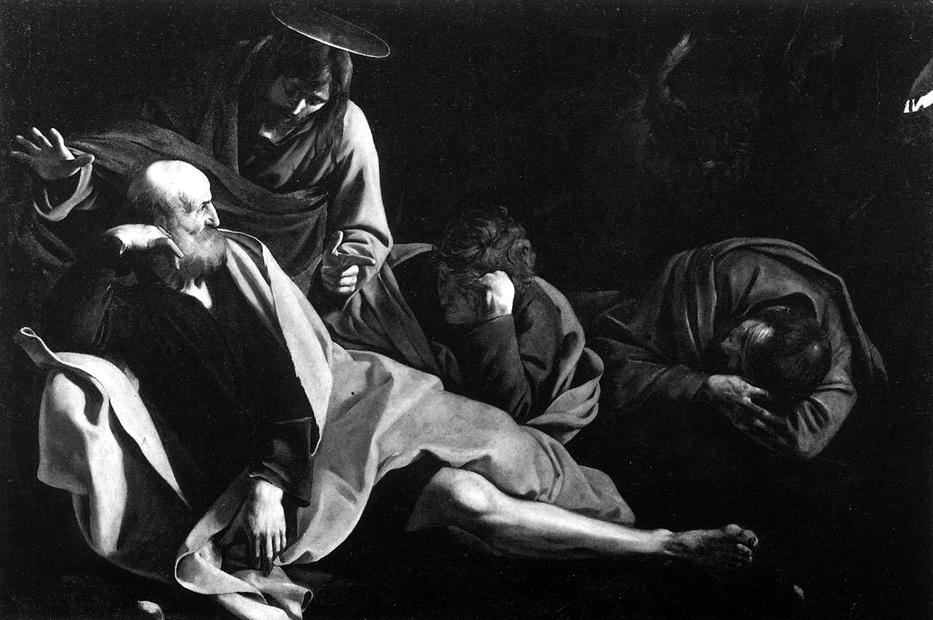
Caravaggio, Cristo nell'orto

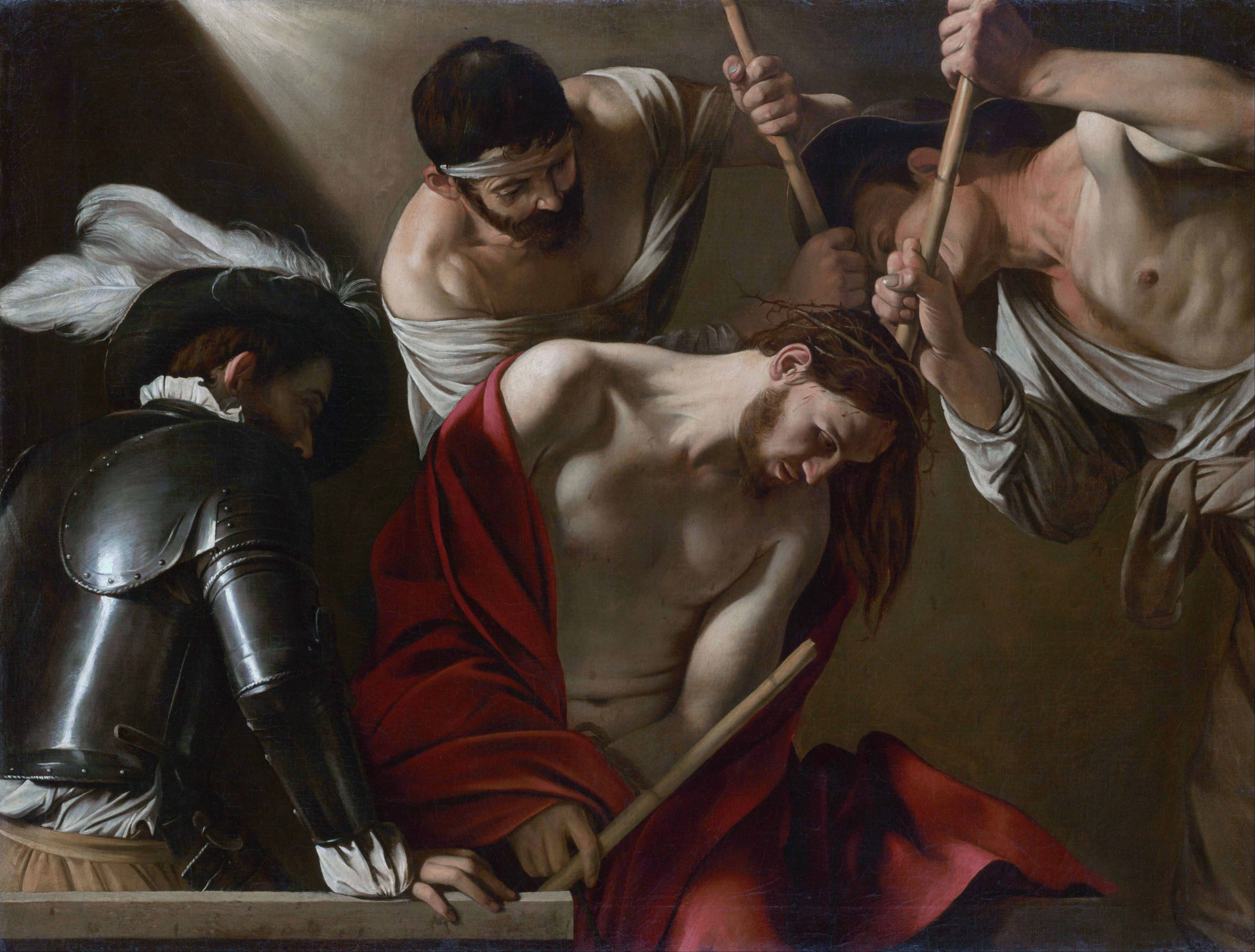
Caravaggio, Incoronazione di spine

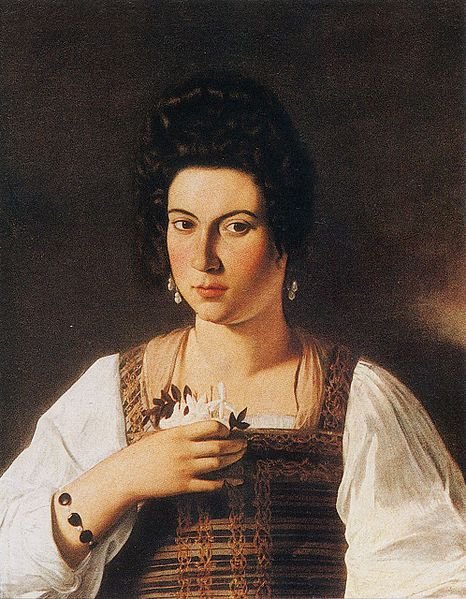
Caravaggio, Ritratto di Fillide

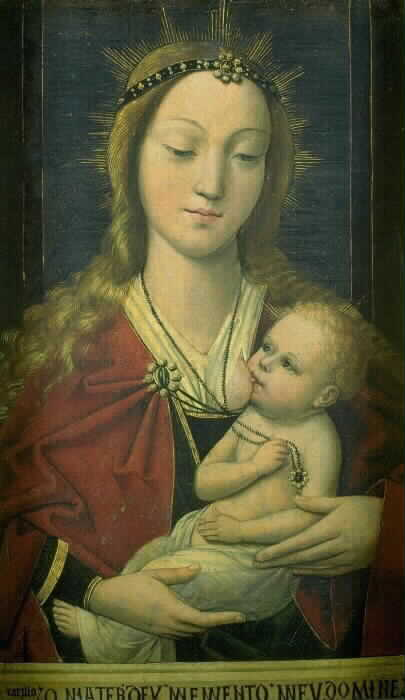
Carillo, Madonna col Bambino

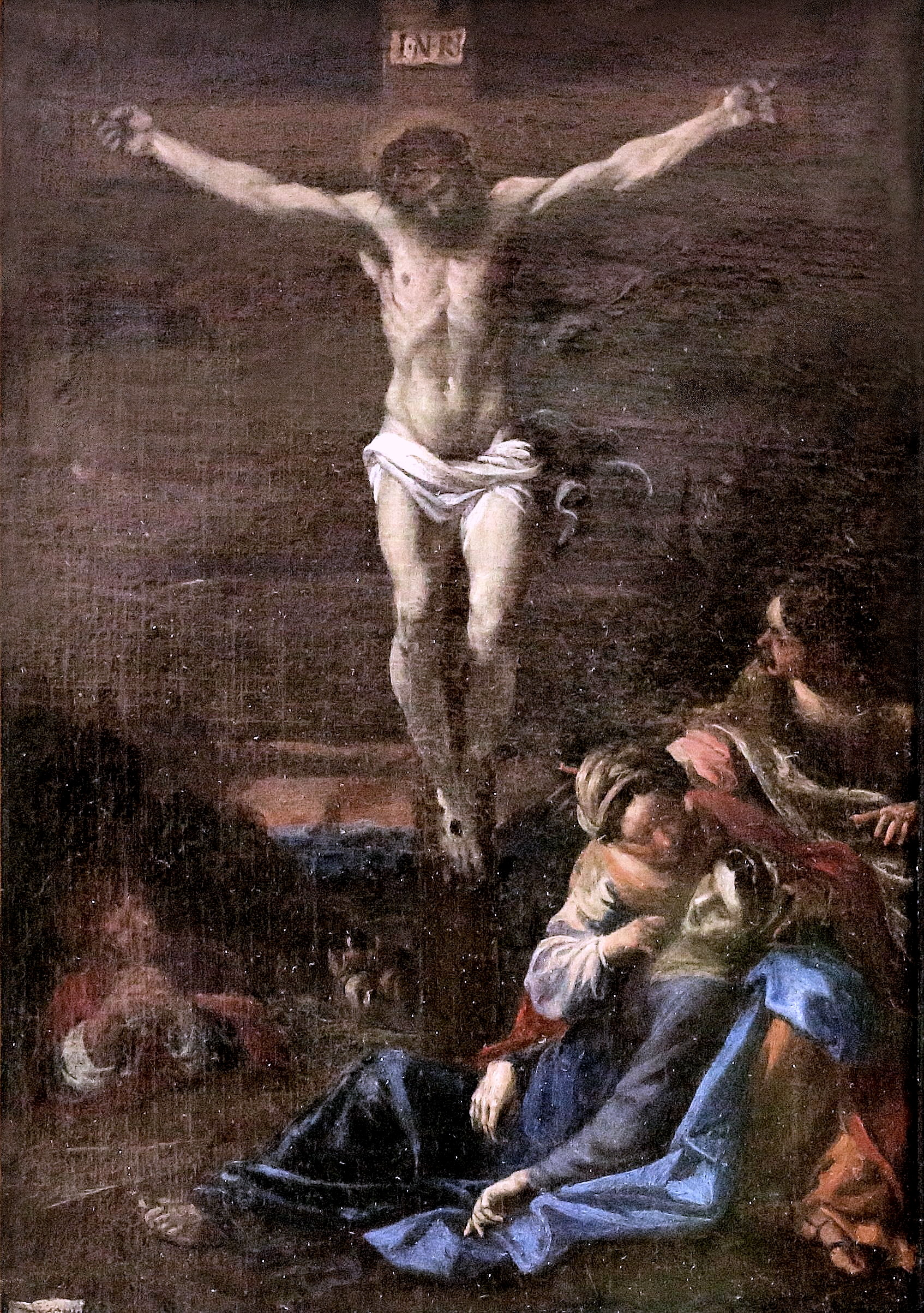
Annibale Carracci, Crocifissione con le tre Marie e san Giovanni

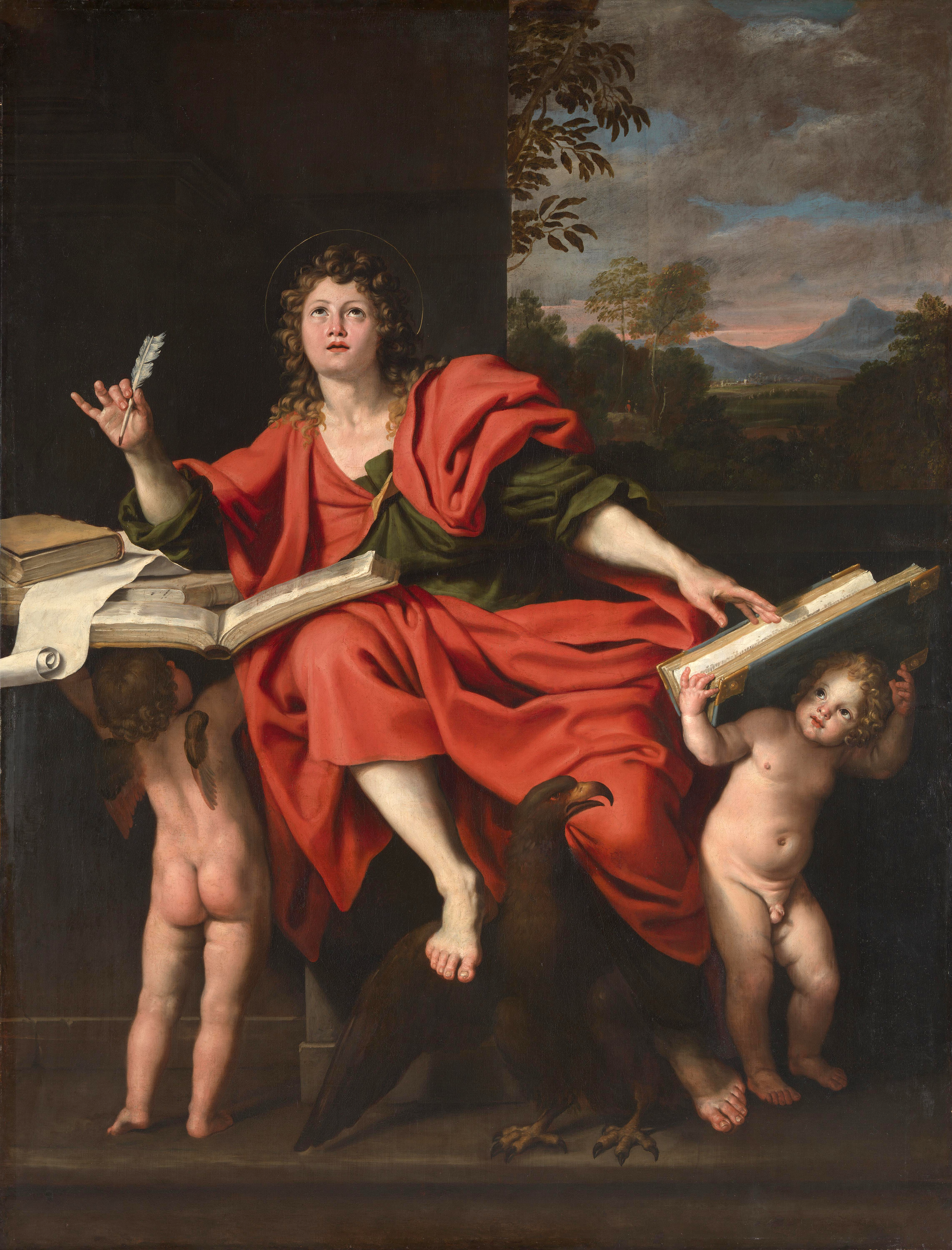
Domenichino, San Giovanni Evangelista

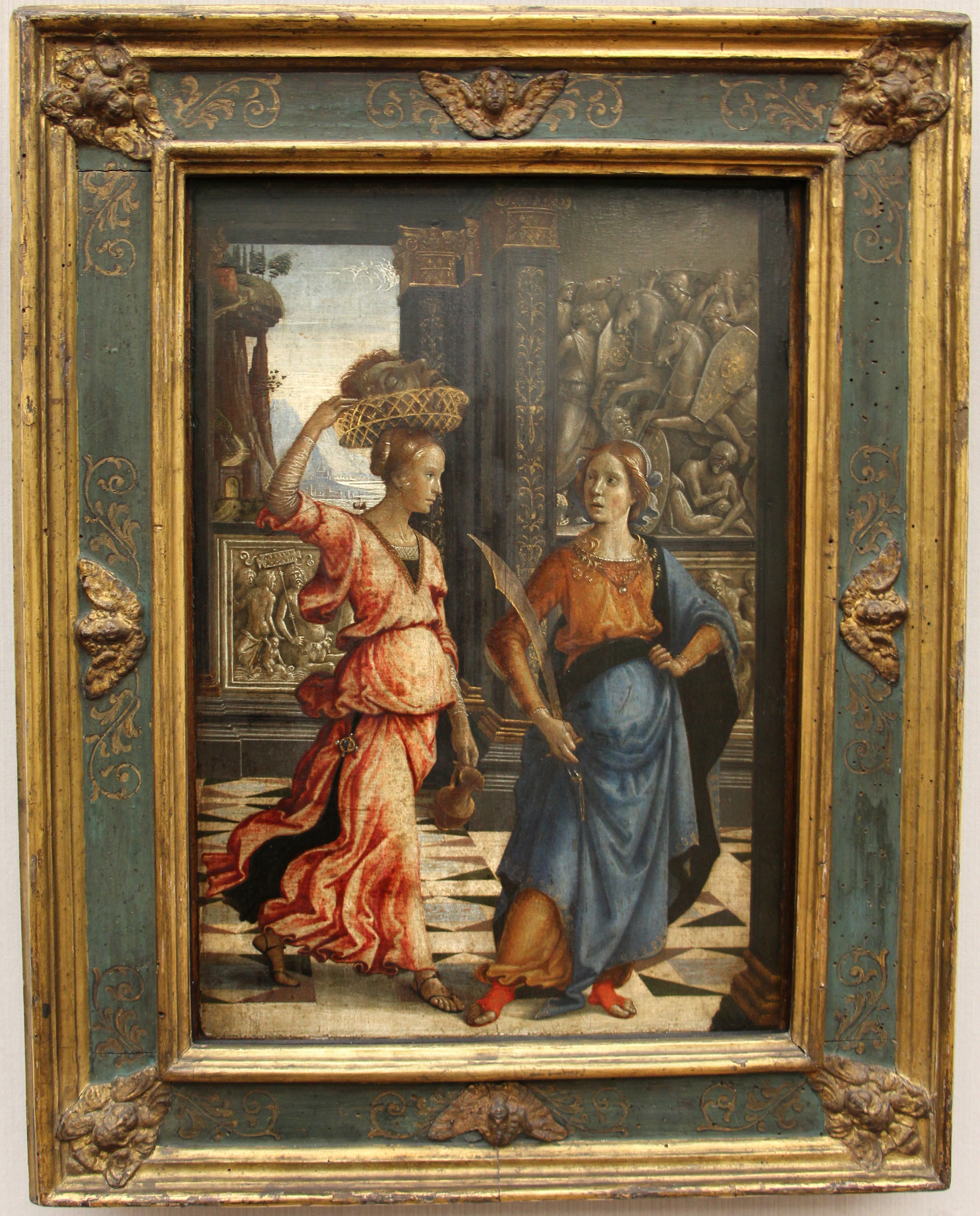
Ghirlandaio, Giuditta e Abra con la testa di Oloferne

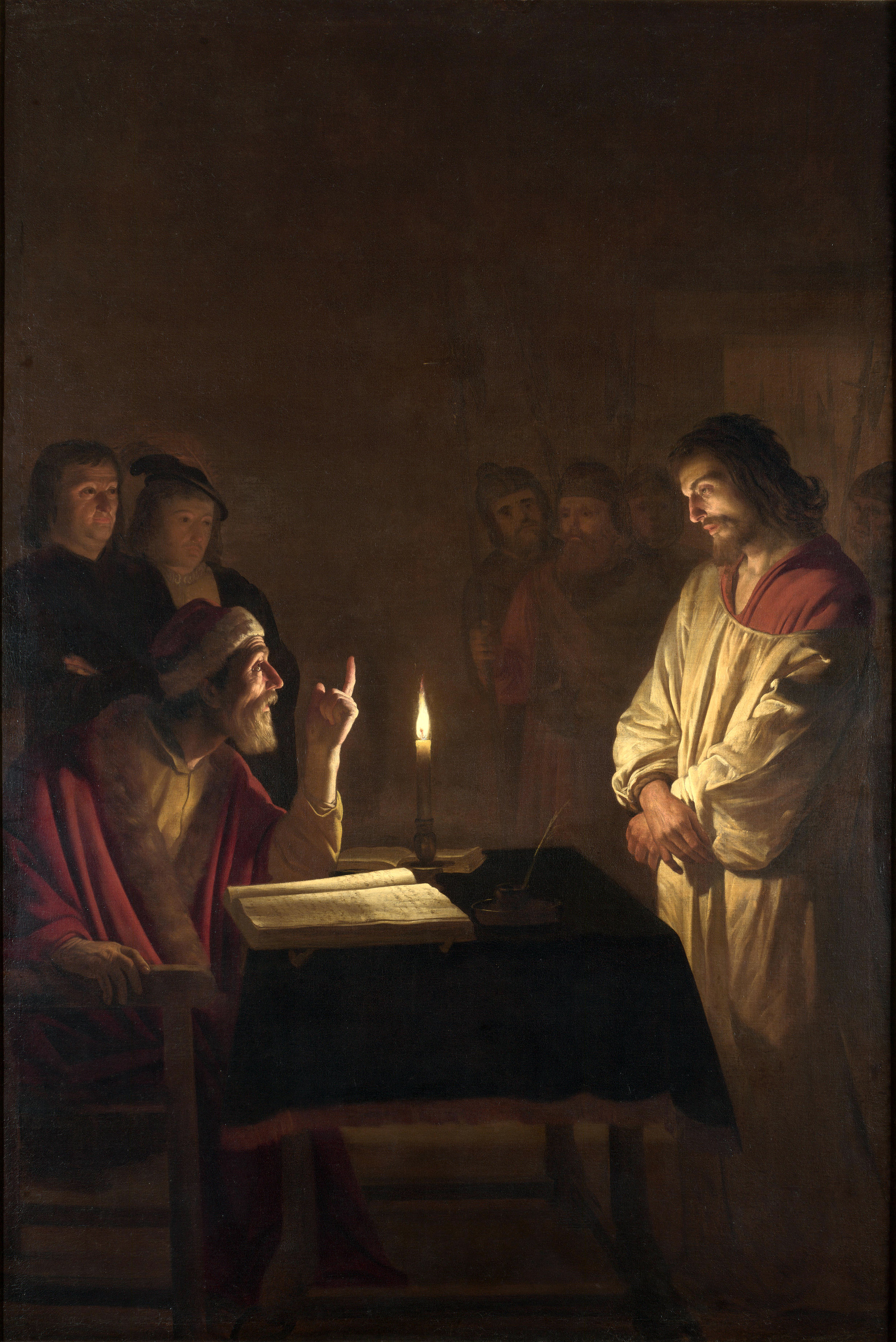
Gerrit van Honthorst, Cristo davanti a Caifa

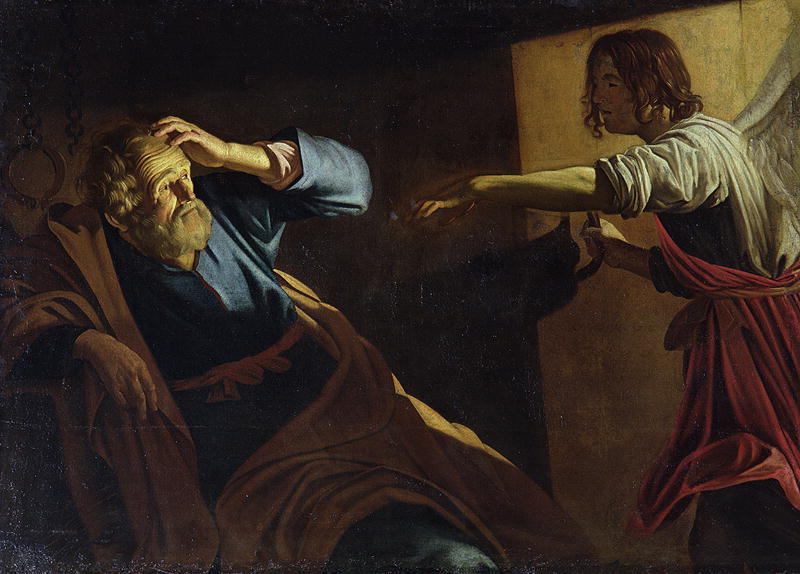
Gerrit van Honthorst, Liberazione di san Pietro

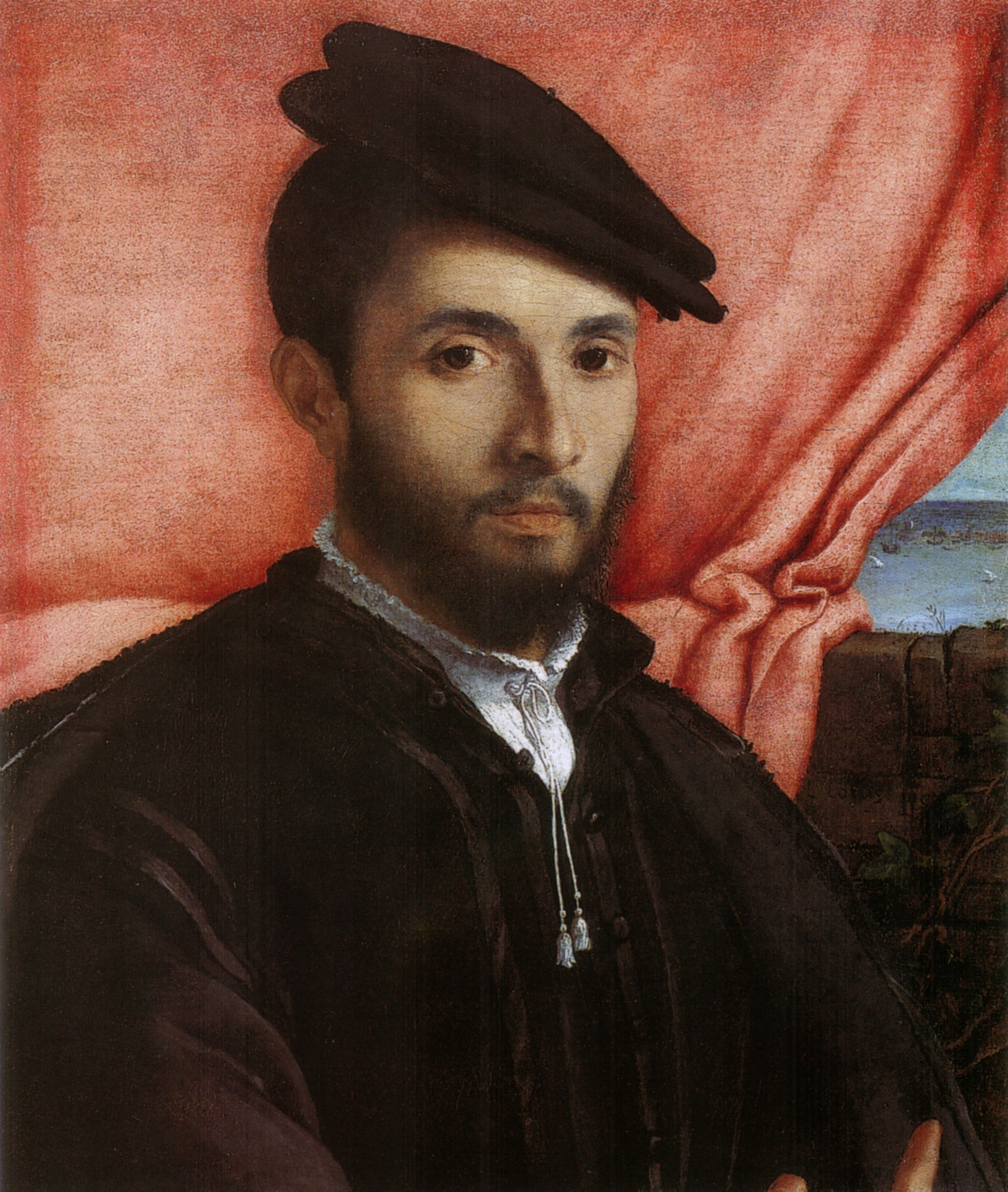
Lorenzo Lotto, Ritratto di giovane

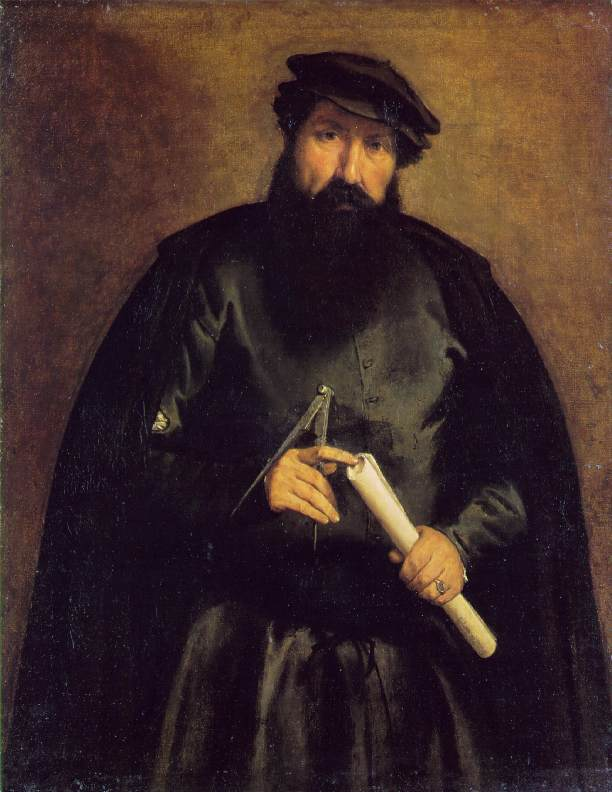
Lorenzo Lotto, Ritratto d'uomo con compasso e pergamena (Sebastiano Serlio?)

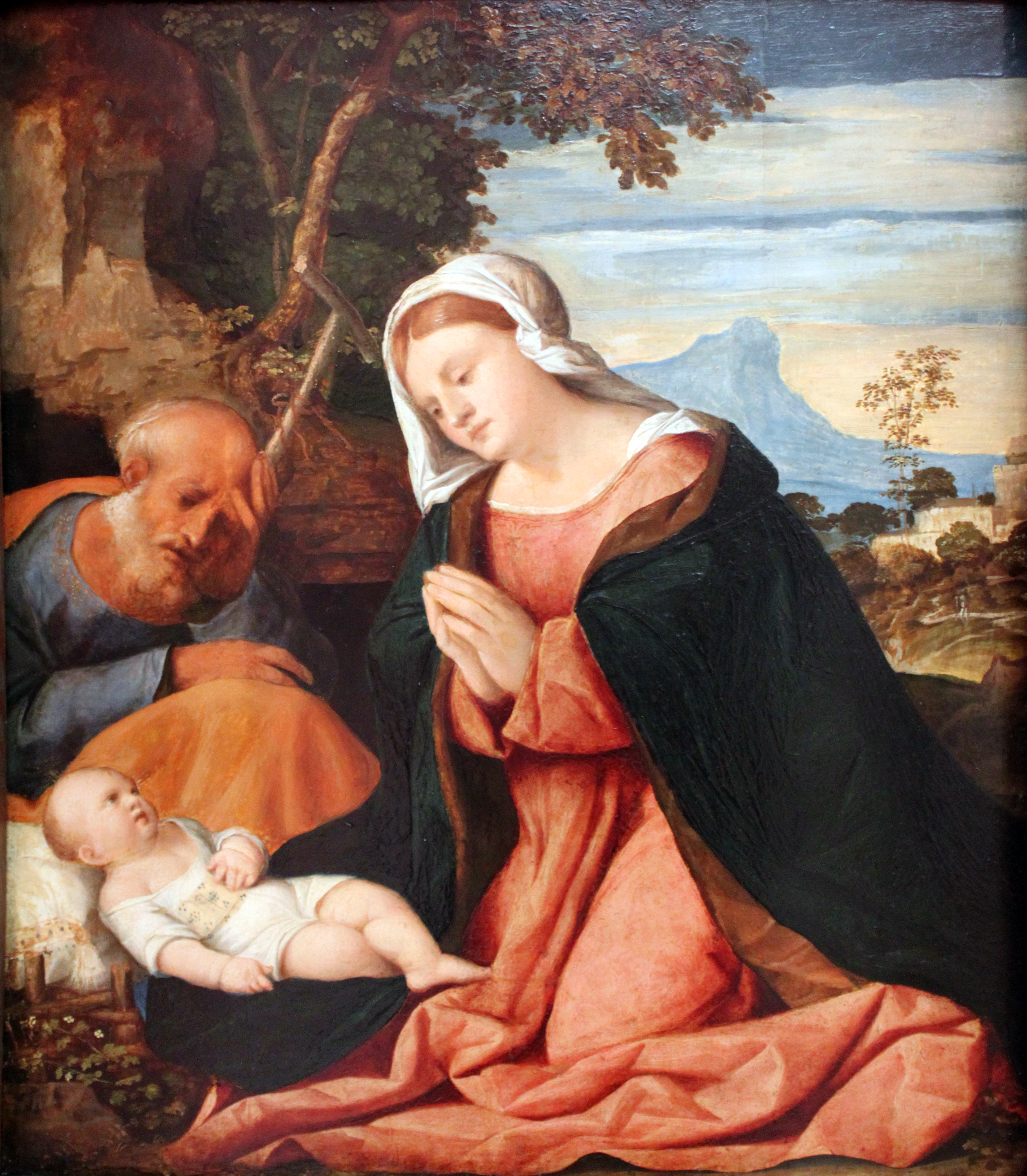
Jacopo Palma il Vecchio, Riposo durante la fuga in Egitto

Nicolas Poussin, Assunzione della Vergine

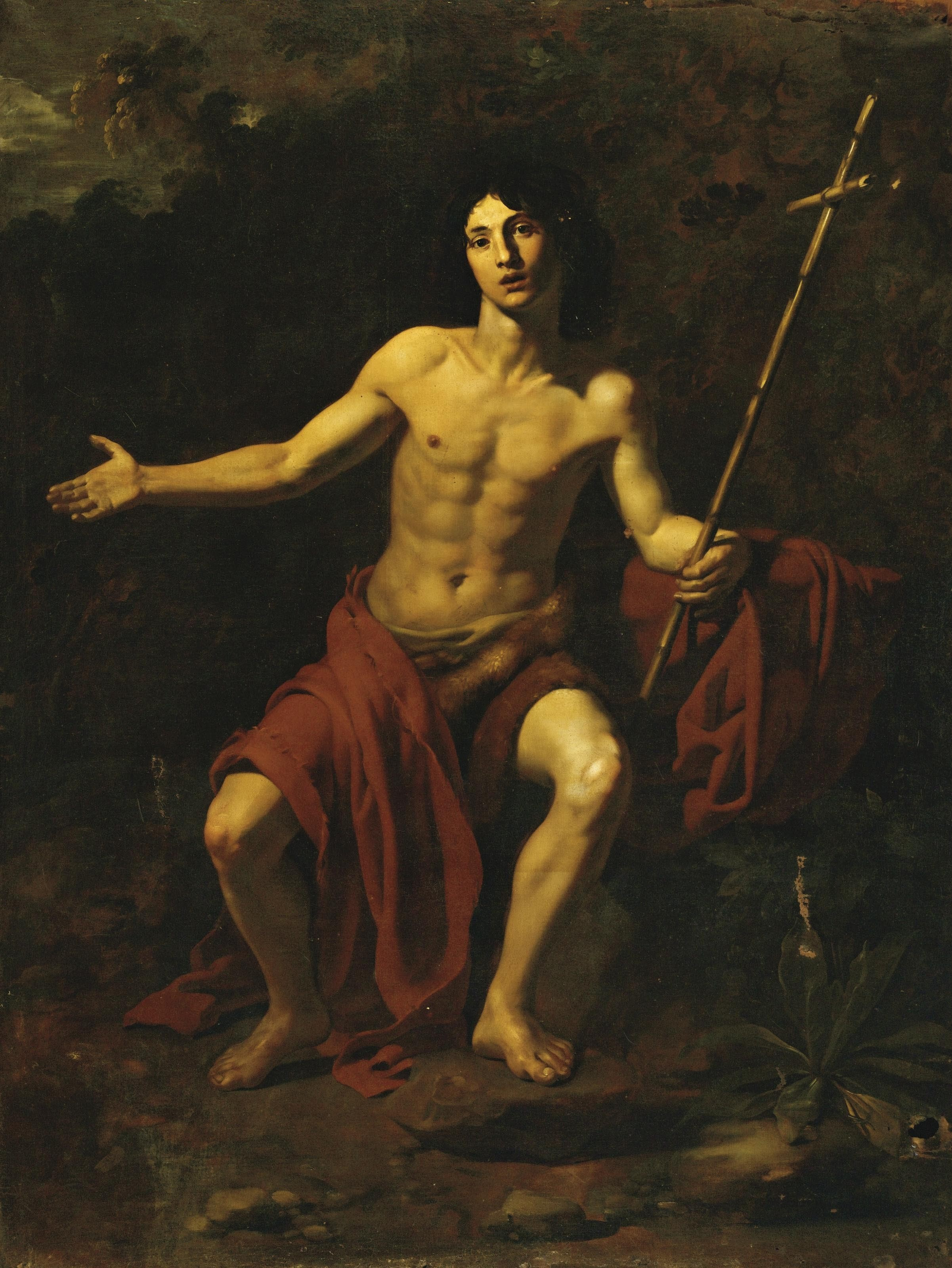
Nicolas Regnier, San Giovanni battista nel deserto

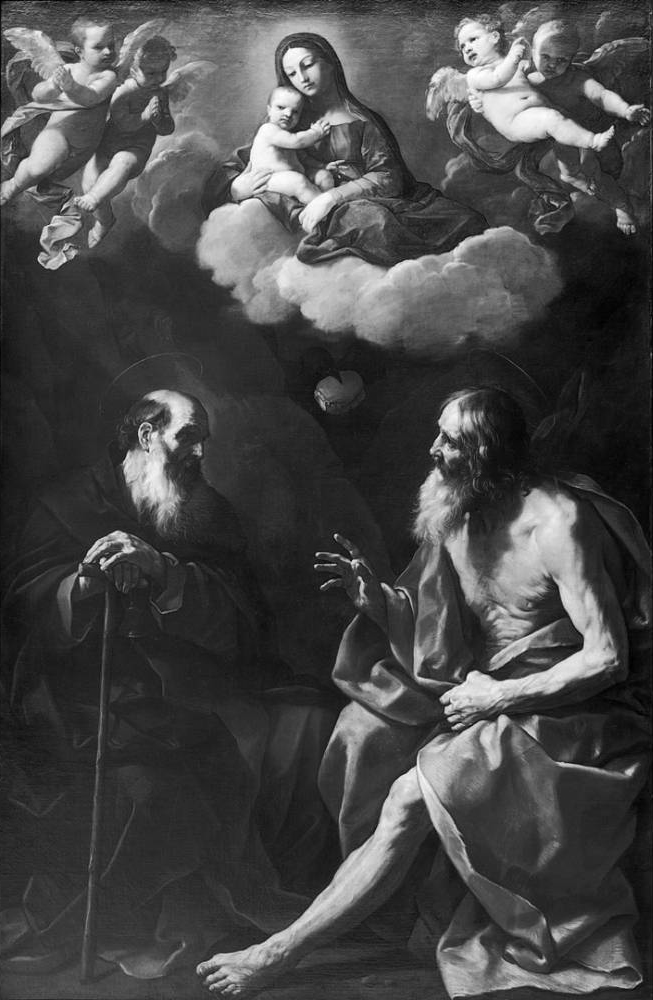
Guido Reni, Sant'Antonio e san Paolo

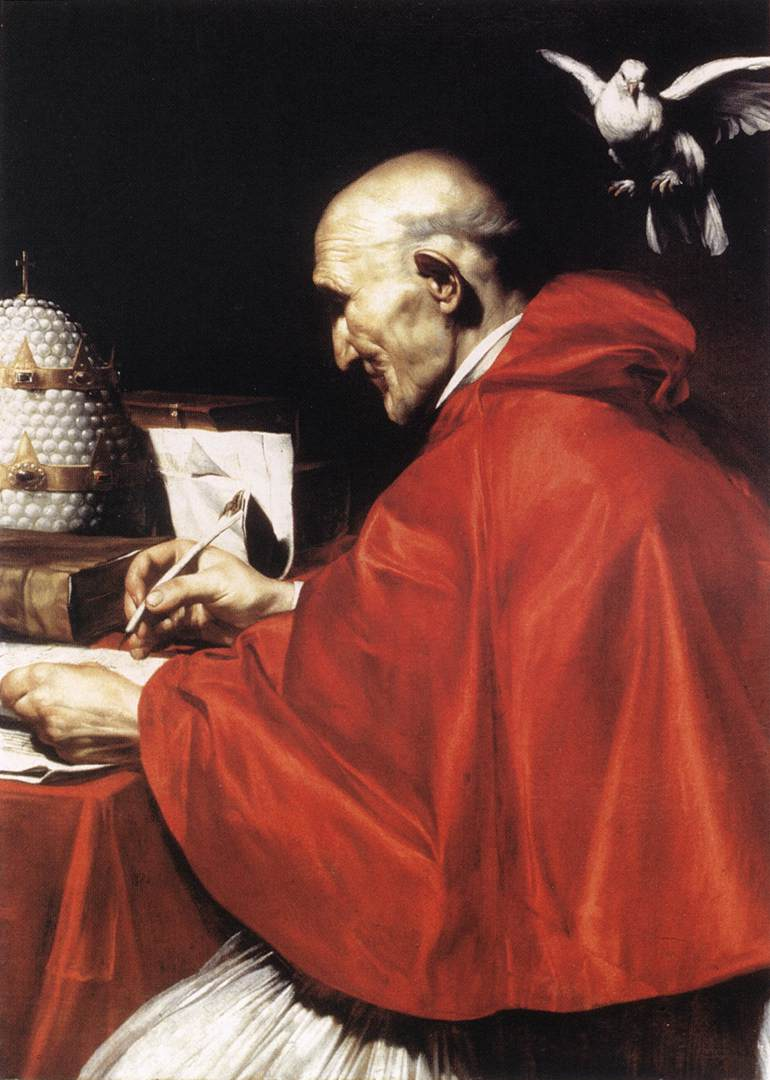
Jusepe de Ribera, San Gregorio Magno

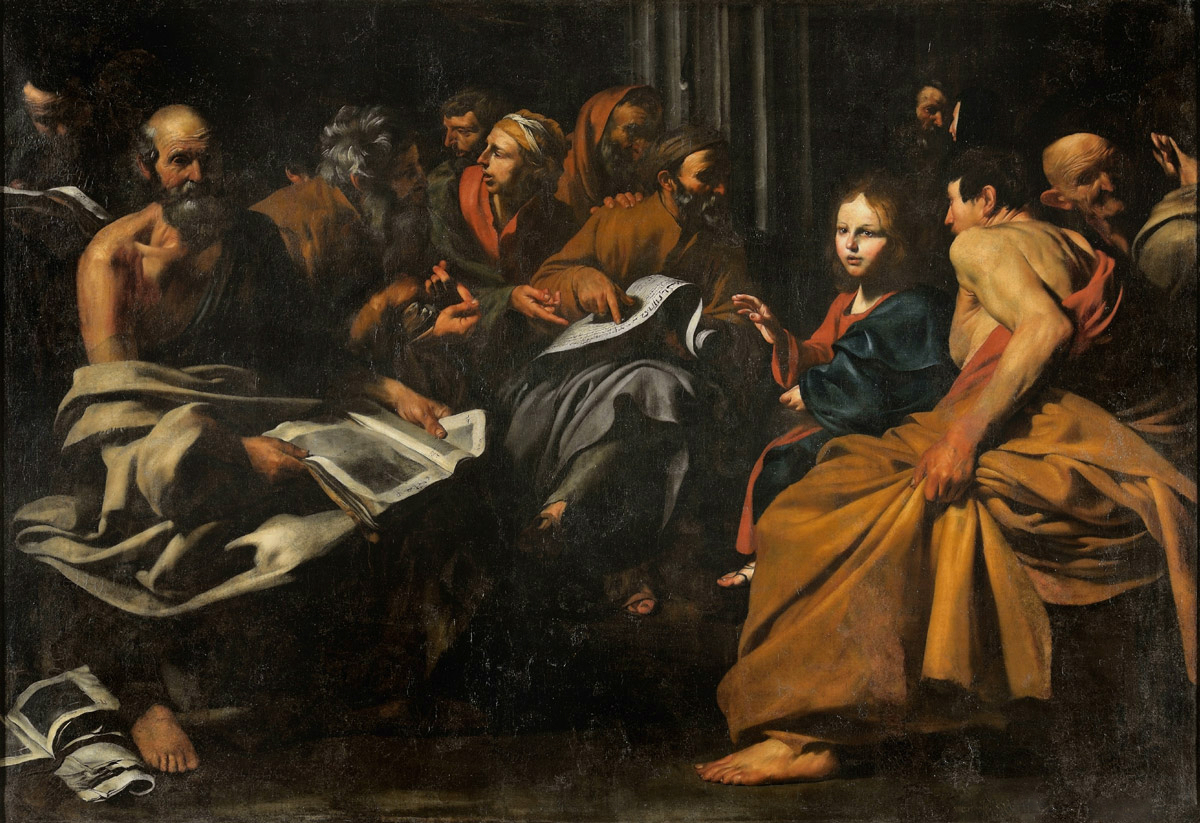
Jusepe de Ribera, Cristo fra i dottori

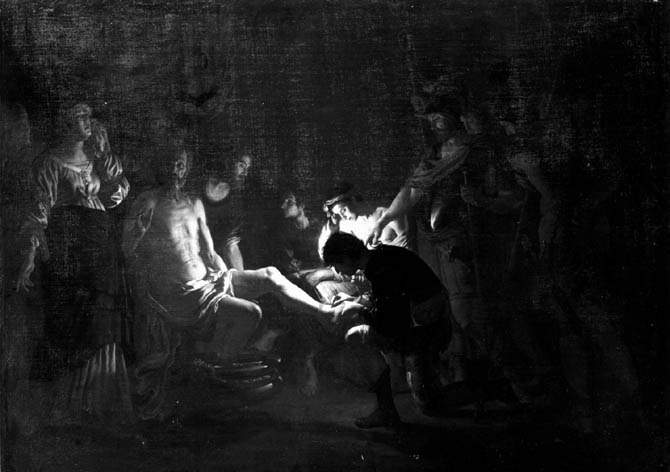
Joachim von Sandrart, Morte di Seneca

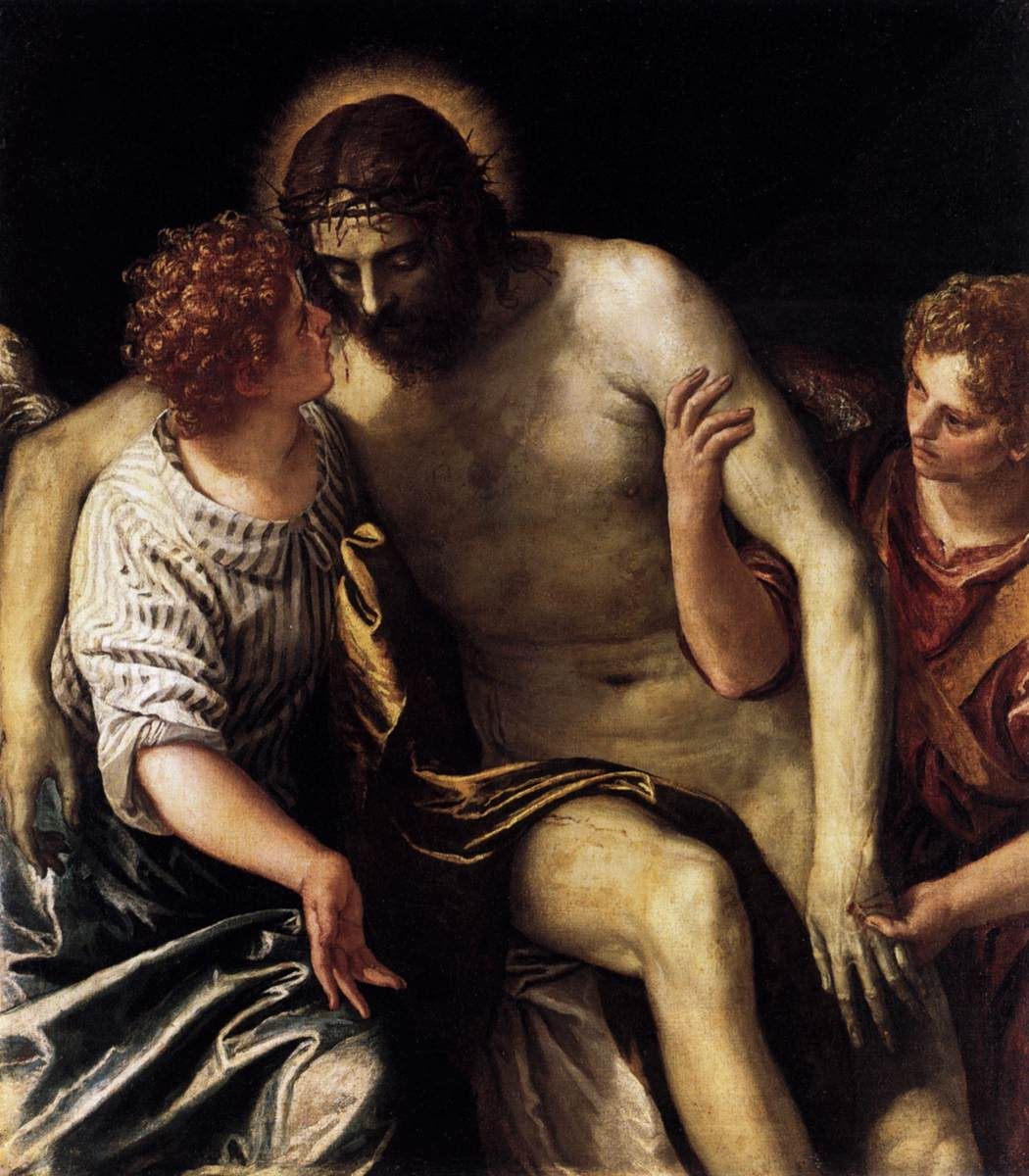
Paolo Veronese, Cristo morto con due angeli

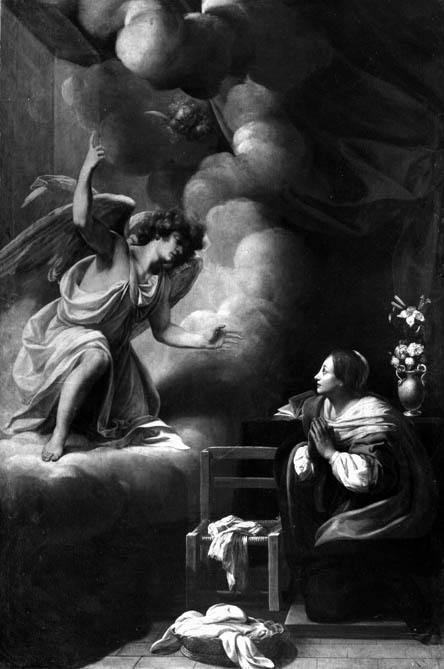
Simon Vouet, Annunciazione

#### A
- Francesco Albani, Apostolo (×12), 1609-1610, olio su tela, 136×98 cm, Saint Moritzkirche, Naumburg
- Francesco Albani, Cristo e la samaritana, olio su tela, 261×178 cm, Kunsthistorisches Museum, Vienna
- Francesco Albani, Gesù, 1609-1610, olio su tela, 136×95 cm, Moritzkirche, Naumburg
- Francesco Albani, Maria, 1609-1610, olio su tela, 136×95 cm, Moritzkirche, Naumburg
- Francesco Albani, San Giovanni Evangelista, 1609-1610, olio su tela, 136×95 cm, Moritzkirche, Naumburg
- Francesco Albani (?), Sant'Agnese, olio su tela, 77×60,5 cm, Neues Palais, Potsdam
- Alessandro Allori (attribuito), Maddalena dinanzi al sepolcro, castello di Bad Homburg vor der Höhe

#### B
- Giovanni Baglione, Amor sacro e amor profano (versione scoperta), 1602, olio su tela, 240×143 cm, Galleria nazionale d'arte antica di palazzo Barberini, Roma
- Giovanni Baglione, Amor sacro e amor profano (versione vestita), 1602, olio su tela, 183,4×121,4 cm, Gemäldegalerie, Berlino
- Giovanni Baglione, Madonna col Bambino e san Giuseppe, venduto tra il 1816 e il 1824 (ubicazione ignota)
- Dirck van Baburen, Lavanda dei piedi, 1614-1624, olio su tela, 199×297 cm, Gemäldegalerie, Berlino
- Backereel (ignoto quale sia il nome), Paesaggio con l'angelo e Tobia, XVII secolo, nel 1662 alla villa di San Giovanni in Laterano (non più rintracciato)
- Backereel (ignoto quale sia il nome), Paesaggio con cacciatore e lago, XVII secolo, nel 1662 alla villa di San Giovanni in Laterano (non più rintracciato)
- Jacopo o Francesco Bassano, Paesaggio con animali e umani, già a palazzo Giustiniani, Roma (disperso dal 1859)
- Jacopo o Francesco Bassano, Paesaggio con animali e umani, già a palazzo Giustiniani, Roma (disperso dal 1859)
- Jacopo o Francesco Bassano, Paesaggio con animali e umani, già a palazzo Giustiniani, Roma (disperso dal 1859)
- Giovanni Francesco Bezzi, Annunziata, olio su tavola, 107,3×79 cm, The Art Museum, Princeton
- Trophime Bigot, Sacra Famiglia, olio su tela, 123×172 cm, già Herzoglichen Gemäldegalerie, Gotha (disperso dal 1945)
- Pietro Paolo Bonzi, Giovane con un melone in mano, olio su tela, 74×61 cm, già Kaiser Friedrich Museum, Berlino (disperso)
- Orazio Borgianni, Ritratto della madre del pittore, olio su tela, 65×45 cm, dispersa
- Valentin de Boulogne, Sacra Famiglia con San Giovannino, 1626 ca., olio su tela, 140×186 cm, Galleria Spada, Roma
- Bramantino (copia da), Deposizione, olio su tela, 150×102,4 cm, Gemäldegalerie, Berlino
- Jan Brueghel il Vecchio, Adorazione dei magi, olio su rame, disperso già dal 1638
- Jan Brueghel il Vecchio, Incendio di Troia, olio su rame, disperso già dal 1638
- Jan Brueghel il Vecchio, Paradiso, olio su rame, disperso già dal 1638
- Jan Brueghel il Vecchio, Inferno, olio su rame, disperso già dal 1638

#### C
- Luca Cambiaso, La Carità, 1570 ca., olio su tela, 141×109,5 cm, Gemäldegalerie, Berlino
- Luca Cambiaso, Cristo dinanzi a Caifa, 1570, olio su tela, 188×138 cm, Accademia Linguistica di Belle Arti, Genova (in deposito da palazzo Bianco)
- Dionisio Calvaert (?), Battesimo di Cristo, olio su tela, 160×122 cm, Museo Lazaro Galdiano, Madrid
- Caravaggio, Suonatore di liuto, 1595-1596, olio su tela, 94×119 cm, Museo dell'Ermitage, San Pietroburgo
- Caravaggio, San Girolamo in meditazione, 1605 circa, olio su tela, 118×81 cm, Monastero di Santa Maria, Montserrat
- Caravaggio, Incoronazione di spine,1603, olio su tela, 127×165 cm, Kunsthistorisches Museum, Vienna
- Caravaggio, San Matteo e l'angelo (I versione), 1602, olio su tela, già Kaiser Friedrich Museum, Berlino (distrutto nel 1945)
- Caravaggio, Cristo nell'orto, 1604-1606 circa, olio su tela, 154×222 cm, già Kaiser Friedrich Museum, Berlino (distrutto nel 1945)
- Caravaggio, Ritratto di Fillide, 1597 circa, olio su tela, 66×53 cm, già Kaiser Friedrich Museum, Berlino (distrutto nel 1945)
- Caravaggio, Amor vincit omnia, 1602-1603, olio su tela, 156×113 cm, Gemäldegalerie, Berlino
- Caravaggio, Incredulità di san Tommaso, 1600-1601, olio su tela, 107×146 cm, Bildergalerie del castello Sanssouci, Potsdam
- Caravaggio (copia da), Incredulità di san Tommaso, non rintracciato (già nella collezione del cardinale Del Monte, fu acquistata nel 1628 per la collezione Peretti, confluendo nel 1655 in quella Savelli Peretti finché fu donata nel 1712 da Caterina Giustiniani, vedova di Giulio Savelli Peretti, al nipote Andrea Giustiniani)[67]
- Caravaggio, Ritratto del cardinale Benedetto Giustiniani, non rintracciato
- Caravaggio, Ritratto di cortigiana, non rintracciato
- Caravaggio, Sant'Agostino, non rintracciato
- Caravaggio, Maria Maddalena, non rintracciato
- Caravaggio ?, Ritratto di donna (Marsilia Sicca?), non rintracciato
- Caravaggio ?, Ritratto d'uomo (avvocato Prospero Farinacci?), non rintracciato
- Carillo, Madonna col Bambino, XV secolo, olio su tavola, 37×27 cm, Gemäldegalerie, Berlino
- Angelo Caroselli, Preghiera del figliol prodigo, olio su tela, 176×208 cm, palazzo Spada (proprietà del Consiglio di Stato), Roma
- Angelo Caroselli, Galatea e Pigmalione, olio su tela, 97×134 cm, già al Neues Palais, Potsdam (opera dispersa)
- Annibale Carracci, Paesaggio fluviale con castello e ponte, olio su tela, 73×143 cm, Gemäldegalerie, Berlino
- Annibale Carracci, Crocifissione con la Madonna, due Marie e san Giovanni, 1594, olio su tela, 33,8×23,4 cm, Gemäldegalerie, Berlino
- Annibale Carracci, Cristo con la canna, 1596 circa, olio su tela, 51x41 cm, già nella Gemäldegalerie, Berlino (non più rintracciato dal 1844)
- Annibale Carracci (copia da?), Madonna delle Ciliegie, olio su tela, 100×80 cm, Gemäldegalerie, Berlino
- Annibale Carracci (copia da), Venere che abbraccia Amore, olio su tela, 63×47 cm, Gemäldegalerie, Berlino
- Agostino Carracci, Madonna col Bambino e i santi Giovanni e Elisabetta, 85,4×62,8 cm, già al Neues Palais, Potsdam (requisito dalle truppe sovietiche nel 1946, da allora non più rintracciato)
- Agostino Carracci, Tributo della moneta, olio su tela, 109×140 cm, Bomann-Museum, Celle
- Ludovico Carracci, Cristo con gli strumenti della passione, 1606-1607, olio su rame, 18×14,5 cm, collezione privata, Roma
- Ludovico Carracci, Madonna col Bambino e agnello, olio su tela, 39×29 cm, Gemäldegalerie, Berlino
- Ludovico Carracci, Madonna col Bambino e santi, 1607, olio su rame, 29,1×23,1 cm, collezione privata, Woodbridge, New Jersey
- Bernardo Castello, Natività, 1602, olio su tela, 97,7×71,7 cm, Walters Art Gallery, Baltimora
- Cavalier d'Arpino, Testa di Cristo, olio su tela, 43,4×34,7 cm, Neues Palais, Potsdam
- Cecco del Caravaggio, Cacciata dei mercanti dal tempio, olio su tela, 129,5×174 cm, Gemäldegalerie, Berlino
- Gian Domenico Cerrini, Sacra Famiglia con santa Elisabetta e san Giovannino, olio su tela, 131×165 cm, Bildergalerie del castello Sanssouci, Potsdam
- Cigoli (o il Passignano ?), San Francesco in orazione, olio su tela, 155×120 cm, Galleria nazionale d'arte antica di palazzo Barberini, Roma
- Cigoli (o Orazio Samacchini ?), Battesimo di Cristo, olio su tela, 160×122 cm, Museo Lazaro Galdiano, Madrid
- Cigoli, Sogno di Giacobbe, olio su tela, 151×129 cm, collezione Burghley House, Stamford (già nella collezione Peretti, poi Savelli Peretti, fu donata nel 1712 da Caterina Giustiniani, vedova di Giulio Savelli Peretti, al nipote Andrea Giustiniani)
- François Clouet (scuola di), Ritratto di Enrico II, olio su tavola, 44×34,7 cm, Gemäldegalerie, Berlino
- Correggio (scuola di?), Cristo, olio su tavola, 31,4×26 cm, già Neues Palais, Potsdam (requisito dalle truppe sovietiche nel 1946, da allora non più rintracciato)
- Correggio (scuola di?), Madonna col Bambino, olio su tavola, 75,6×60 cm, già nel castello di Berlino (disperso dal 1829)
- Timan Arentsz Cracht, San Vincenzo incoronato da un angelo, tempera su tela, 221×118 cm, chiesa di San Vincenzo Martire, Bassano Romano
- Juan Pantoja de la Cruz, Ritratto di Filippo III in abiti del gran maestro del Toson d'Oro, Musée Goya d'Art Hispamnique, Castres (in prestito dal Louvre di Parigi)

#### D
- David de Haen, Deposizione, olio su tela, 280×211 cm, già Kaiser Friedrich, Berlino (opera perduta)
- Domenichino, San Giovanni Evangelista, 1624-1629, olio su tela, 259×199 cm, National Gallery, Londra (in prestito dalla collezione John Christie Trust, Glyndebourne)
- Giovanni Andrea Donducci ?, Didone e Anna, olio su tela incollata su tavola, 31×23 cm, Neues Palais, Potsdam
- Giovanni Andrea Donducci, Maddalena nel deserto, olio su tavola, 62×40 cm, collezione privata, Bologna
- Giovanni Andrea Donducci, Riposo durante la fuga in Egitto, olio su tavola, 62×40 cm, collezione privata, Bologna
- Giovanni Andrea Donducci, Sansone e Dalila, olio su tavola, 203×170 cm, collezione privata, Bologna
- Giovanni Andrea Donducci, Offerta di Abigail e David, olio su tela, 203×170 cm, collezione privata, Bologna
- Dosso Dossi, Madonna col Bambino e i santi Giuseppe e Francesco, 1520 ca., olio su tavola, 63×48 cm, Gemäldegalerie, Berlino
- Dosso Dossi (copia da?), San Girolamo scrivente, olio su tavola, 62,5×52,5 cm, Neues Palais, Potsdam
- Dosso Dossi (o Battista) (?), Ritratto del Petrarca, olio su tavola, 30×26 cm, già nel castello di Berlino (disperso dal 1926)
- Battista Dossi, Venere e amorini, olio su tavola, 65×47 cm, Gemäldegalerie, Berlino

#### E
- Evert van Aelst (?), Natura morta con pernici, anatra e zigolo giallo, olio su tela, 61,5×51,8 cm, Gemäldegalerie, Berlino

#### F
- Gaudenzio Ferrari da Varallo (copia da?), Autoritratto, olio su tela, 67×52 cm, Neues Palais, Potsdam
- Giusto Fiammingo, Morte di Socrate, olio su tela, 174×243 cm, già Kaiser Friedrich, Berlino (opera perduta)
- Giusto Fiammingo, Presa di Cristo con la fuga del giovane nudo, olio su tela, 200×280 cm, collezione privata, Roma
- Domenico Fiasella, Cristo resuscita il figlio della vedova di Naim, olio su tela, 269,2×175,2 cm, Ringling Museum, Sarasota
- Domenico Fiasella, Cristo risana il cieco nato, olio su tela, 278,4×182,5 cm, Ringling Museum, Sarasota
- Francesco Francia (scuola di), Allegoria della Castità, Museo Lazaro Galdiano, Madrid
- Francesco Francia (scuola di), Allegoria della Castità, olio su tavola, 79×58 cm, Kaiser Friedrich, Berlino
- Francesco Francia (bottega di), Madonna col Bambino e san Giovannino, olio su tavola, 73,2×56,2 cm, Gemäldegalerie, Berlino
- Francesco Francia, Madonna col Bambino e san Giovannino, Gemäldegalerie, Berlino
- Francesco Francia (?), Madonna col Bambino, olio su tavola, 47×36,6 cm, già allo Schloss, Berlino (disperso dal 1854)
- Francesco Francia, Madonna col Bambino e i santi Girolamo e Francesco, olio su tavola, 76×59 cm, già nel castello di Königsberg (disperso dal 1945)

#### G
- Benvenuto Tisi da Garofalo (bottega di?), Annunziata, olio su tavola, 32,5×26,5 cm, Gemäldegalerie, Berlino
- Benvenuto Tisi da Garofalo, Imperatore Augusto e la Sibilla Tiburtina, 1537, olio su tavola, 65,5×41,7 cm, Wallraf-Richartz Museum, Colonia
- Artemisia Gentileschi, David con la testa di Golia, non rintracciato
- Ghirlandaio, Giuditta e Abra con la testa di Oloferne, 1489, olio su tavola, 44,5×31,3 cm, Gemäldegalerie, Berlino
- Antiveduto Grammatica (?), David con la testa di Golia, nel 1662 alla villa di San Giovanni in Laterano (non più rintracciato)
- Guercino, Madonna, Museo nazionale, Magdeburgo
- Guercino, Madonna col Bambino, olio su tela, 77×60 cm, già Kaiser Friedrich, Berlino (opera perduta)

#### H
- Gerrit van Honthorst, Cristo davanti a Caifa, olio su tela, 272×183 cm, National Gallery, Londra
- Gerrit van Honthorst, Liberazione di san Pietro, olio su tela, 131×181 cm, Gemäldegalerie, Berlino

#### I
- Ignoto, Madonna, mosaico, 77×67 cm, Museo Puskin, Mosca (frammento dall'antica basilica di San Pietro, Roma)
- Ignoto, San Giuseppe, mosaico, 77×67 cm, Museo Puskin, Mosca (frammento dall'antica basilica di San Pietro, Roma)
- Ignoto, Carlo III duca di Lorena, XVII secolo, olio su lavagna, 43,3×32,5 cm, Neues Palais, Potsdam
- Ignoto, Cristo Bambino, mosaico, 77×67 cm, Museo Puskin, Mosca (frammento dall'antica basilica di San Pietro, Roma)
- Ignoto, Ecce Homo, olio su tavola, 75,5×61,5 cm, Neues Palais, Potsdam
- Ignoto, Ratto di Ganimede, XVI secolo, olio su tela incollata su tavola, 89×75 cm, Neues Palais, Potsdam
- Ignoto, Ritratto d'uomo con guanto, 1550, olio su tela, 71×63 cm, Neues Palais, Potsdam
- Ignoto, Ritratto della duchessa Maria Giustiniani sposa di Sforza Sforza Cesarini, XVIII secolo, olio su tela, 99×74 cm, Museo di Roma a palazzo Braschi, Roma
- Ignoto, Ritratto del principe Benedetto Giustiniani, XVIII secolo, olio su tela, 75×61 cm, Museo di Roma a palazzo Braschi, Roma
- Ignoto, Ritratto di Carlo Giustiniani con armatura, elmo e bandana dell'Ordine Gerosolimitano, XVIII secolo, olio su tela, 99×73 cm, Museo di Roma a palazzo Braschi, Roma
- Ignoto, Ritratto di monsignor Andrea Giustiniani, XVIII secolo, olio su tela, 100×73 cm, Museo di Roma a palazzo Braschi, Roma
- Ignoto, Ritratto del principe Vincenzo Giustiniani, XVIII secolo, olio su tela, 101×76 cm, Museo di Roma a palazzo Braschi, Roma
- Ignoto, Ritratto del principe Vincenzo Giustiniani, XVIII secolo, olio su tela, 99×73,5 cm, Museo di Roma a palazzo Braschi, Roma
- Ignoto, Ritratto del principe Vincenzo Giustiniani, XVIII secolo, olio su tela, 100×74 cm, Museo di Roma a palazzo Braschi, Roma
- Ignoto, Ritratto di Carlo Giustiniani con armatura e medaglia dell'Ordine Gerosolimitano, XVIII secolo, olio su tela, 98,5×74 cm, Museo di Roma a palazzo Braschi, Roma
- Ignoto, Ritratto di una dama Giustiniani con ventaglio, XVIII secolo, olio su tela, 100×73 cm, Museo di Roma a palazzo Braschi, Roma
- Ignoto, Ritratto del principe Vincenzo Giustiniani, XVIII secolo, olio su tela, 98×73 cm, Museo di Roma a palazzo Braschi, Roma
- Ignoto, Testa di bambino, XVI secolo, olio su tela incollata su tavola, 21,5 cm diametro, Bildergalerie del castello Sanssouci, Potsdam
- Ignoto, Vecchia con panno bianco in testa, XVII secolo, olio su tela, 64×48,5 cm, Gemäldegalerie, Berlino
- Ignoto, Venere e amorino, XVI secolo, olio su tela, 93×73 cm, Bomann-Museum, Celle
- Innocenzo da Imola, Madonna col Bambino e san Giuseppe, già Neues Palais, Potsdam (requisito dalle truppe sovietiche nel 1946, da allora non più rintracciato)
- Innocenzo da Imola, Madonna col Bambino e i santi Caterina, Giuseppe e Giovannino, olio su tavola, 76×63 cm, Museo dell'Ermitage, San Pietroburgo

#### L
- Giovanni Lanfranco, Ritorno del figliol prodigo, 1620, olio su tela, 112×147 cm, Museo del Prado, Madrid
- Giovanni Lanfranco, Sant'Andrea, 1638-1639, olio su tela, 193,6×141 cm, Gemäldegalerie, Berlino
- Giovanni Lanfranco, San Carlo Borromeo in preghiera davanti al crocifisso, olio su tela, 180,4×117,6 cm, Gemäldegalerie, Berlino
- Bernardino Licinio, Ritratto d'uomo, olio su tela, 74,5×67 cm, Gemäldegalerie, Berlino
- Claude Lorrain, Paesaggio con Cefalo, Procri e Diana, olio su tela, 142×178,7 cm, Gemäldegalerie, Berlino
- Lorenzo Lotto, Ritratto di giovane, 1526, olio su tela, 47×38 cm, Gemäldegalerie, Berlino
- Lorenzo Lotto, Ritratto d'uomo con compasso e pergamena (Sebastiano Serlio?), olio su tela, 105×82 cm, Gemäldegalerie, Berlino
- Lorenzo Lotto, Ritratto d'uomo con un uffiziolo in mano, olio su tela, 50,7×43,8 cm, Gemäldegalerie, Berlino
- Lorenzo Lotto, San Vincenzo, (smarrito l'anno 1648)

#### M
- Bartolomeo Manfredi, Apparizione di Cristo risorto alla Madonna, olio su tela, 257×178 cm, Museo civico Ala Ponzone, Cremona
- Girolamo Marchesi, Sposalizio della Vergine, 1522-1523, olio su tavola, 78×60 cm, Gemäldegalerie, Berlino
- Girolamo Marchesi, Madonna col Bambino e san Giuseppe, olio su tavola, 57,5×51,5 cm, Gemäldegalerie, Berlino
- Ludovico Mazzolino, Disputa di Cristo nel tempio, olio su tavola, 44×30 cm, Gemäldegalerie, Berlino
- Michelangelo (?), Cattura di Cristo, già villa Giustiniani, Bassano Romano (disperso dal 1812)
- Nicolò Musso, Cristo porta la croce al Calvario, olio su tela, 265×177 cm, Galleria Sabauda, Torino
- Nicolò Musso, Natività, olio su tela, 225×166 cm, collezione Banco di Roma, Roma

#### O
- Luca d'Olanda (?) (copia da Albrecht Durer), Cristo dinanzi a Pilato, olio su tavola, 79,1×55 cm, Neues Palais, Potsdam

#### P
- Jacopo Palma il Vecchio, Riposo durante la fuga in Egitto, olio su tavola, 61×51 cm, Gemäldegalaerie, Berlino
- Jacopo Palma il Vecchio, Madonna col Bambino e i santi Pietro, Girolamo e il committente, olio su tavola trasportato su tela, 89×137 cm, Musée Condé, Chantilly
- Jacopo Palma il Vecchio, Natività, olio su tavola, Gemäldegalaerie, Berlino
- Marco Palmezzano, Cristo portacroce, 1503, olio su tavola, 60,5×49,5 cm, Gemäldegalaerie, Berlino
- Parmigianino (?), Madonna col Bambino, olio su tavola, 116×89 cm, già nella Bildergalerie del castello Sanssouci, Potsdam (non più rintracciato)
- Parmigianino (copia da), Dettaglio dalla Madonna dal collo lungo, olio su tavola, olio su tela, 64,5×52 cm, Neues Palais, Potsdam
- Francois Perrier, Morte di Cicerone, olio su tela, 176×243 cm, castello di Bad Homburg vor der Höhe
- Perugino, Madonna col Bambino, non rintracciato
- Perugino, Madonna col Bambino, olio su tavola, 43×35 cm, già Neues Palais, Potsdam (dal 1945 non più rintracciato)
- Baldassarre Peruzzi (?), Adorazione dei magi, olio su tavola, 66×49 cm, già Neues Palais, Potsdam (requisito dalle truppe sovietiche nel 1946, da allora non più rintracciato)
- Il Pordenone, Presa di Cristo, olio su tavola, 73×148 cm, Schloss Friedenstein, Gotha
- Nicolas Poussin, Assunzione della Vergine, olio su tela, 134,5×98 cm, National Gallery of Art, Washington
- Nicolas Poussin, Paesaggio con Giunone e Argo, olio su tela, 122,5×198,5 cm, Gemäldegalaerie, Berlino
- Nicolas Poussin, Strage degli innocenti, olio su tela, 148,5×174,5 cm, Musée Condé, Chantilly
- Scipione Pulzone, Ritratto di Pio V, olio su tavola, 62,8×47 cm, opera dispersa (una copia di formato leggermente più piccolo è al Museo Puskin di Mosca)
- Scipione Pulzone, Madonna col Bambino e san Giovannino, già nella Bildergalerie del castello Sanssouci, Potsdam (disperso dal 1926)

#### R
- Raffaellino da Reggio (seguace di?), Maddalena al sepolcro di Cristo, olio su tela, 163×134 cm, castello di Bad Homburg vor der Höhe
- Raffaello (copia da), Ritratto di Giulio II, olio su tela, 95,5×82,5 cm, Gemäldegalaerie, Berlino
- Nicolas Regnier, Ritratto di Vincenzo Giustiniani, 1630 ca., olio su tela, 131,5×95,3 cm, collezione privata, Londra
- Nicolas Regnier, Autoritratto con cappello ornato di pennacchiera, olio su tela, 64,7×48,9 cm, Pomona College Museum of Art, Claremont
- Nicolas Regnier, Omero cieco che suona il violino, olio su tela, 119×95 cm, mercato d'antiquario, Parigi
- Nicolas Regnier, Bacco, olio su tela, 128×103 cm, già nella Bildergalerie del castello Sanssouci, Potsdam (disperso)
- Nicolas Regnier, Cena in Emmaus, olio su tela, 282×222 cm, Bildergalerie del castello Sanssouci, Potsdam
- Nicolas Regnier, San Giovanni Battista nel deserto, olio su tela, 254×192 cm, Fondazione Cassa di Risparmio di palazzo Barberini Colonna di Sciarra, Roma
- Guido Reni (?) (copia da Innocenzo da Imola ?), San Giovanni Evangelista con l'aquila, in origine 239×179 cm (poi mutilato nella parte inferiore), Gemäldegalerie, Berlino
- Guido Reni, Sant'Antonio e san Paolo, olio su tela, 290×187 cm, già al Kaiser Friedrich, Berlino (opera perduta)
- Jusepe de Ribera, Cristo fra i dottori, 1613 ca. 188×267 cm, chiesa di Saint Martin, Langres
- Jusepe de Ribera, Geografo sorridente (Democrito?), 1615-1616, olio su tela, 120×90 cm, collezione privata, Lugano
- Jusepe de Ribera, Origene, olio su tela, 123,5×95,5 cm, Galleria nazionale delle Marche, Urbino
- Jusepe de Ribera, Maddalena penitente, non rintracciata
- Jusepe de Ribera, Ritratto d'uomo (Sigismondo Laire?), 1613-1615, olio su tela, 76×63,5 cm, Gemäldegalerie, Berlino
- Jusepe de Ribera, San Francesco, olio su tela, 137×96,5 cm, Bildergalerie del castello Sanssouci, Potsdam
- Jusepe de Ribera, San Giacomo, olio su tela, 125×97 cm, già Herzoglichen Gemäldegalerie, Gotha (perduto)
- Jusepe de Ribera, San Gregorio Magno, 1614 circa, olio su tela, 102×73 cm, Galleria nazionale d'arte antica di palazzo Barberini, Roma
- Jusepe de Ribera, San Pietro, già Herzoglichen Gemäldegalerie, Gotha (perduto)
- Giovan Francesco Romanelli (?), Madonna col Bambino e san Giuseppe al tempio di Salomone, già alla villa Giustiniani, Bassano Romano (non più rintracciato)
- Giovanni Battista Ruggieri, Natività, olio su tela, 134×89 cm, collezione Odescalchi, Roma
- Giovanni Battista Ruggieri, Mosè davanti al Faraone, olio su tela, 126×174 cm, Neues Palais, Potsdam

#### S
- Francesco Salviati, Testa della Vergine, olio su tela, 31,5×26,5 cm, Neues Palais, Potsdam
- Joachim von Sandrart, Morte di Seneca, già al Kaiser Friedrich, Berlino (distrutto nel 1945)
- Andrea del Sarto, Madonna col Bambino e san Giovannino, olio su tavola, 109,5×86,5 cm, Museo di Belle Arti, Perm
- Andrea del Sarto (?), Madonna col Bambino e san Giovannino, olio su tavola, 84,3×68, cm, già nel castello di Berlino (dal 1945 non più rintracciato)
- Il Sassoferrato, Vergine in preghiera, olio su tela, 86×56 cm, Schloss Friedenstein, Gotha
- Bartolomeo Schedoni, San Giovanni Battista, olio su tavola, 31,4×23,4 cm, già nel castello di Berlino (dal 1945 non più rintracciato)
- Cornelis Schut, Strage degli innocenti, olio su tela, 310×217 cm, chiesa della Santissima Trinità, Caen
- Cornelis Schut, Adorazione dei magi, olio su tela, 318×217 cm, chiesa della Santissima Trinità, Caen
- Giampietro Silvio, Cristo e l'adultera, olio su tela, 102×144 cm, Gemäldegalerie, Berlino
- Il Sodoma (?), Ecce Homo, (disperso dal 1945)
- Lo Spadarino, Resurrezione di Cristo, già al palazzo Giustiniani, Roma (dal 1859 non più rintracciato)
- Carel Philips Spierinck, Agar consolata dall'angelo, olio su tela, 145,5×170 cm, Neues Palais, Potsdam
- Herman van Swanevelt, Paesaggio con fiume del mito di Latona, olio su tela, 130,3×199,5 cm, Gemäldegalerie, Berlino
- Herman van Swanevelt, Paesaggio con storie di Diana Castore e Polluce che converte i contadini in ranocchie, olio su tela, 130,3×199,5 cm, Gemäldegalerie, Berlino

#### T
- Antonio Tempesta, Visione di sant'Eustachio, olio su tela, 205×270, già in villa Giustiniani, Bassano Romano (disperso)
- Pietro Testa, Mosè fa scaturire l'acqua dalla roccia, olio su tela, 132×169 cm, Bildergalerie del castello Sanssouci, Potsdam
- Pietro Testa, Labano cerca gli idoli, olio su tela, 135,5×178 cm, Bildergalerie del castello Sanssouci, Potsdam
- Pellegrino Tibaldi, Madonna col Bambino, san Giuseppe, santa Elisabetta e san Giovannino, olio su tavola, 84×69,8 cm, già Neues Palais, Potsdam (requisito dalle truppe sovietiche nel 1946, da allora non più rintracciato)
- Tintoretto, Ritratto di procuratore veneziano, olio su tela, 105×83 cm, Gemäldegalerie, Berlino
- Tiziano, Natività, Gemäldegalerie, Berlino
- Tiziano (copia da, già assegnato a Giorgione), Sibilla, olio su tela, 94×83 cm, Neues Palais, Potsdam
- Tiziano (scuola di?), Ecce Homo, olio su tavola, 75,5×61,5 cm, Neues Palais, Potsdam
- Tiziano (maniera di?), Maddalena, olio su tela, 105×86 cm, Bomann-Museum, Celle
- Tiziano (scuola di), Ritratto di Andrea Navagero, 1526, olio su tela, 70×51,5 cm, Gemäldegalerie, Berlino
- Tiziano (scuola di?), Ritratto d'uomo (Andrea Palladio?), olio su tela, 44×30 cm, già Kaiser Friedrich, Berlino (opera perduta)
- Tiziano (copia da), Venere allo specchio, olio su tela, 120×105 cm, Gemäldegalerie, Berlino
- Alessandro Turchi, San Giuseppe e la moglie di Putifarre, disperso dal 1642

#### V
- Perin del Vaga (?), San Giovanni nel deserto, segnalato tra gli acquisti Odescalchi assieme a villa Giustiniani di Bassano Romano (disperso dal 1854)
- Francesco Vecellio, Madonna in gloria col Bambino e san Giovannino, olio su tela, 81,3×94 cm, collezione Lansdowne, Calne Wiltshire
- Marcello Venusti, Pietà, olio su tavola, 48×60 cm, Schloss Friedenstein, Gotha
- Claude-Joseph Vernet, Tempio della Sibilla a Tivoli, olio su tela, 73×98 cm, già Kaiser Friedrich, Berlino (opera perduta)
- Giuseppe Vermiglio, Moltiplicazione dei pani e dei pesci, olio su tela, 262×180 cm, già Kaiser Friedrich, Berlino (opera perduta)
- Paolo Veronese, Adamo ed Eva, (probabilmente) collezione privata, Dresda
- Paolo Veronese, Cristo morto con due angeli, 1587-1589, olio su tela, 110×94 cm, Gemäldegalerie, Berlino
- Claude Vignon, Nozze di Canna, olio su tela, 214×291 cm, già Neues Palais, Potsdam (disperso)
- Claude Vignon (?), Santa Caterina martire, olio su tela, 125×90 cm, già in villa Giustiniani, Bassano Romano (disperso)
- Giovanni Battista Viola, Paesaggio con comitiva a caccia, olio su tela, 96,6×135,3 cm, National Gallery, Londra
- Giovanni Battista Viola, Paesaggio fluviale con barche, olio su tela, 95,3×132,1 cm, National Gallery, Londra
- Giovanni Battista Viola, Paesaggio con San Giovanni Battista che impartisce il battesimo sul fiume Giordano, olio su tela, 112×156 cm, Fitzwilliam Museum, Cambridge
- Giovanni Battista Viola, Paesaggio con San Giovanni Battista che predica alla folla, olio su tela, 113×155,6 cm, collezione privata, New York
- Giovanni Battista Viola, Paesaggio con la fuga in Egitto, olio su tela, 117×148,5 cm, collezione privata, Isola di Bute
- Simon Vouet, Annunciazione, olio su tela, 290×193 cm, già Kaiser Friedrich, Berlino (opera perduta)

#### Z
- Federico Zuccari (?), Ritratto di uno dei figli di Federico Zuccari, olio su tela incollata su tavola, 32×28 cm, Neues Palais, Potsdam
- Taddeo Zuccari, Ritratto di donna di casa Colonna (Lucrezia Vannozzi?), olio su tela, 120,2×102 cm, Museo dell'Ermitage, San Pietroburgo

## Albero genealogico degli eredi della collezione
Segue un sommario albero genealogico degli eredi della collezione Giustiniani, dove sono contrassegnati da un asterisco (*) gli esponenti che sono entrati in possesso o che hanno contribuito alla formazione della collezione. Per semplicità, il cognome Giustiniani viene abbreviato a "G.", mentre i rami della dinastia (Del Negro) e (de Banca), quelli che più si ripetono nelle dinamiche ereditarie, vengono ridotti a "d.N." e "d.B.".
|                                                      |                                                      | | |                       | | | | | | |                                                     | | |              |              |                                                       |                        |                |                |                                                                                              |                                                                                              | | |                                        |                                        |
|                                                      |                                                      | | |                       | | | | | | |                                                     | | |              |              | Francesco G. de Banca (sposato con Caterina G. Longo) |                        |                |                |                                                                                              |                                                                                              | | |                                        |                                        |
|                                                      |                                                      | | |                       | | | | | | |                                                     | | |              |              |                                                       |                        |                |                |                                                                                              |                                                                                              | | |                                        |                                        |
|                                                      |                                                      | | |                       | | | | | | |                                                     | | |              |              |                                                       |                        |                |                |                                                                                              |                                                                                              | | |                                        |                                        |
|                                                      |                                                      | | |                       | | | | | | Chiara G.d.B. (sposata con Cassano G. Ughetti) | Chiara G.d.B. (sposata con Cassano G. Ughetti)      | Vincenzo G.d.B. (1519-1582) (era attivo a Roma già prima dell'approdo in città del cognato Giuseppe) | Vincenzo G.d.B. (1519-1582) (era attivo a Roma già prima dell'approdo in città del cognato Giuseppe) | Maria G.d.B. | Maria G.d.B. | Pietro Giuseppe G.d.B.                                | Pietro Giuseppe G.d.B. | Giorgio G.d.B. | Giorgio G.d.B. | Giorgetta G.d.B.                                                                             | Giorgetta G.d.B.                                                                             | Gerolama G.d.B. (1534-1581) (sposata con Giuseppe G. del Negro [1525-1600], l'iniziatore della collezione) | Gerolama G.d.B. (1534-1581) (sposata con Giuseppe G. del Negro [1525-1600], l'iniziatore della collezione) |                                        |                                        |
|                                                      |                                                      | | |                       | | | | | | |                                                     | | |              |              |                                                       |                        |                |                |                                                                                              |                                                                                              | | |                                        |                                        |
|                                                      |                                                      | | |                       | | | | | | |                                                     | | |              |              |                                                       |                        |                |                |                                                                                              |                                                                                              | | |                                        |                                        |
|                                                      |                                                      | | |                       | | | | | | Luchina G.d.B. (sposata con Andrea G.d.B.) | Luchina G.d.B. (sposata con Andrea G.d.B.)          | | |              |              |                                                       |                        |                |                | Benedetto G.d.N. (1554-1621) (fu assieme al fratello il principale fautore della collezione) | Benedetto G.d.N. (1554-1621) (fu assieme al fratello il principale fautore della collezione) | Vincenzo G.d.N. (1564-1637) (fu assieme al fratello il principale fautore della collezione)                | Vincenzo G.d.N. (1564-1637) (fu assieme al fratello il principale fautore della collezione)                | ...e altre 3 sorelle                   | ...e altre 3 sorelle                   |
|                                                      |                                                      | | |                       | | | | | | |                                                     | | |              |              |                                                       |                        |                |                |                                                                                              |                                                                                              | | |                                        |                                        |
|                                                      |                                                      | | |                       | | | | | | |                                                     | | |              |              |                                                       |                        |                |                |                                                                                              |                                                                                              | | |                                        |                                        |
|                                                      |                                                      | | |                       | | | | | | Cassano G.d.B. (sposato con Caterina de Belli) | Cassano G.d.B. (sposato con Caterina de Belli)      | | |              |              |                                                       |                        |                |                | Giovanni Gerolamo (morto prematuramente al padre)                                            | Giovanni Gerolamo (morto prematuramente al padre)                                            | Gerolama (morta prematuramente al padre)                                                                   | Gerolama (morta prematuramente al padre)                                                                   | Porzia (morta prematuramente al padre) | Porzia (morta prematuramente al padre) |
|                                                      |                                                      | | |                       | | | | | | |                                                     | | |              |              |                                                       |                        |                |                |                                                                                              |                                                                                              | | |                                        |                                        |
|                                                      |                                                      | | |                       | | | | | | |                                                     | | |              |              |                                                       |                        |                |                |                                                                                              |                                                                                              | | |                                        |                                        |
|                                                      |                                                      | | |                       | | | | | | Andrea G.d.B. (1605-1676) (ereditò la collezione G. alla morte di Vincenzo, da questo momento in poi la collezione sarà G. del ramo de Banca; era sposato con Maria Pamphilj) |                                                     | | |              |              |                                                       |                        |                |                |                                                                                              |                                                                                              | | |                                        |                                        |
|                                                      |                                                      | | |                       | | | | | | |                                                     | | |              |              |                                                       |                        |                |                |                                                                                              |                                                                                              | | |                                        |                                        |
|                                                      |                                                      | | |                       | | | | | | |                                                     | | |              |              |                                                       |                        |                |                |                                                                                              |                                                                                              | | |                                        |                                        |
|                                                      |                                                      | | |                       | | | | | Carlo Benedetto G.d.B. (1649-1679) (sposato con Caterina Gonzaga)                                                                                    | Carlo Benedetto G.d.B. (1649-1679) (sposato con Caterina Gonzaga) | ...e altri 5 fratelli/sorelle                       | ...e altri 5 fratelli/sorelle                                                                        | |              |              |                                                       |                        |                |                |                                                                                              |                                                                                              | | |                                        |                                        |
|                                                      |                                                      | | |                       | | | | | | |                                                     | | |              |              |                                                       |                        |                |                |                                                                                              |                                                                                              | | |                                        |                                        |
|                                                      |                                                      | | |                       | | | | | | |                                                     | | |              |              |                                                       |                        |                |                |                                                                                              |                                                                                              | | |                                        |                                        |
|                                                      |                                                      | | |                       | | | | Vincenzo G.d.B. (1673-1754) (sposato con Maria Costanza Boncompagni)                                                                                 | Vincenzo G.d.B. (1673-1754) (sposato con Maria Costanza Boncompagni)                                                                                 | ...e altri 6 fratelli | ...e altri 6 fratelli                               | | |              |              |                                                       |                        |                |                |                                                                                              |                                                                                              | | |                                        |                                        |
|                                                      |                                                      | | |                       | | | | | | |                                                     | | |              |              |                                                       |                        |                |                |                                                                                              |                                                                                              | | |                                        |                                        |
|                                                      |                                                      | | |                       | | | | | | |                                                     | | |              |              |                                                       |                        |                |                |                                                                                              |                                                                                              | | |                                        |                                        |
|                                                      |                                                      | | |                       | Girolamo Vincenzo G.d.B. (1715-1757) (sposato con Maria Ruspoli) | Girolamo Vincenzo G.d.B. (1715-1757) (sposato con Maria Ruspoli)                                                                                     | Giuseppe Andrea G.d.B. | Giuseppe Andrea G.d.B. | Francesco G.d.B. | Francesco G.d.B. | Maria G.d.B. (sposata con Giuseppe Sforza Cesarini) | Maria G.d.B. (sposata con Giuseppe Sforza Cesarini)                                                  | |              |              |                                                       |                        |                |                |                                                                                              |                                                                                              | | |                                        |                                        |
|                                                      |                                                      | | |                       | | | | | | |                                                     | | |              |              |                                                       |                        |                |                |                                                                                              |                                                                                              | | |                                        |                                        |
|                                                      |                                                      | | |                       | | | | | | |                                                     | | |              |              |                                                       |                        |                |                |                                                                                              |                                                                                              | | |                                        |                                        |
|                                                      |                                                      | | |                       | Benedetto G.d.B. (1735-1793) (il suo inventario redatto in punto di morte rappresenta l'ultimo catalogo della collezione ancora integra, prime delle cessioni ottocentesche) | | | | | |                                                     | | |              |              |                                                       |                        |                |                |                                                                                              |                                                                                              | | |                                        |                                        |
|                                                      |                                                      | | |                       | | | | | | |                                                     | | |              |              |                                                       |                        |                |                |                                                                                              |                                                                                              | | |                                        |                                        |
|                                                      |                                                      | | |                       | | | | | | |                                                     | | |              |              |                                                       |                        |                |                |                                                                                              |                                                                                              | | |                                        |                                        |
| Caterina G.d.B. (sposata con Baldassarre Odescalchi) | Caterina G.d.B. (sposata con Baldassarre Odescalchi) | Vincenzo G.d.B. junior (1762-1826) (fu l'ultimo esponente della dinastia romana; alla sua morte la collezione tornò ad eredi del ramo Del Negro provenienti da Genova) | Vincenzo G.d.B. junior (1762-1826) (fu l'ultimo esponente della dinastia romana; alla sua morte la collezione tornò ad eredi del ramo Del Negro provenienti da Genova) | Maria Isabella G.d.B. | Maria Isabella G.d.B. | Lorenzo G.d.B. (1767-1843) (alla morte di Vincenzo junior, avviò la lite legale contro eredi G. Del Negro di Genova che rivendicarono la collezione) | Lorenzo G.d.B. (1767-1843) (alla morte di Vincenzo junior, avviò la lite legale contro eredi G. Del Negro di Genova che rivendicarono la collezione) | Giacomo G.d.B. (1769-1843) (alla morte di Vincenzo junior, avviò la lite legale contro eredi G. Del Negro di Genova che rivendicarono la collezione) | Giacomo G.d.B. (1769-1843) (alla morte di Vincenzo junior, avviò la lite legale contro eredi G. Del Negro di Genova che rivendicarono la collezione) | Giuseppe G.d.B. | Giuseppe G.d.B.                                     | | |              |              |                                                       |                        |                |                |                                                                                              |                                                                                              | | |                                        |                                        |